# Jardin des plantes de Paris
Le jardin des plantes de Paris, ou Jardin des plantes, situé dans le 5e arrondissement de Paris, est un parc à la fois botanique, écologique et zoologique, siège et principal site du Muséum national d'histoire naturelle, qui possède aussi d'autres sites à Paris et en province. En tant qu'espace de l'institution de recherche qu'est le Muséum, le Jardin des plantes est, à ce titre, un campus. En plus des espaces verts propres à un jardin (parterres, espaces botaniques, arbres, jardin à l'anglaise, perspective à la française…), on trouve aussi au Jardin des plantes une ménagerie, des serres, et des bâtiments d'exposition scientifique comportant une galerie de Minéralogie et une galerie de Paléontologie. Le jardin en lui-même est ouvert gratuitement au public dans la journée ; les galeries du Muséum et la Ménagerie sont payantes. Il est inscrit au Patrimoine mondial de l'Unesco dans le bien Paris, rives de la Seine depuis 2024. 
Le Jardin des plantes est accessible par douze portails donnant, dans le sens des aiguilles d'une montre et en commençant par le nord, sur le quai Saint-Bernard le long de la Seine, la place Valhubert, une très courte section du boulevard de l'Hôpital, et les rues Buffon (vers l'ouest de laquelle il s'étend des deux côtés, cette rue étant une ancienne allée du Jardin sous l'intendance de Buffon jusqu'en 1788), Geoffroy-Saint-Hilaire et Cuvier, qui délimitent une étendue de 23,5 hectares auxquels s'ajoutent 3,5 hectares au sud de la rue Buffon. Le Jardin est voisin de la mosquée de Paris, du campus de Jussieu et de la gare d'Austerlitz ; le quartier environnant a pris son nom.

## Historique

### Les origines: le Jardin sous l'Ancien Régime
L'emplacement de l'actuel Jardin des plantes était au Néolithique et durant l'Antiquité un carrefour de voies d'eau à la confluence de la Bièvre et de la Seine. Au XVIe siècle, le débit des eaux a baissé, les terrains agricoles ont remplacé marais et forêts : de nombreux arpents de ce qui forme alors la « terre d'Alez » sont des friches où l'apothicaire, herboriste et pharmacien du roi Nicolas Houël donne des cours de botanique et d'herboristerie depuis les années 1540. Détournée par les Victorins vers leur moulin à eau, la Bièvre traversait alors l'actuel jardin au niveau de l'allée des Becquerel, tandis que sur la butte Coypeau (actuellement le « grand labyrinthe ») se trouvait le moulin de la Tournelle. Ces lieux et points de repère sont visibles sur le plan de Truschet et Hoyau, dit plan de Bâle (voir image « A » plus bas), représentant tous ces terrains en l'état où ils étaient vers 1550, alors même qu'Houël y dispensait ses leçons.
Selon Jules Quicherat, le jardin commence avec Jean Robin du temps de Henri IV et de la grande mode des habits à ramages. L'idée est de fournir des modèles aux dessinateurs de patron, et le jardin est alors peuplé de plantes exotiques susceptibles d'inspirer les brodeurs. Le jardin devient bientôt une dépendance de la couronne, prend le nom de « Jardin du Roi » et Jean Robin en devient le simpliste (ou herboriste). Vers 1625, Guy de La Brosse, « voyant qu'on dépensait beaucoup d'argent pour un petit résultat, suggéra l'idée d'un autre jardin mieux assorti, où les étudiants en médecine trouveraient de quoi s'instruire sans nuire aux dessinateurs de tapis ». Un édit du roi de janvier 1626 crée le Jardin royal des plantes médicinales, ratifié par le parlement le 8 juillet. Les premiers terrains de la terre d'Alez seront achetés le 21 février 1633 et les suivants en 1636, le tout couvrant alors 18 arpents. Il est ouvert au public en 1634 : Guy de La Brosse en fera l'inauguration solennelle en 1640. Le graveur Frédéric Scalberge avait déjà peint, dès 1636, une aquarelle qu'il intitula Jardin du Roy pour la culture des plantes médicinales. Cette peinture montre qu'en 1636 la montée en spirale du grand labyrinthe avait déjà été tracée sur la butte Coypeau.
Un des plus célèbres directeurs du Jardin royal fut le naturaliste Georges-Louis Leclerc de Buffon (1707-1788). Nommé surintendant du Jardin du Roy en 1739, succédant à Charles François de Cisternay du Fay, il occupera le poste jusqu’à sa mort. Agrandissant le lieu sans hésiter à avancer les frais de ses deniers personnels, il en fera l’un des plus importants centres de recherche scientifique en Europe à cette époque.
Le Jardin du Roi présente dès ses débuts le dessin général de l'actuel jardin. À la Révolution, le jardin est nommé « jardin des plantes de Paris ». L’établissement scientifique devient le Muséum national d'histoire naturelle par décret de la Convention en juin 1793.
Traditionnellement, le Jardin des plantes est ouvert au public du lever au coucher du soleil, ce qui fait que ses horaires ne sont pas les mêmes au long de l'année. Des catacombes s'ouvrent à gauche de l'entrée de l'hôtel de Magny, bâtiment du XVIIIe siècle abritant des bureaux et - de février 2008 à janvier 2017 - le cabinet d'histoire du Jardin des plantes. En 1789, le capitaine marseillais Pierre Blancard rapporte d'un voyage en Chine, pour la première fois, en France des boutures de chrysanthèmes.

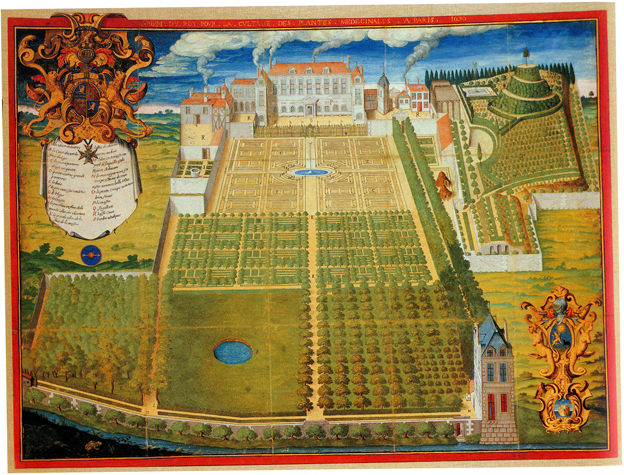
Jardin du Roy (Frédéric Scalberge, 1636).

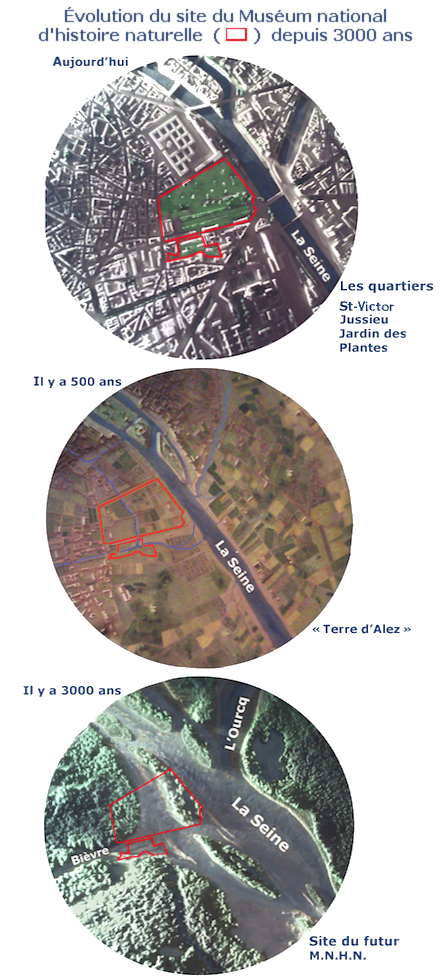
Cartes diachroniques de l'évolution géomorphologique du Jardin des Plantes de Paris et de ses environs depuis 3000 ans, d'après les maquettes exposées à la Grande galerie de l'Évolution.

### Le Jardin après la Révolution: le Muséum national d'histoire naturelle
La Révolution éclate un an après la mort de Buffon, intendant du Jardin du roi, et entraîne de nombreux changements dans l'organisation du Jardin. Voici le début du texte fondateur rédigé par les savants eux-mêmes, à la demande de l'Assemblée constituante en 1793 :
- article Ier : l'établissement sera nommé Muséum national d'histoire naturelle ;
- article II : le but principal de l'établissement sera l'enseignement public de l'histoire naturelle, pris dans toute son étendue et appliquée à l'avancement de l'agriculture, du commerce et des arts ;
- article III : le Muséum d'histoire naturelle sera sous la protection immédiate des représentants de la Nation ;
- article IV : tous les officiers du Muséum d'histoire naturelle porteront le titre de professeurs ;
- article V : tous les professeurs du Muséum seront égaux en droits et en appointements.

Afin de conserver le salaire élevé de Daubenton, les savants le nomment avec Buffon fondateur du Muséum, et Daubenton, alors âgé de 74 ans, est nommé directeur à vie. Il s'ensuit des temps plutôt confus, le gouvernement révolutionnaire ayant des affaires plus urgentes à traiter. En 1791, Bernardin de Saint-Pierre est nommé intendant du Jardin. C'est à son initiative qu'est alors créée, en 1793, la ménagerie du Jardin des plantes. Le Jardin devenu Muséum, d'autres lieux d'exposition s'ouvrent au public : en 1802 Georges Cuvier, nommé l'année même professeur titulaire de la chaire d'anatomie comparée, acquiert un bâtiment ayant appartenu à la compagnie parisienne des fiacres pour en faire les premières galeries d'anatomie comparée, qu'il ouvre au public en 1806. Ce bâtiment rectangulaire a été partiellement conservé et surnommé « bâtiment de la baleine ». Un projet d'agrandissement du Jardin au Nord, inspiré des « jardins d'utopie » du XVIIIe siècle (voir image « D » plus bas) est élaboré après la chute de Napoléon Ier, sous la Restauration, par Gabriel Thouin, frère du botaniste André Thouin, mais ce sera la halle aux vins de Paris qui s'y agrandira, l'emportant sur le projet de Thouin qui reste dans les cartons. À la place, en 1836, sont inaugurées les grandes serres (deux pavillons jumeaux, encore conservés de nos jours), et en 1837 vient le tour d'être inaugurée à la galerie de Minéralogie et de Géologie, le premier bâtiment en France à avoir été conçu en tant que musée. De nouveaux bâtiments voient ensuite le jour : la galerie de Zoologie en 1889 (devenue en 1994 la grande galerie de l'Évolution), la galerie de Paléontologie et d'Anatomie comparée en 1898 (qui remplace les galeries que Georges Cuvier avait ouvertes en 1806) ou la galerie de Botanique en 1935.
La Bièvre coulait jadis au sud du Jardin des plantes ; des tanneries et des mégisseries s'y étaient installées. À l'est de celles-ci, Buffon acheta une grande parcelle sise de part et d'autre de la rivière, entre l'allée du Jardin des plantes qui allait devenir la rue Buffon, et la rue Poliveau : le clos Patouillet, rattaché depuis lors à l'établissement. Recouverte au milieu du XIXe siècle, la Bièvre devint ultérieurement une rue, nommée « Nicolas-Houël » ; lors de la guerre de 1870 un hôpital de campagne fut bâti à la hâte dans ce clos Patouillet ; enfin la Troisième République rendit au Muséum l'usage de cet ensemble de terrains (aujourd'hui nommés « îlot Poliveau ») dont les bâtiments abritent des laboratoires, des collections parmi les plus importantes au monde (lithothèques, entomothèques, malacothèques et carcinothèques) et des bibliothèques. Pendant la Première Guerre mondiale, la partie ouest de la rue Nicolas-Houël devint l'allée centrale de cet ensemble qui fut alors clos.

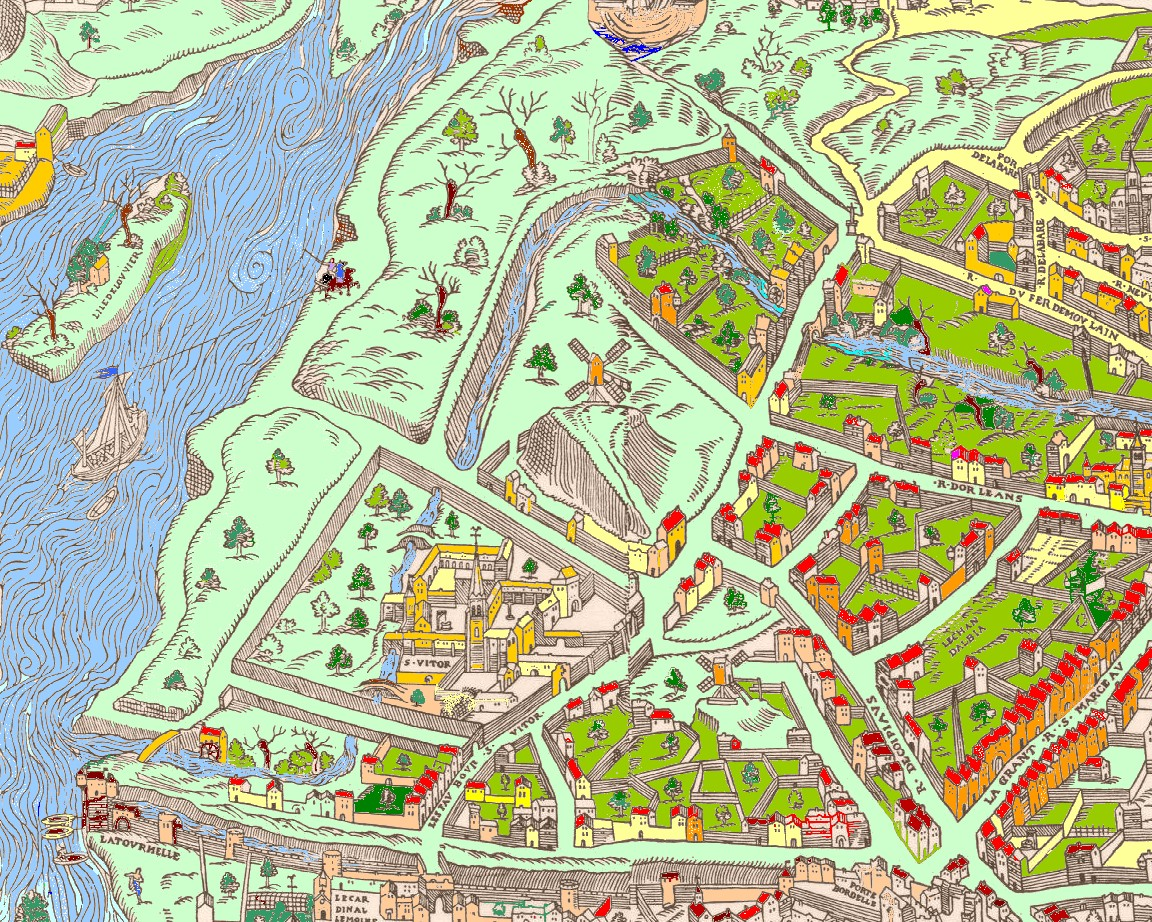
A)
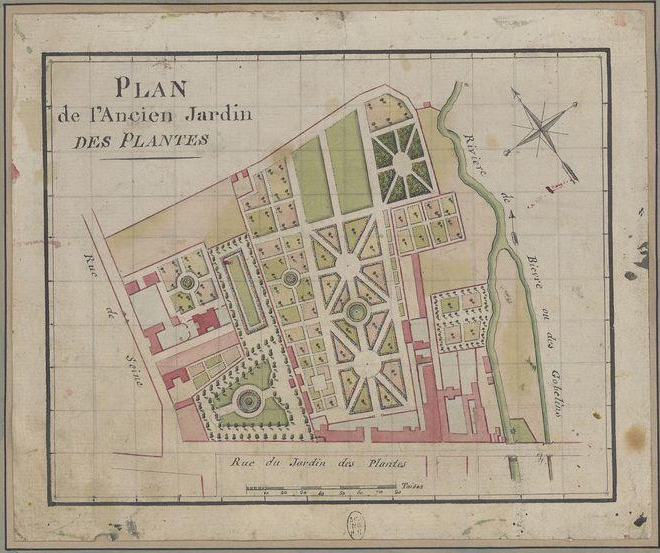
B)
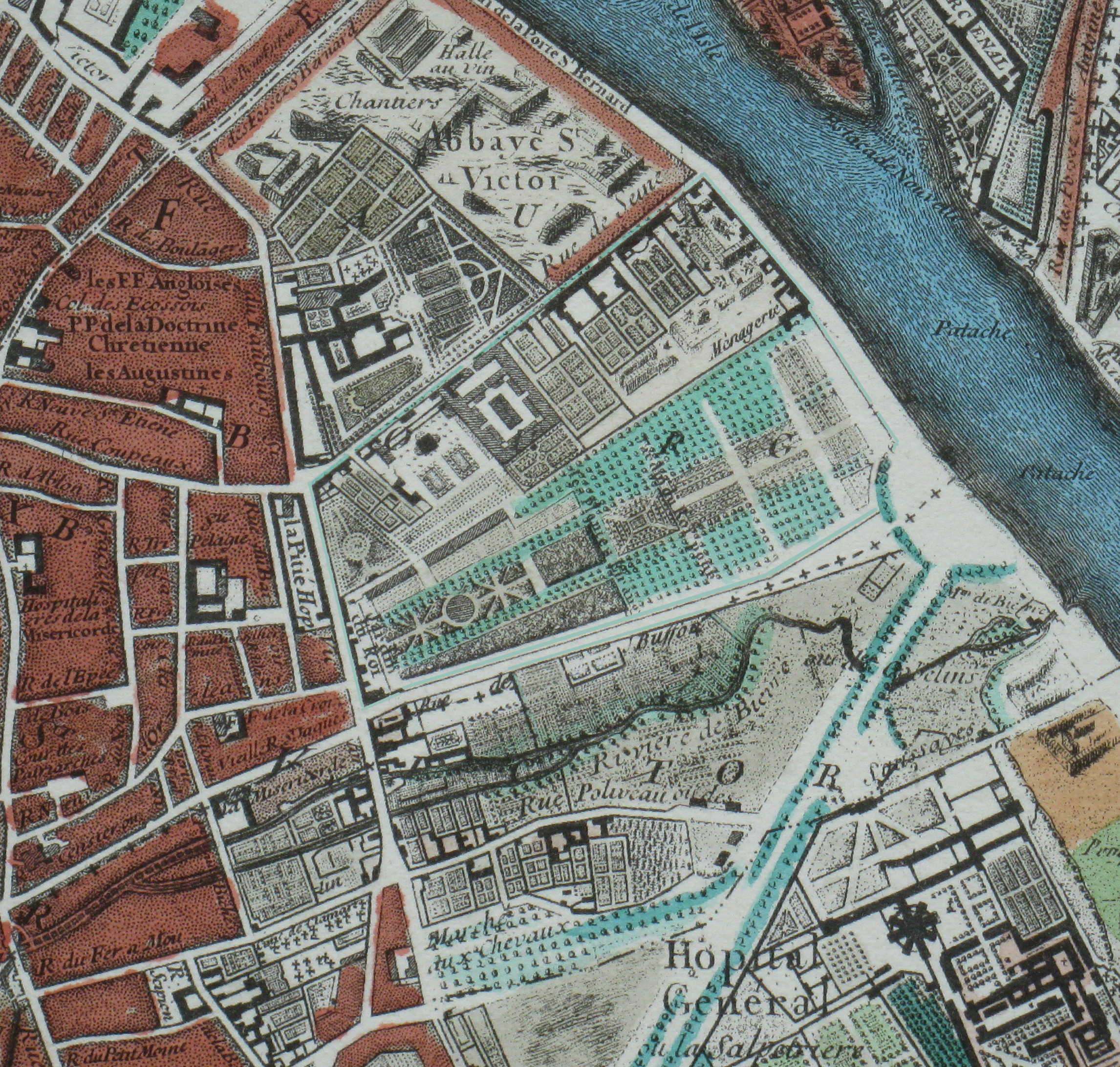
C)
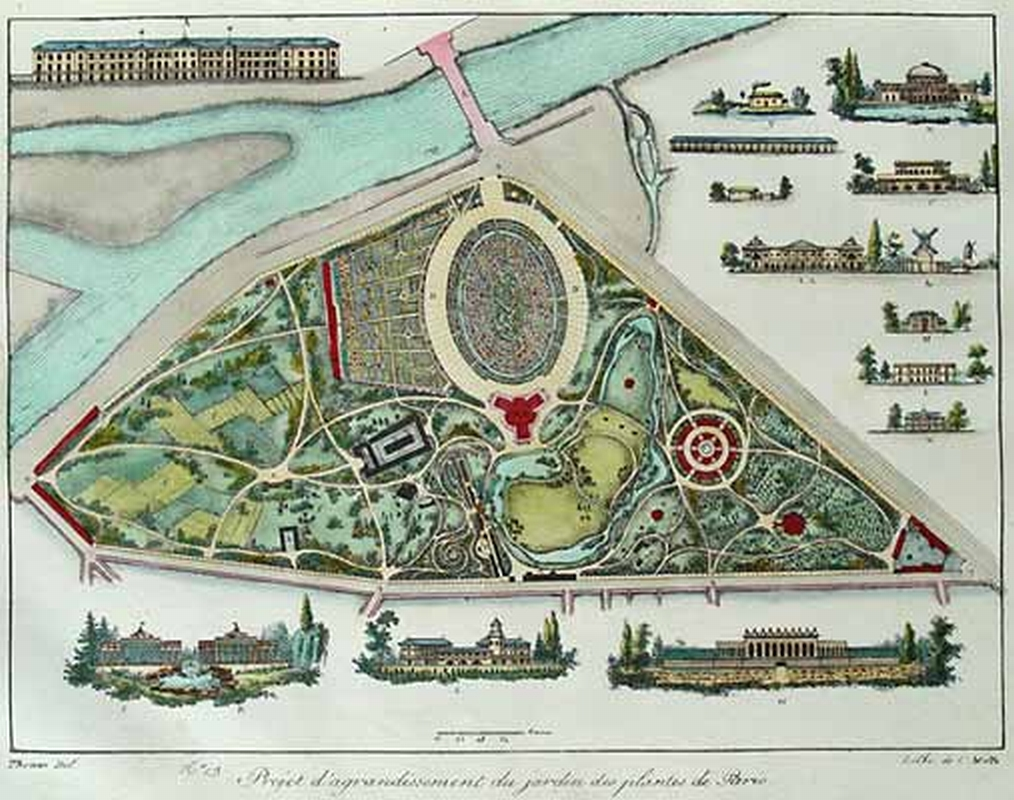
D)
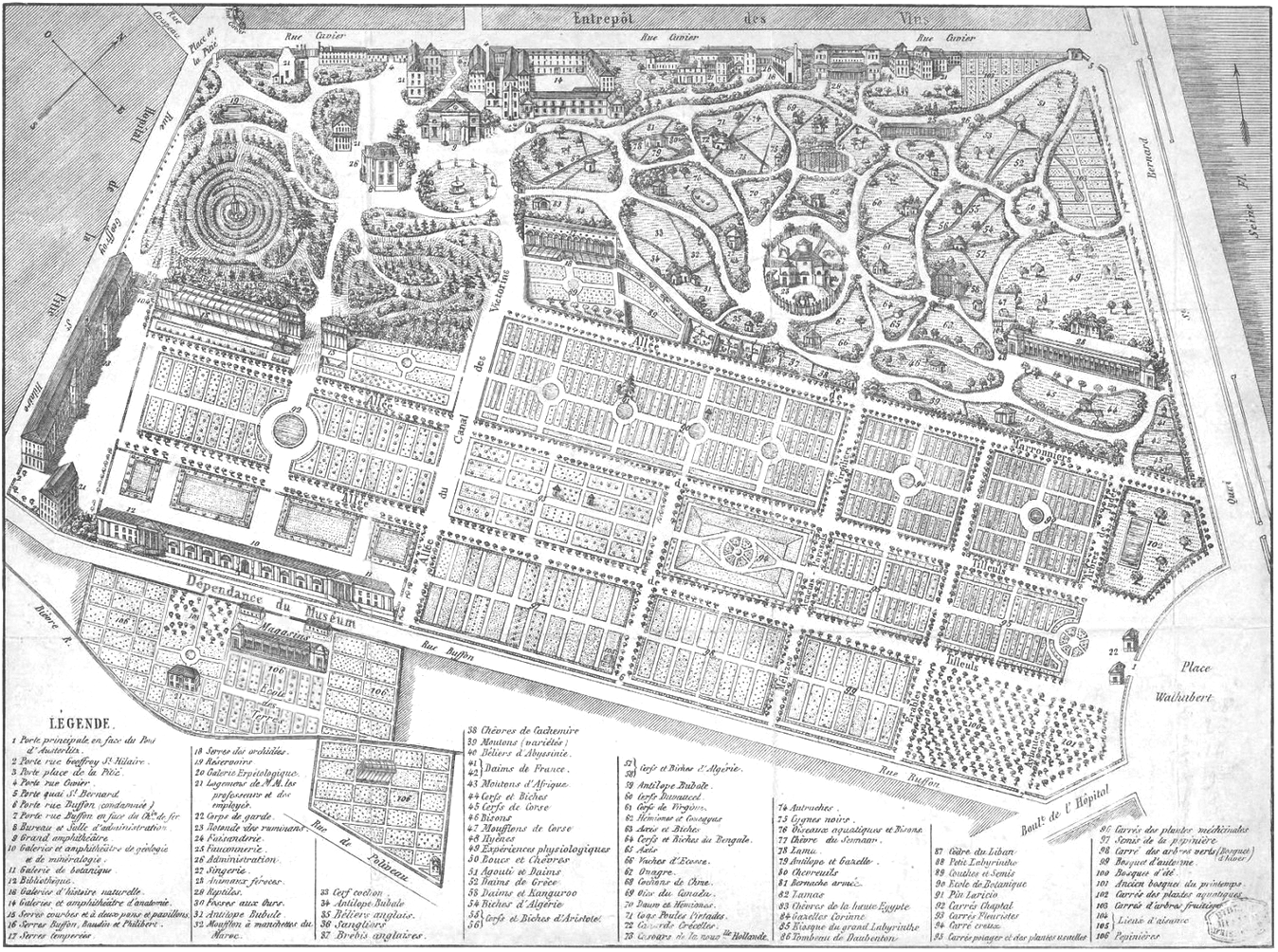
E)
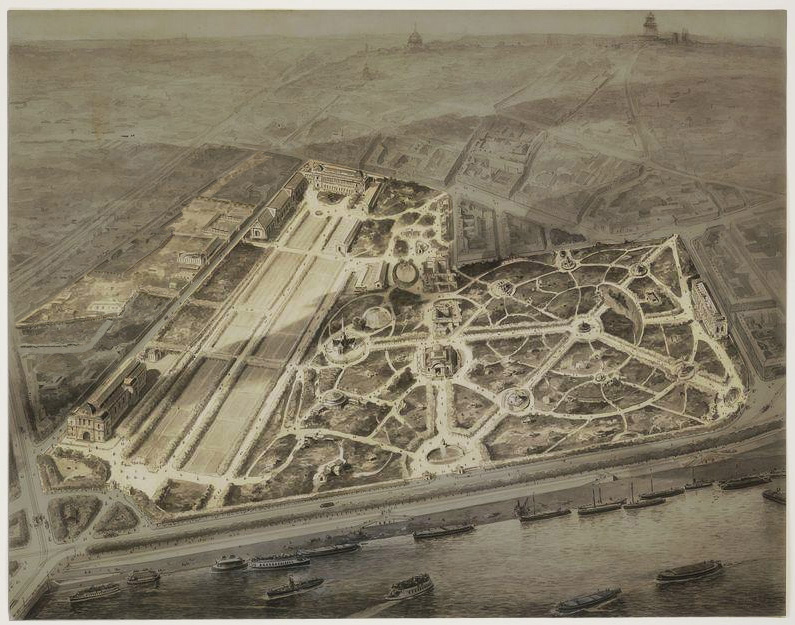
F)
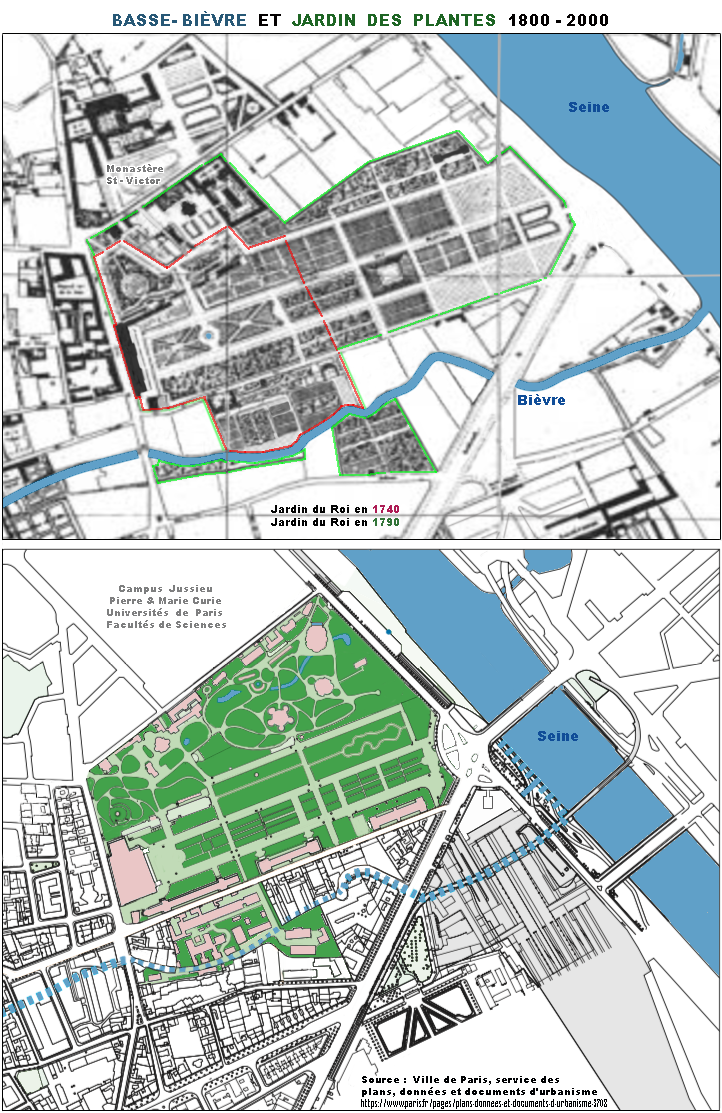
G)
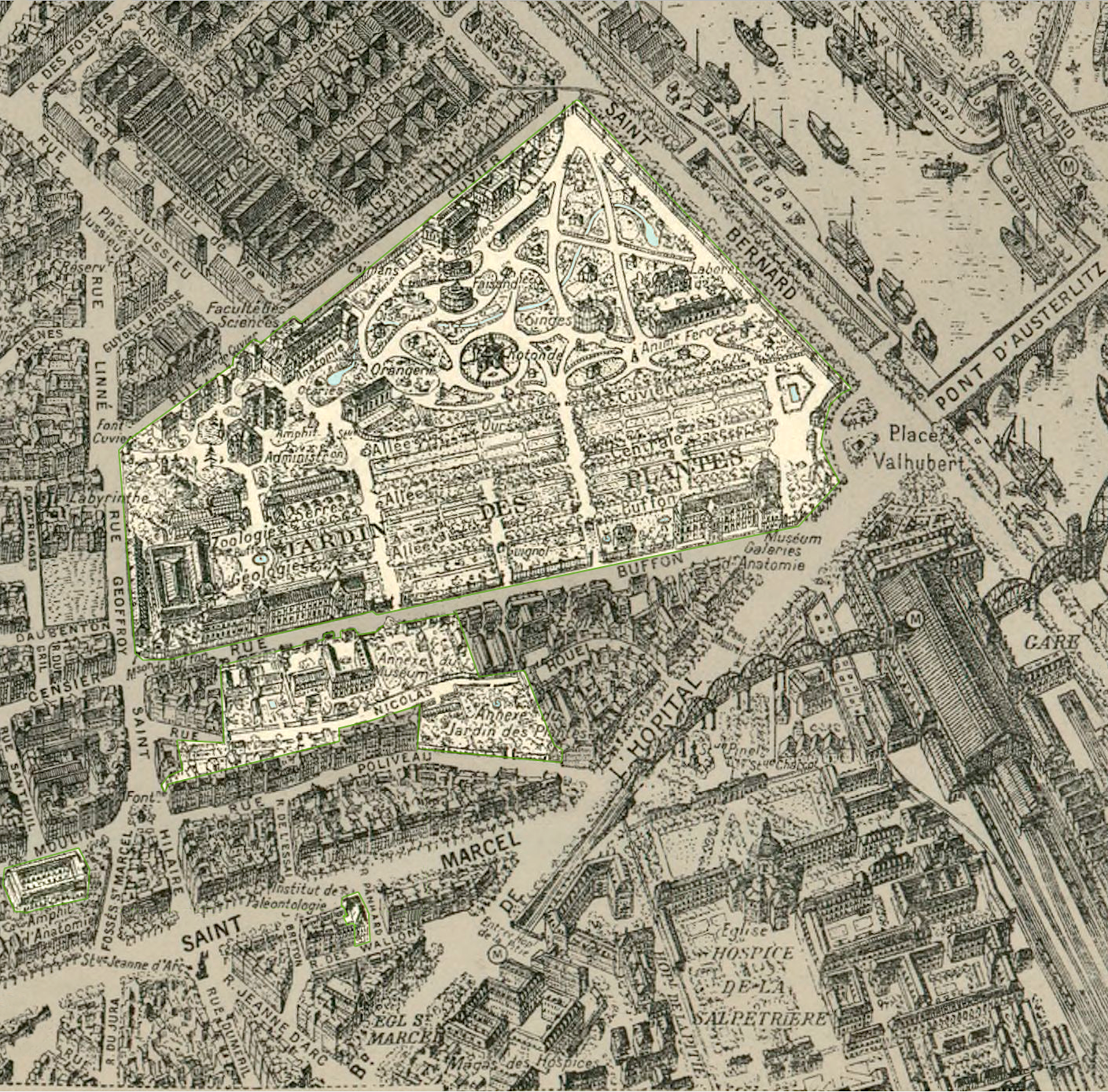
H)
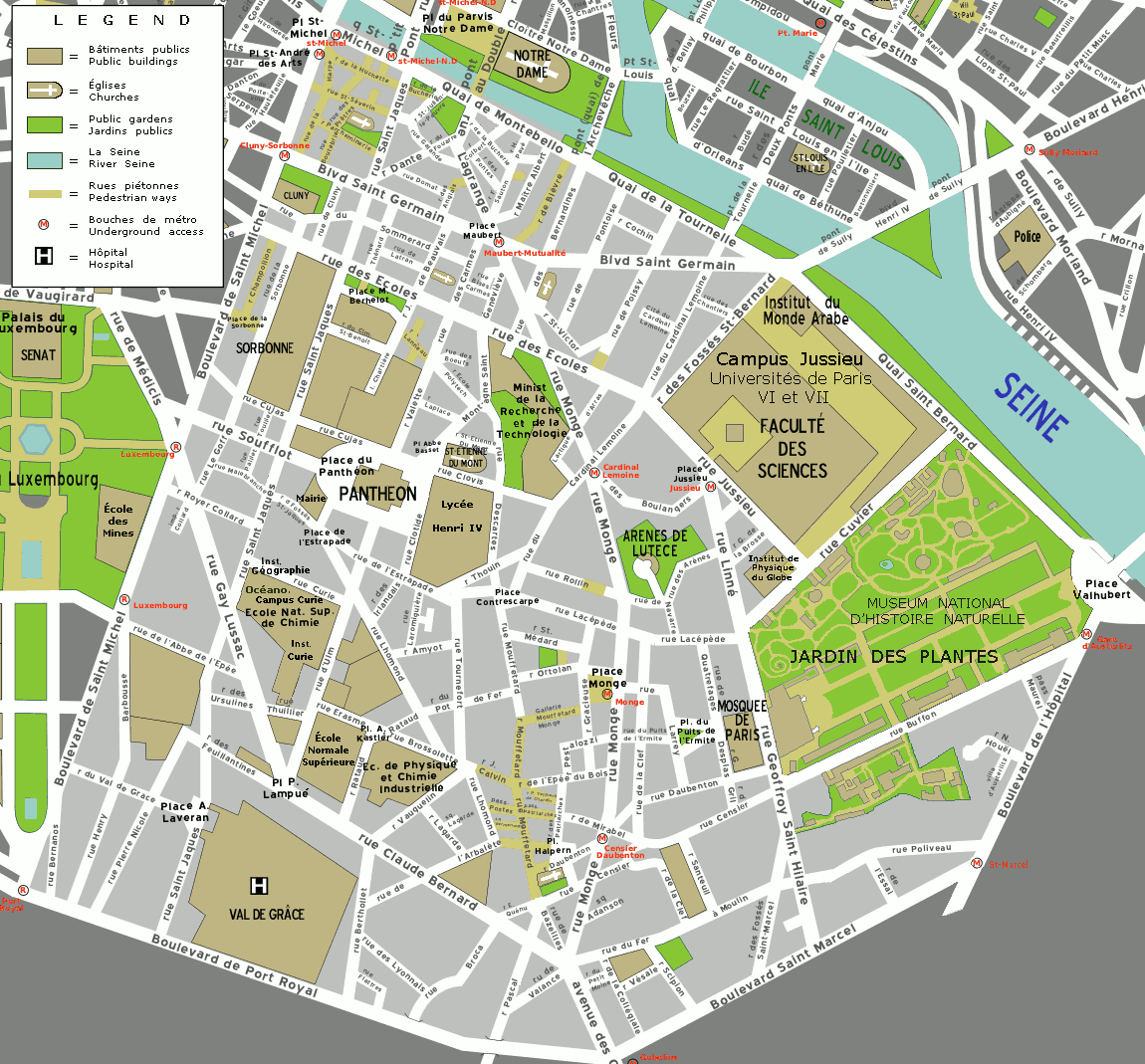
İ)

Légende des plans :
A) Plan dit « de Bâle » (vers 1550, vue vers le Nord-Est). Le Jardin est le carré en haut au centre : limité à l'Ouest du canal des Victorins (actuelle Allée Becquerel), il n'atteint pas la Seine. Ce plan montre deux moulins surnommés « moulin du Jardin des Plantes » au XVIIIe siècle et parfois confondus dans les archives : le moulin à vent Coypeau ou des Copeaux ou de la Tournelle au sommet de la butte devenue le « grand Layrinthe », au No 40 de l'actuelle rue Geoffroy-Saint-Hilaire (disparu au début du XVIIIe siècle), et le moulin à eau Coupeau ou de la Miséricorde sur la Bièvre (démoli en 1826).
B) Le Jardin des plantes en 1796, vu vers le Nord-Est avant les agrandissements de Buffon, plan de Barbeau.
C) Le Jardin des plantes vers 1794-1802 (vue vers le Nord après les agrandissements de Buffon : il atteint la Seine sans inclure toute l'actuelle ménagerie encore séparée de la rue de Seine devenue rue Cuvier et inclut les deux rives de la Bièvre encore à l'air libre ; la principale allée du jardin est devenue la rue Buffon).
D) Projet d'agrandissement de Gabriel Thouin (vers 1819-1820, vue vers le Nord-Est) : le labyrinthe se trouve en bas au centre.
E) Le Jardin des plantes en 1855, sous le Second Empire.
F) Projet d'agrandissement de la ménagerie à la place de la halle aux vins, par Léon-Louis Fillol (1900, vue vers le Sud-Ouest) ; sur ce même périmètre, en 1965, Lionel Balout, Roger Heim et Jean-Pierre Lehman proposèrent en vain la création d'un « Musée de l'évolution ».
G) Plans du jardin à deux siècles d'écart : en haut, il passe des limites en rouge aux limites en vert sous l'intendance de Buffon.
H) Le Jardin des plantes en 1926, par Georges Peltier.
İ) Situation actuelle du Jardin des plantes dans le quartier du Jardin-des-Plantes du 5e arrondissement de Paris

## Attractions du Jardin
Le Jardin des plantes comporte au nord un secteur paysagé à l'anglaise créé au XVIIIe siècle notamment sous l'intendance de Buffon, et au sud une grande perspective à la française (500 m de long pour 3 ha) plus ancienne, dont la moitié haute (ouest), entre la rue du Jardin-du-Roy, actuellement rue Geoffroy-Saint-Hilaire, et le canal des Victorins, est présente dès l'origine du Jardin au XVIIe siècle, tandis que la moitié basse (est) a été achevée au XVIIIe siècle, sur des terrains inondables où l'on entreposait auparavant du bois de chauffage, comme on le voit sur les plans anciens de Paris.

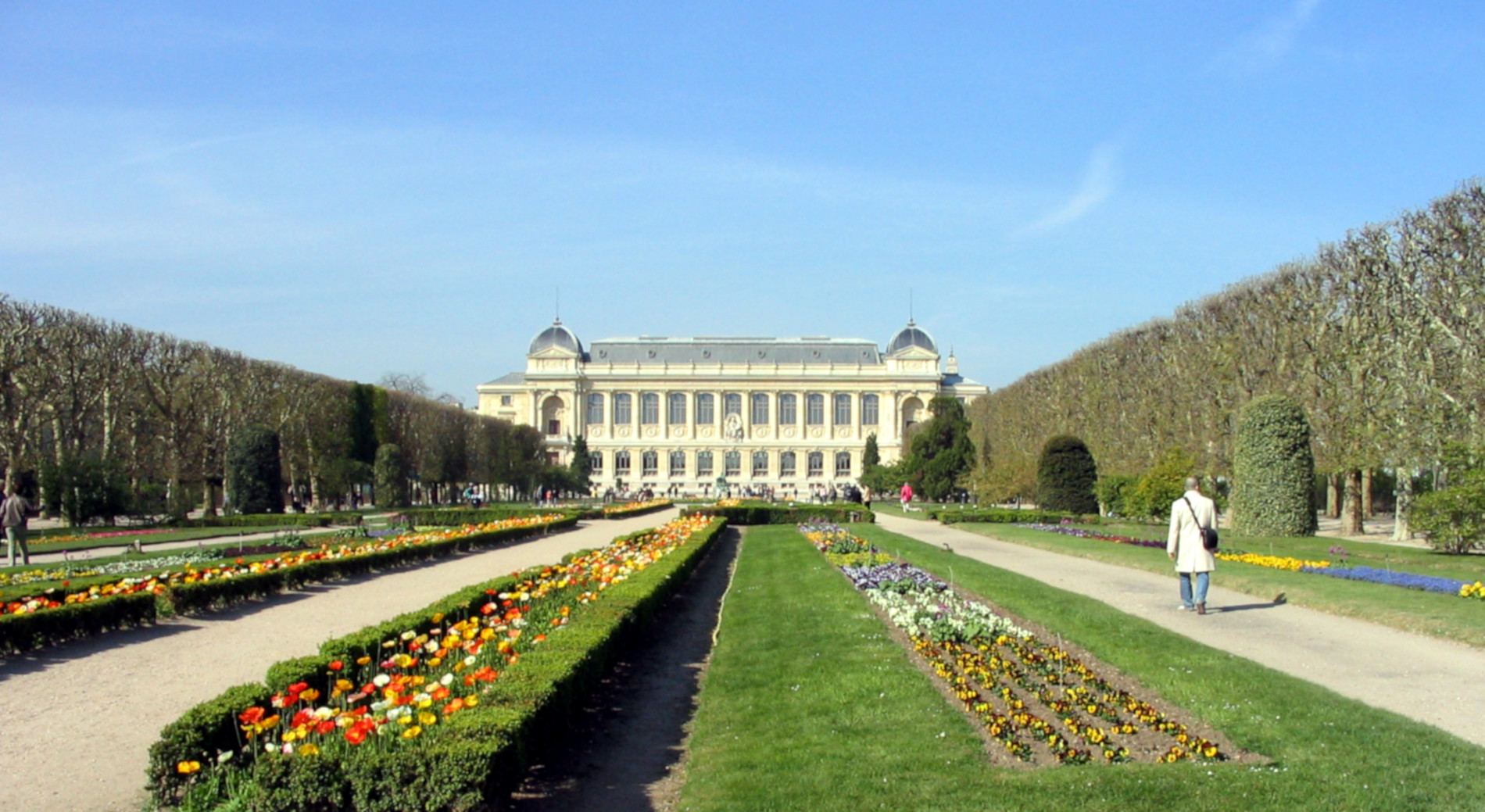
Grande perspective du jardin (avril 2004).

La grande perspective à la française s'étend d'ouest en est de la grande galerie de l'Évolution à la place Valhubert, place qui avant 1806 faisait partie du Jardin. Bordés au nord et au sud par deux allées de platanes taillés en rideaux, les parterres fleuris sont replantés deux fois par an : en mai pour installer les plantes à massif estivales, en octobre pour installer les plantes à massif à floraisons hivernales et printanières. Les collections de fleurs, totalisant près de 500 variétés, changent chaque année.
La perspective relie deux esplanades : à l'ouest, l'esplanade Milne-Edwards (nommée d'après Alphonse Milne-Edwards, directeur du Muséum de 1890 à 1900), qui se trouve aux pieds de la grande galerie de l'Évolution, et à l'est l'esplanade Lamarck (nommée d'après Jean-Baptiste de Lamarck, qui au sein du Muséum occupa la chaire de zoologie de 1793 à 1829), du côté de la Seine. L'esplanade Milne-Edwards recouvre la zoothèque, qui est souterraine et dans laquelle sont conservés des centaines de milliers d'animaux naturalisés, insectes, poissons, reptiles ou mammifères. Face à la grande galerie de l'Évolution, en tête de cette esplanade, se trouve un Monument à Buffon, œuvre en bronze de Jean Carlus (1883).
Le secteur paysagé à l'anglaise comprend, d'ouest en est, le grand labyrinthe, surmonté par la gloriette de Buffon et abritant le tombeau laïque de Daubenton (c'est l'ancienne butte Coypeau ou des Copeaux, en fait un dépotoir médiéval recouvert de terre), le petit labyrinthe devenu réserve de biodiversité, aux abords de l'hôtel de Magny et du grand amphithéâtre, le jardin alpin et la Ménagerie.
Le Jardin des plantes s'étend des deux côtés de la rue Buffon créée à partir de l'une de ses allées : côté sud, l'on trouve le clos Patouillet, ancienne propriété de Buffon, dit aujourd'hui îlot Buffon-Poliveau, dévolu à la recherche, aux études et à la conservation des collections du Muséum.

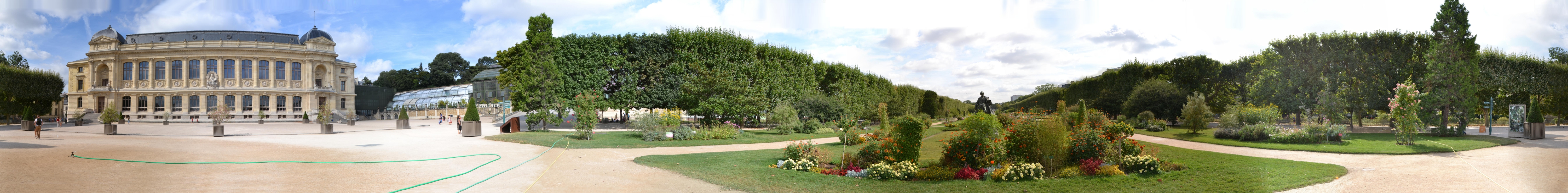
Perspective à la française : panorama ouest-est depuis l'esplanade Milne-Edwards.

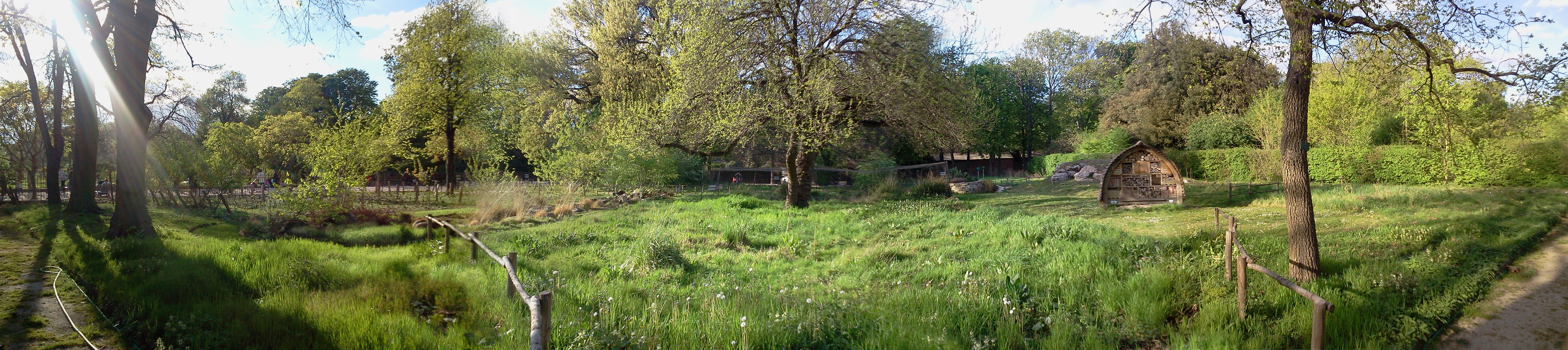
Perspective à l'anglaise : panorama du jardin écologique depuis l'allée Roger-Heim (ex-Centrale).

### Les grandes serres
Cinq serres à armature métallique (dont quatre ouvertes au public) sont alignées le long de la perspective. Après cinq ans de travaux, de 2005 à 2010, 1 300 m2 de verreries démontées et huit millions d'euros investis, les serres du Jardin des plantes accueillent de nouveau le public depuis juin 2010. Les serres courbes sont attenantes au grand labyrinthe et sont strictement destinées aux jardiniers et aux chercheurs du Muséum. Les quatre autres serres sont ouvertes au public : l'achat d'un ticket donne l'accès non seulement aux serres mais aussi à la galerie de Botanique, située à proximité. Dans l'ordre de la visite les quatre grandes serres ouvertes au public sont les suivantes :
- la « serre des forêts tropicales humides », appelée aussi la « grande serre » ou encore le « jardin d'hiver », atteint une superficie de 750 m2 et maintient une température interne moyenne de 22 °C. De style Art déco, cette serre inaugurée en 1937 est l'œuvre de l'architecte René Berger. Elle comprend un ruisseau, des ficus, des palmiers, des bananiers, des plantes grimpantes et épiphytes, etc. ;
- la « serre des déserts et milieux arides » est longitudinalement attenante à la serre des forêts tropicales humides. Cette serre de métal et de verre a été bâtie à l'emplacement des anciennes « serres coloniales », irrémédiablement endommagées lors de la tempête de 1999. Sur une étendue de cinq scènes végétales, elle montre aux visiteurs des espèces caractéristiques des milieux arides : cactus, euphorbes, agaves, etc. ;
- la « serre de Nouvelle-Calédonie » était appelée à son origine en 1836 le « pavillon oriental ». Cette serre recevait depuis la seconde moitié du XXe siècle les noms de « serre mexicaine » ou « serre des cactées », du fait qu'elle avait été depuis ce temps utilisée pour y exposer des plantes propres aux milieux arides. C'est depuis la refonte de 2005-2010 qu'elle a été rebaptisée « serre de Nouvelle-Calédonie » car elle expose maintenant la flore de l'archipel du même nom ;
- La « serre de l'histoire des plantes » est la serre jumelle de la serre de Nouvelle-Calédonie. Elle était identifiée dès 1836 comme étant le « pavillon occidental » mais avant la refonte des grandes serres, en 2005-2010, elle était appelée la « serre australienne » car elle présentait les ensembles végétaux d'Océanie et de Nouvelle-Calédonie. Depuis 2010, son intérieur a été entièrement refait : elle est désormais destinée à montrer au public des spécimens de plantes fossiles côte à côte avec des spécimens vivants propres à l'époque actuelle, cela à des fins de pédagogie et de comparaison.

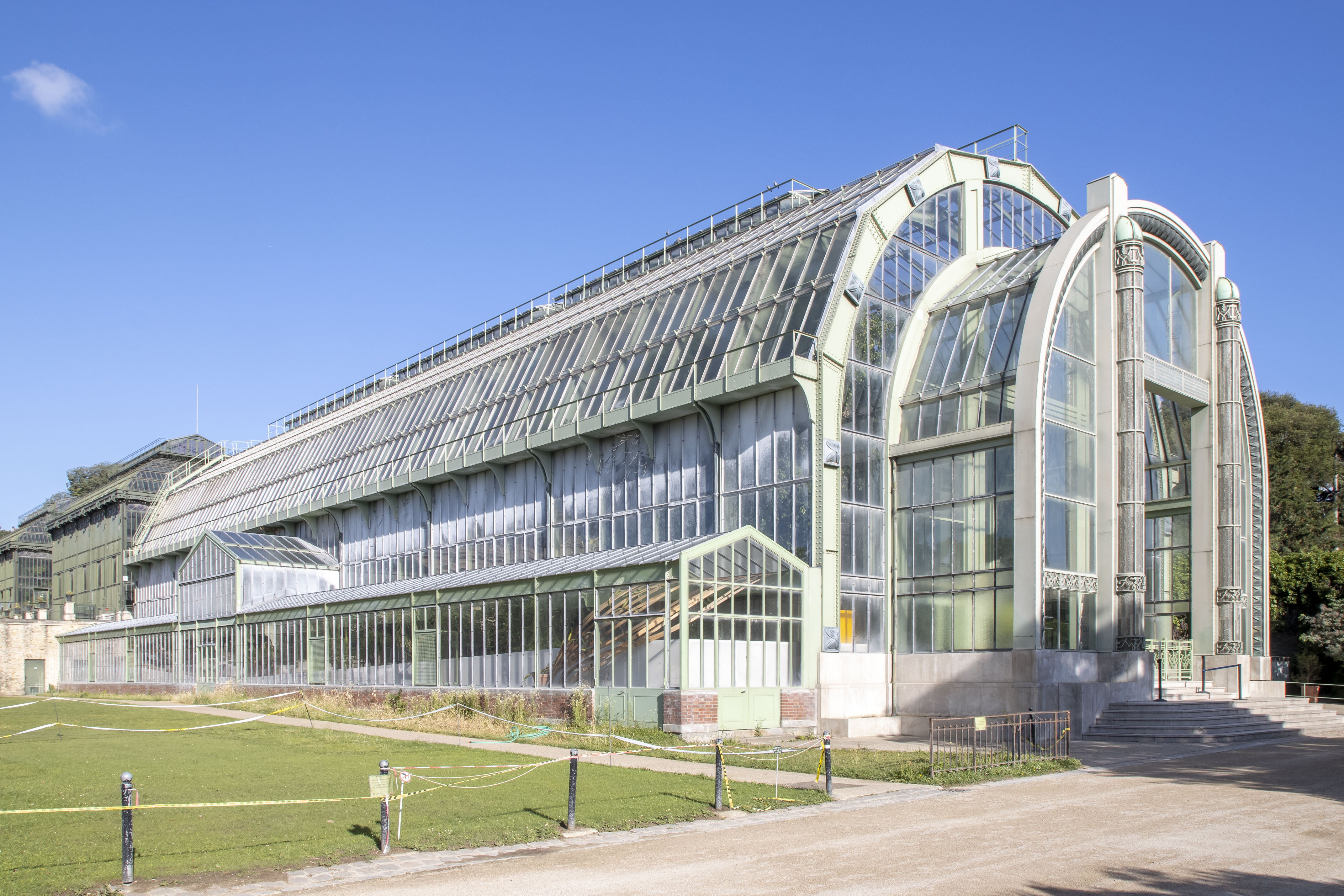
Les grandes serres.
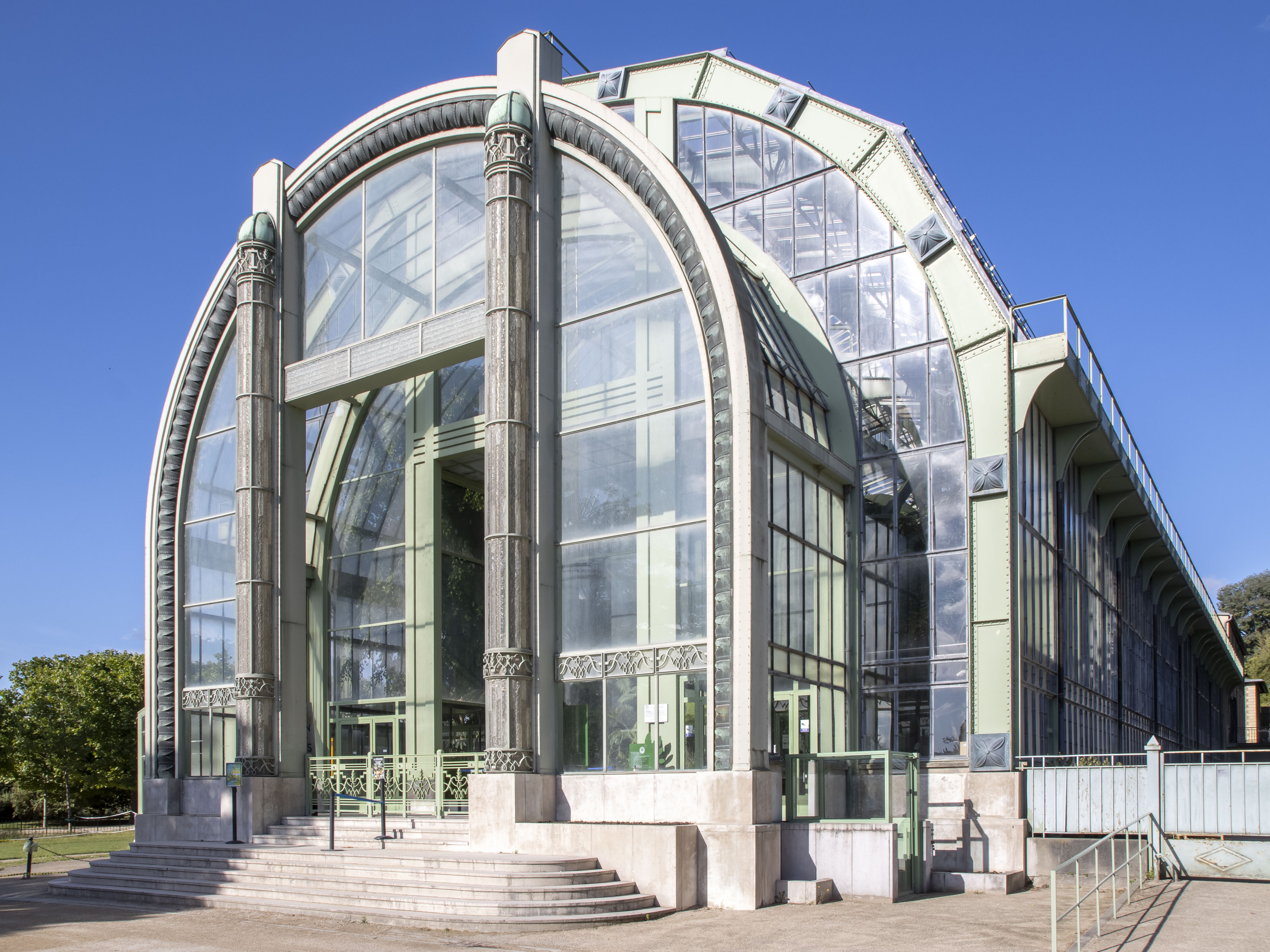
La serre des forêts tropicales humides, dite aussi le jardin d'hiver, par René Berger (1937).
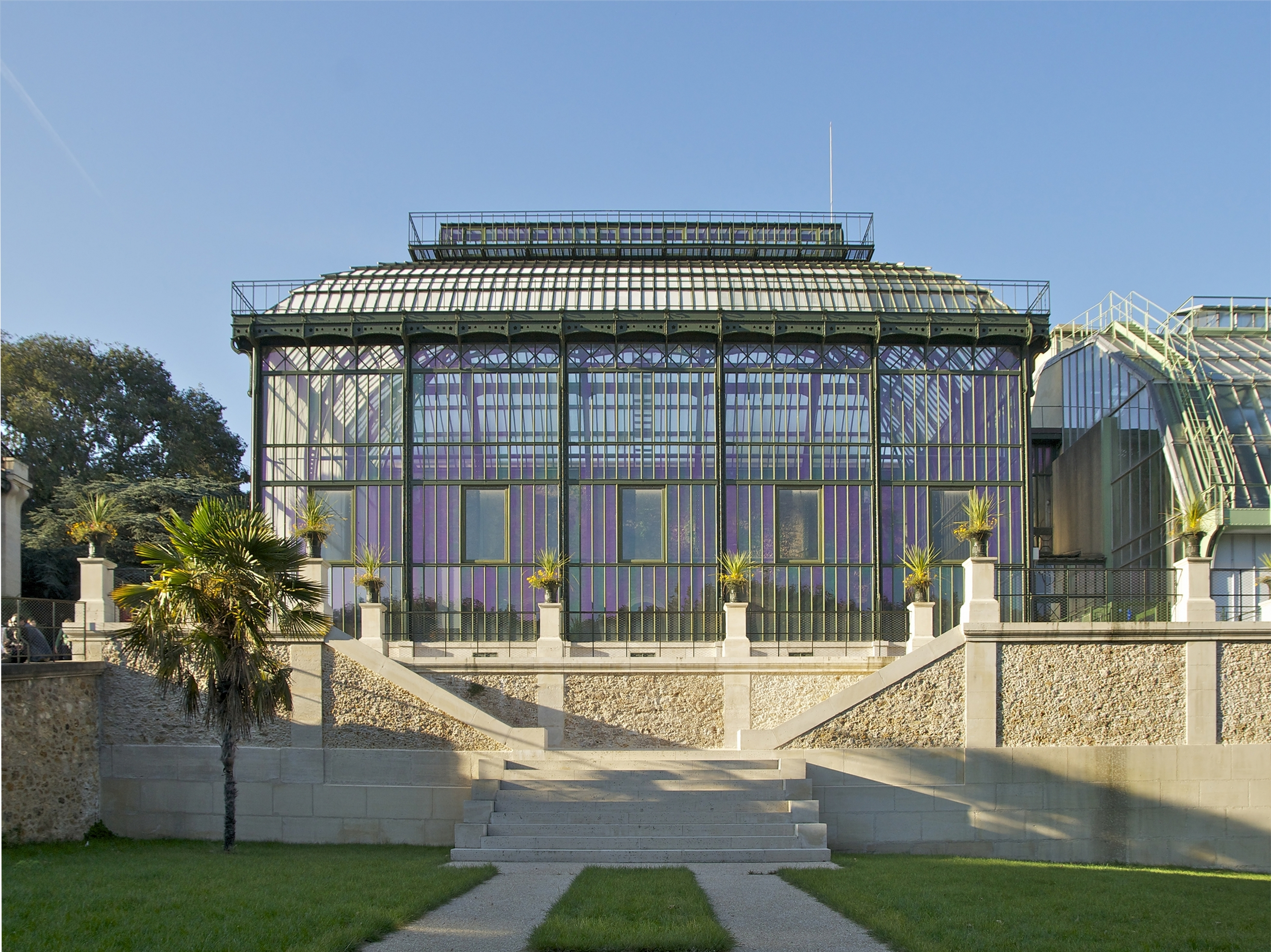
Serre de Nouvelle-Calédonie, construite par Rohault de Fleury en 1834-1836, époque où elle avait été d'abord appelée le « pavillon oriental ».
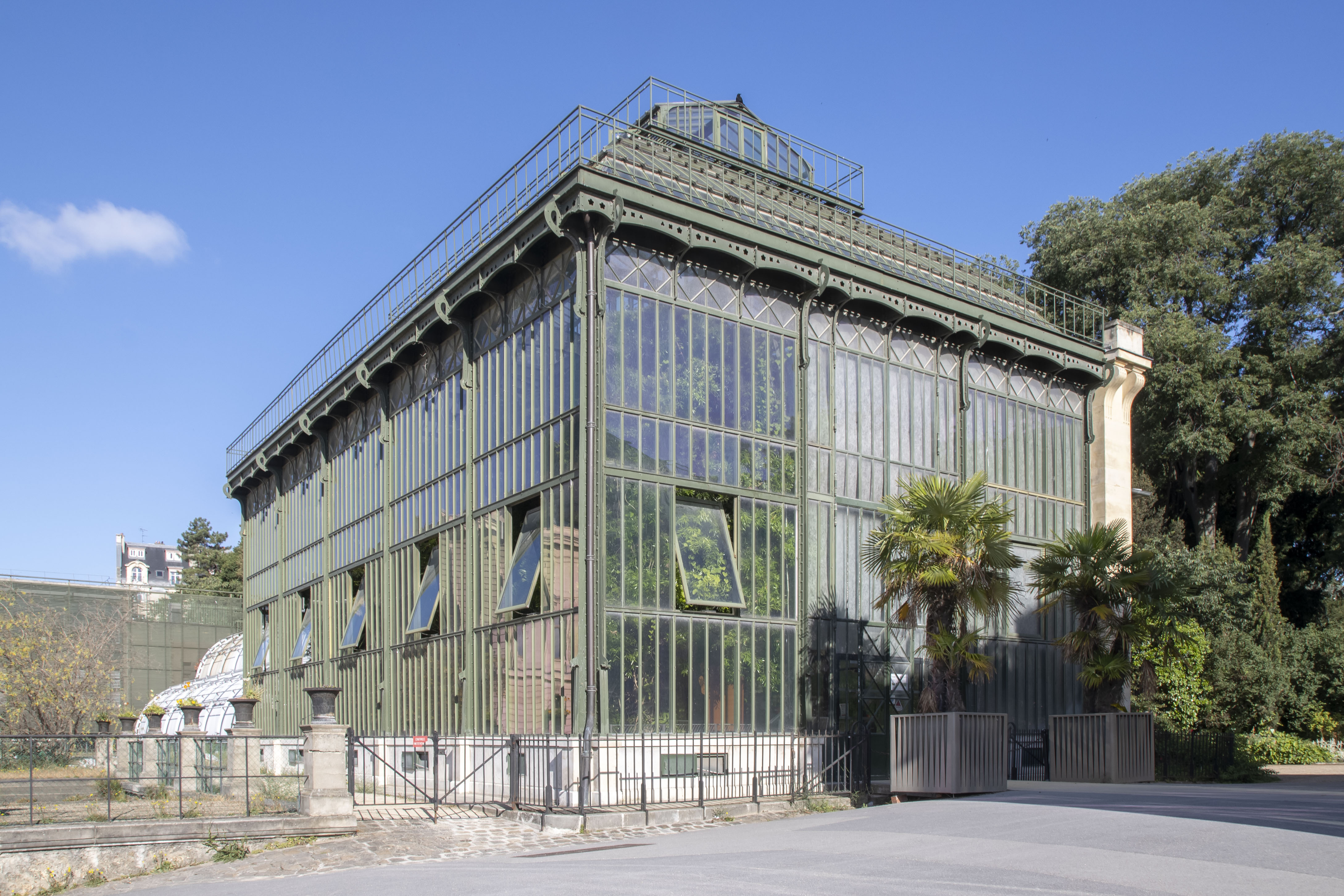
La serre de l'histoire des plantes.
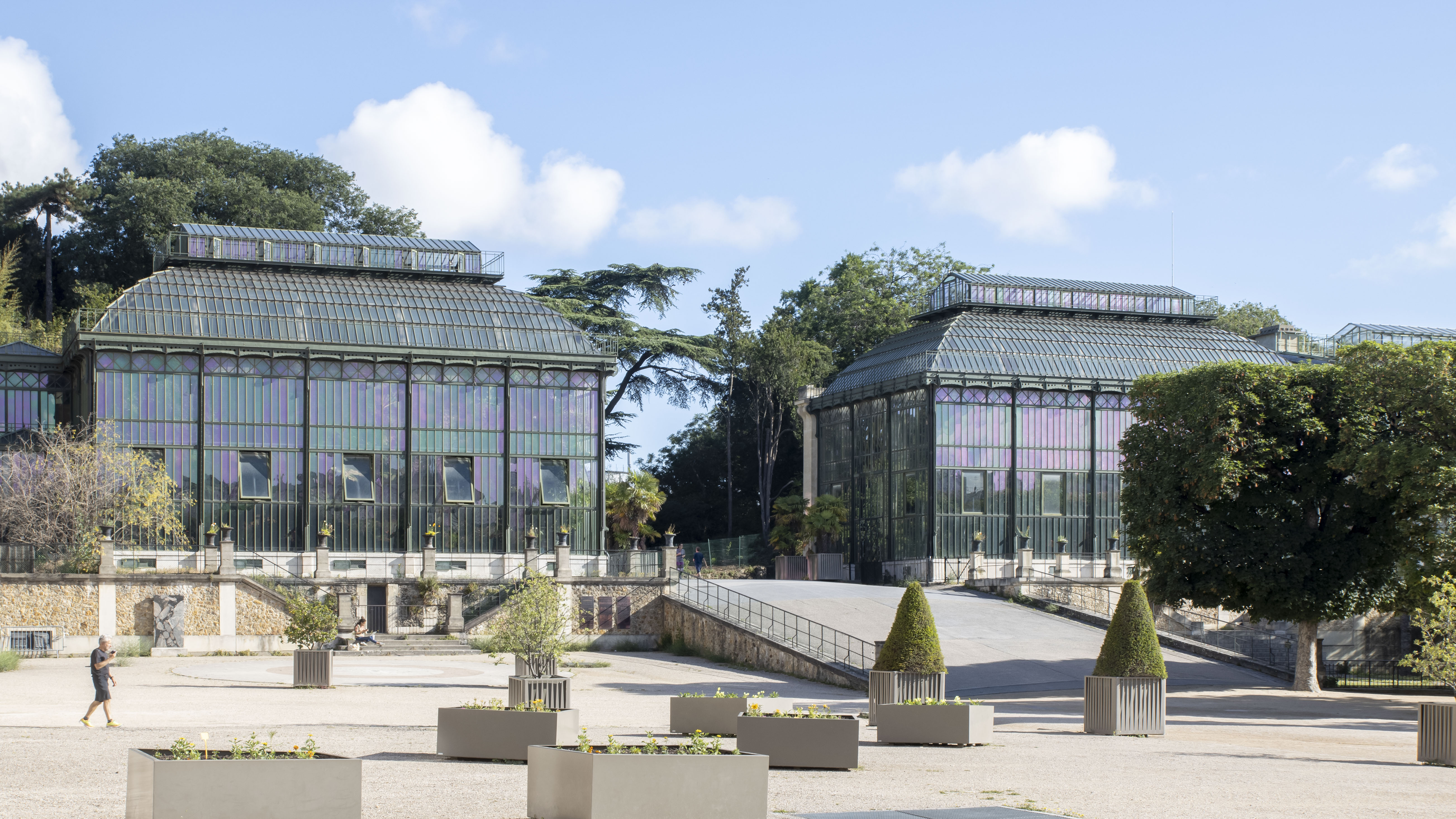
Les serres de l'histoire des plantes et de Nouvelle-Calédonie.

### Les jardins spécialisés
La roseraie a pour but de présenter au public la diversité des roses cultivées. Elle comprend 170 variétés horticoles (cultivars) de roses, classées de manière raisonnée. La roseraie s'étend entre l'allée Haüy (du nom de l'abbé Haüy, pionnier de la minéralogie) et la galerie de Minéralogie et de Géologie qui lui est parallèle. Cette roseraie est ornée de deux statues, L'Amour captif marbre de Félix Sanzel et Venus genitrix de Charles Dupaty.
Des espaces botaniques dits école de botanique et jardin écologique se trouvent entre les serres et la Seine 
L'école de botanique a été créée par le botaniste André Thouin au XVIIIe siècle. Regroupant 2 500 variétés d'arbustes et de plantes herbacées, c'est un jardin systématique qui a donc pour but de présenter les végétaux selon la classification botanique et permet d'appréhender leur phylogénie. Elle comprend également des arbres historiques, dont un Pin laricio (Pinus nigra subsp. laricio) qui a été frappé par la foudre et présente depuis une silhouette caractéristique.
Le jardin écologique est un secteur clos où l'intervention humaine se fait la plus discrète possible afin de laisser place à la biodiversité naturelle. Créé en 1932, il a été fermé au public en 1960. Totalement interdit d'accès aux humains jusqu'en 1982, il fait alors l'objet de plusieurs inventaires et de quelques aménagements. Accessible seulement aux jardiniers et aux chercheurs autorisés à en étudier la biodiversité, cette partie du Jardin des plantes n'est rouverte au public qu'à partir de 2004, à l'occasion de visites guidées régulièrement organisées. Ce jardin présente les reconstitutions de différents milieux naturels d'Île-de-France : sept milieux ouverts (vigne, prairies, mare, platière…), ainsi que quatre milieux forestiers différant par la composition du sol, où poussent presque librement des espèces végétales spontanées. Le secteur accueille en outre quelques essences d'arbres et arbustes exotiques, témoins des plantations ayant précédé la création du jardin. Cet espace est aussi un refuge ou une étape pour la faune sauvage parisienne.
Enfin, situé entre l'école de botanique et la Ménagerie, le jardin alpin a été créé en 1931 (à la place de la vallée suisse et d'une pépinière) : il vise à présenter les plantes arbustives et herbacées des milieux montagnards du monde entier (Himalaya, Alpes, Corse). Il compte plus de 2 000 plantes regroupées en massifs biogéographiques. Il est accessible depuis l'école de botanique par un passage souterrain. Ce jardin comporte un pistachier mâle à partir duquel le botaniste Sébastien Vaillant mit en évidence la sexualité des végétaux au XVIIIe siècle.

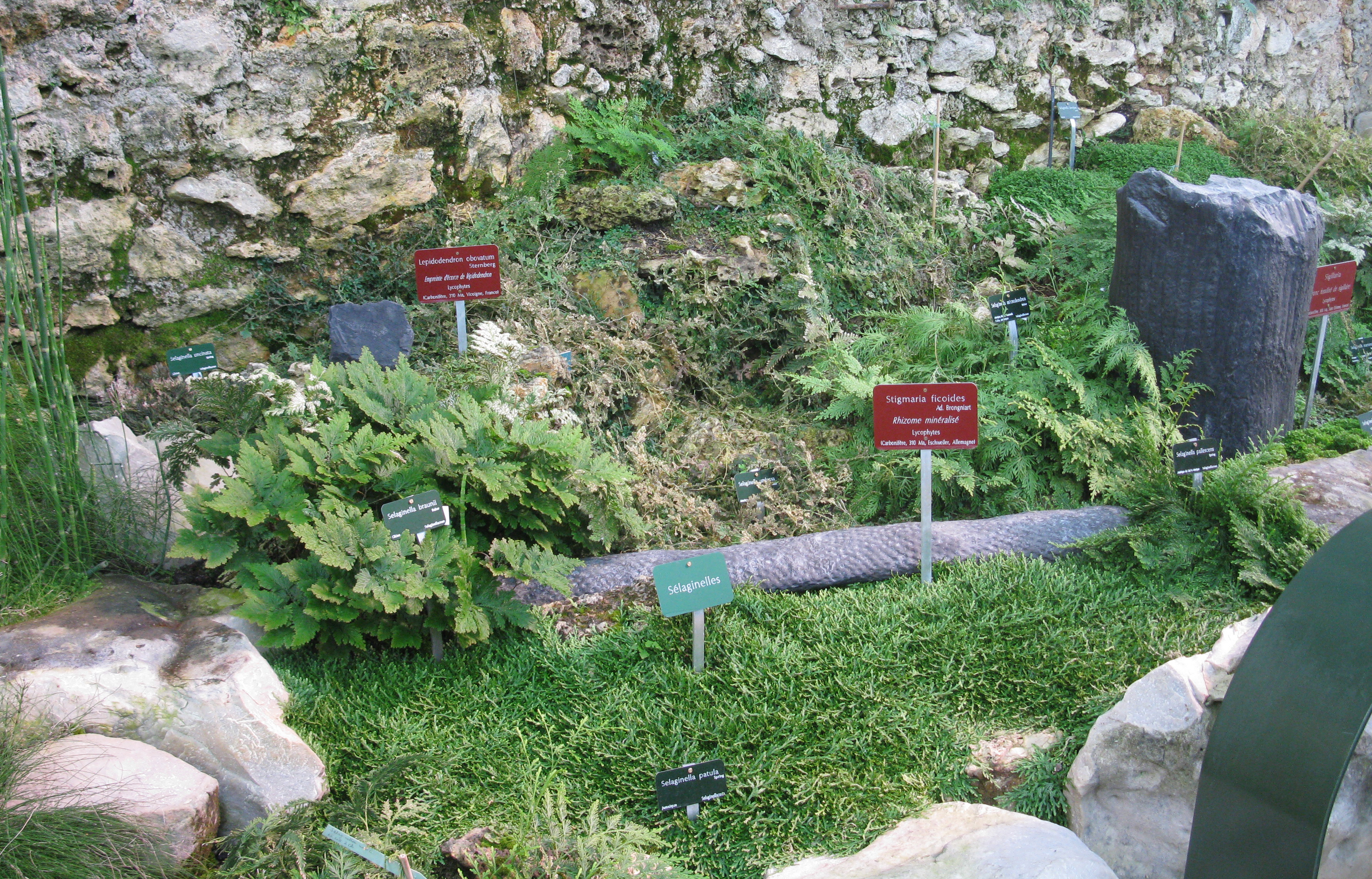
Dans la serre de paléobotanique bâtie par Rohault de Fleury, cette présentation mêle fossiles et plantes à spores actuelles.
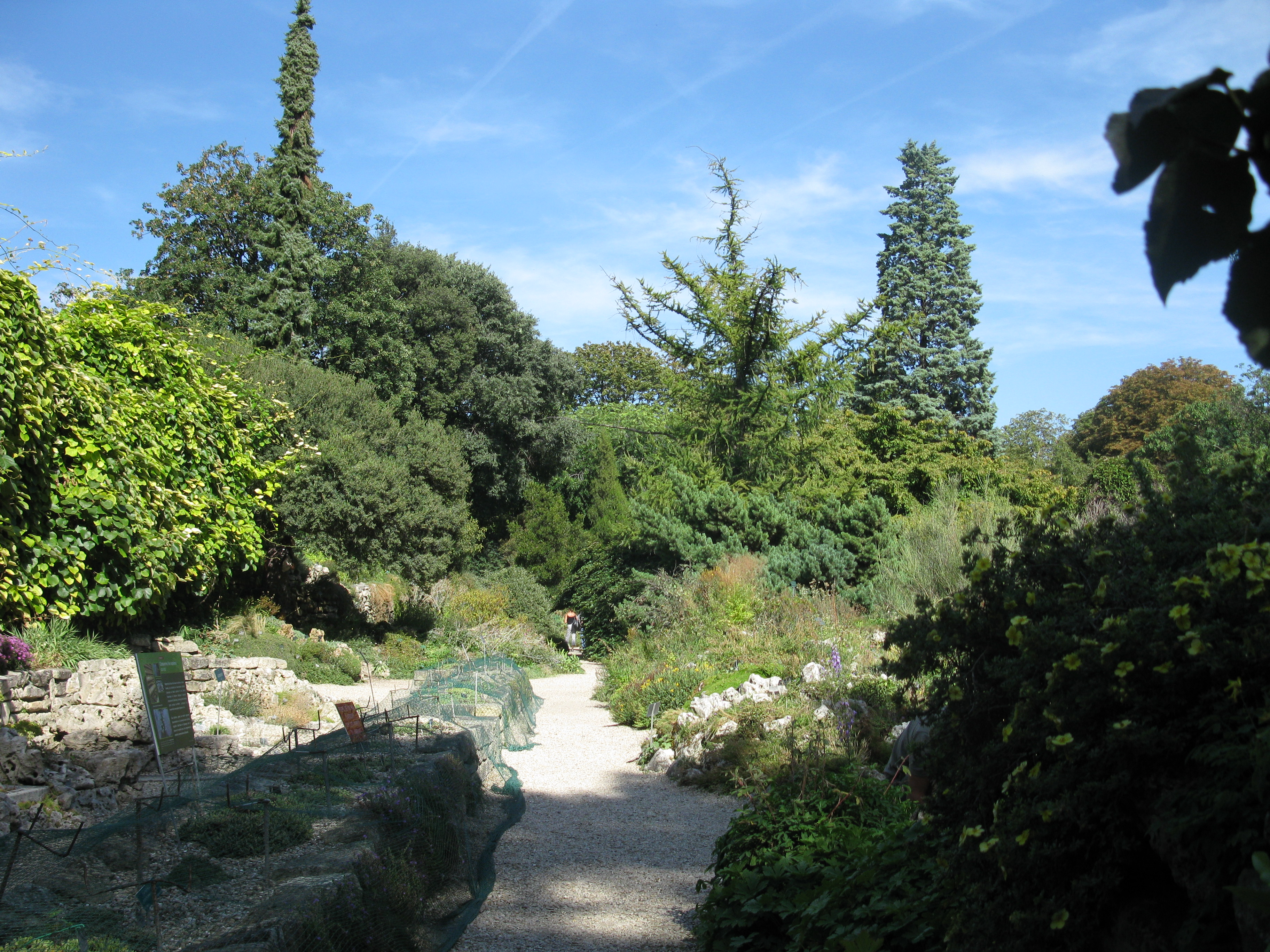
Le jardin alpin.
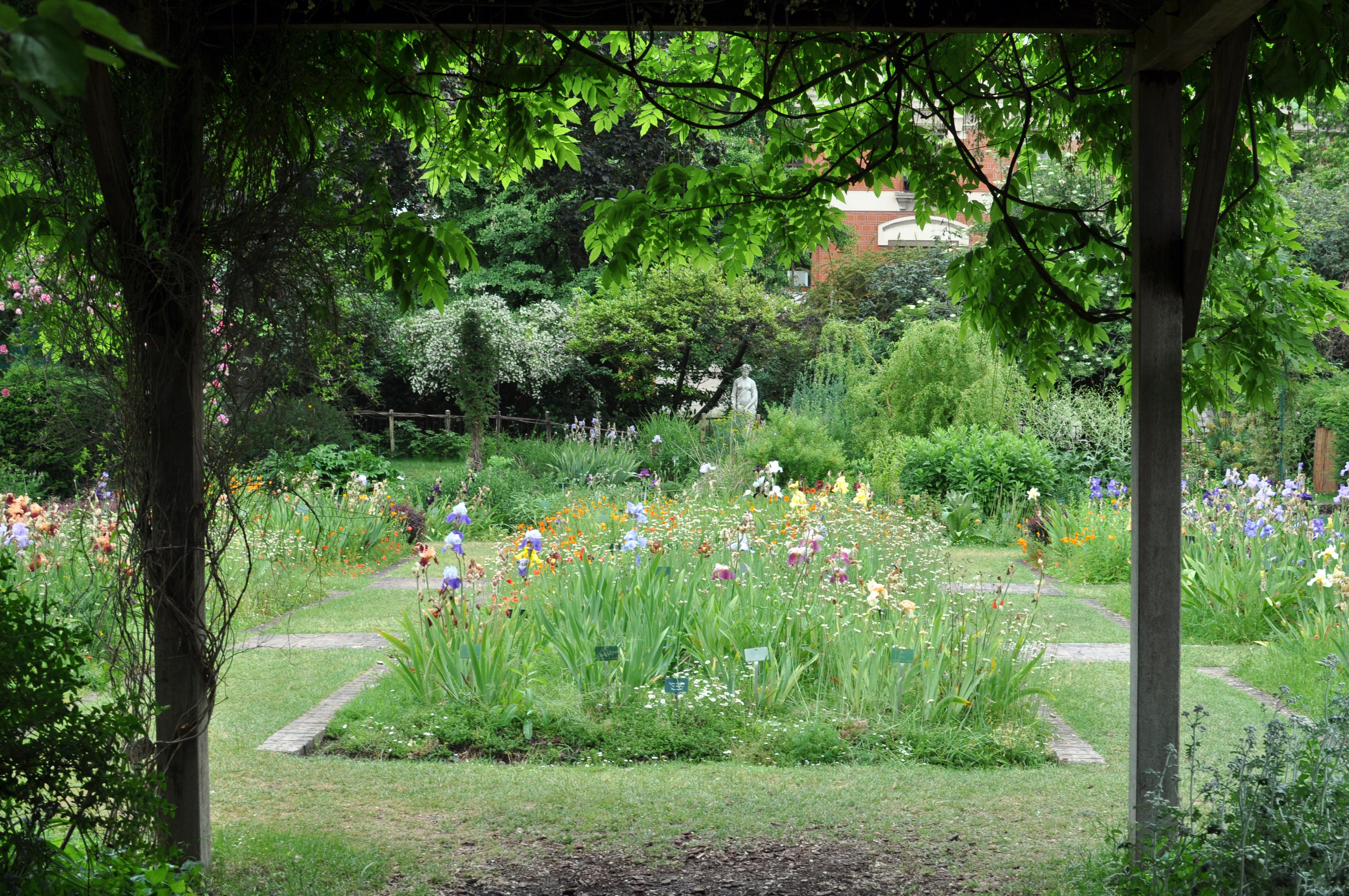
Le Jardin des iris et des plantes vivaces.
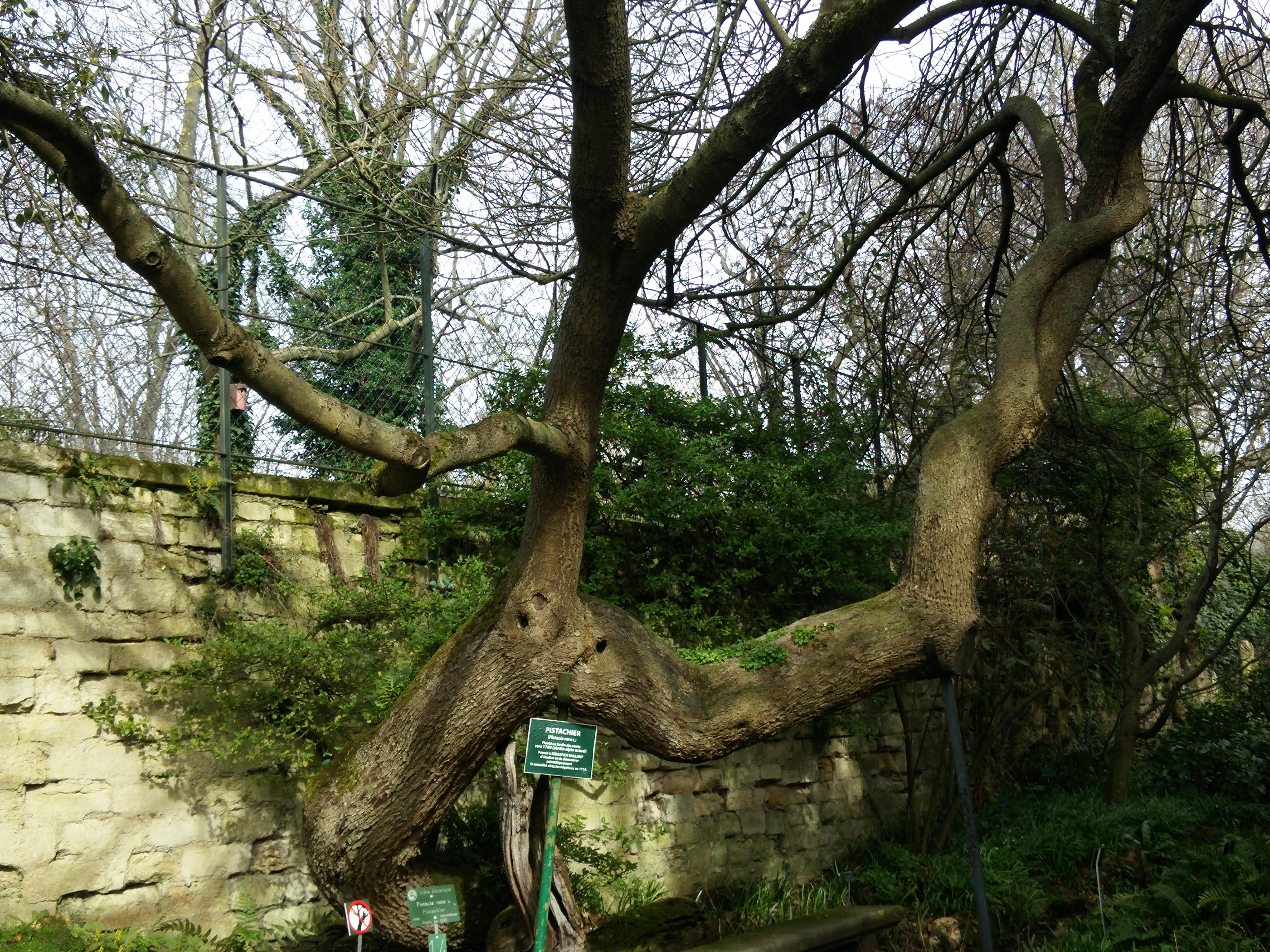
Le Pistachier de Vaillant.

### La Ménagerie
La Ménagerie est le second plus ancien parc zoologique du monde. Elle fut créée en 1793 à l'initiative de Bernardin de Saint-Pierre, par le transfert des animaux de la ménagerie royale de Versailles et de ménageries privées et foraines en déshérence. Lors du siège de Paris par la Prusse entre le 17 septembre 1870 et le 26 janvier 1871, la plupart des animaux furent mangés par les Parisiens assiégés.
Au cours de son histoire, elle a présenté d'innombrables espèces animales, dont la première girafe présentée en France (1827), des éléphants, des ours bruns et blancs, des phoques. Au XIXe et au début du XXe siècle, des visites à dos d'éléphant ou de dromadaire s'y effectuaient moyennant un supplément. Beaucoup de constructions, parfois sophistiquées pour l'époque, ont été édifiées à cet effet au XIXe et au début du XXe siècle, succédant aux enclos et cages sommaires du début : rotonde, fosses aux ours, singeries, fauveries, maisons des rapaces et des reptiles, faisanderies. La plus vaste d'entre elles est sans doute la grande volière édifiée en 1888 par Alphonse Milne-Edwards pour l'Exposition universelle de 1889 et toujours utilisée.
La Ménagerie héberge aujourd'hui[Quand ?] 1 100 animaux, mammifères, reptiles et oiseaux, sur 5,5 hectares. Elle s'est spécialisée dans plusieurs groupes d'animaux : chez les mammifères, le cheval de Przewalski, l'orang-outan, plusieurs espèces de caprins (chèvre des montagnes Rocheuses, takin, bharal, bouquetin d'Éthiopie), des petits carnivores, des rongeurs et des cercopithèques ; chez les oiseaux, les vautours et les rapaces nocturnes sont bien représentés, de même que les faisans et certains échassiers (spatules, ibis, grues, agamis et le très rare kagou huppé) ; de nombreux reptiles (dont des tortues géantes de plus de 100 ans), des batraciens et des insectes sont élevés dans le reptilarium et le vivarium (construit par souscription grâce à René Jeannel).

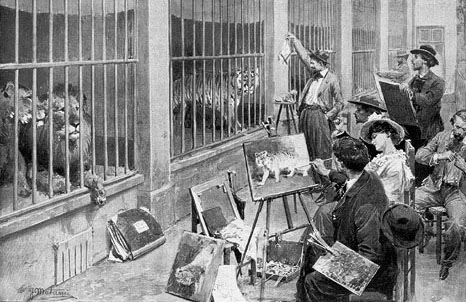
Peintres animaliers au Jardin des plantes au début du XXe siècle (dans le magazine L'Illustration d'août 1902).
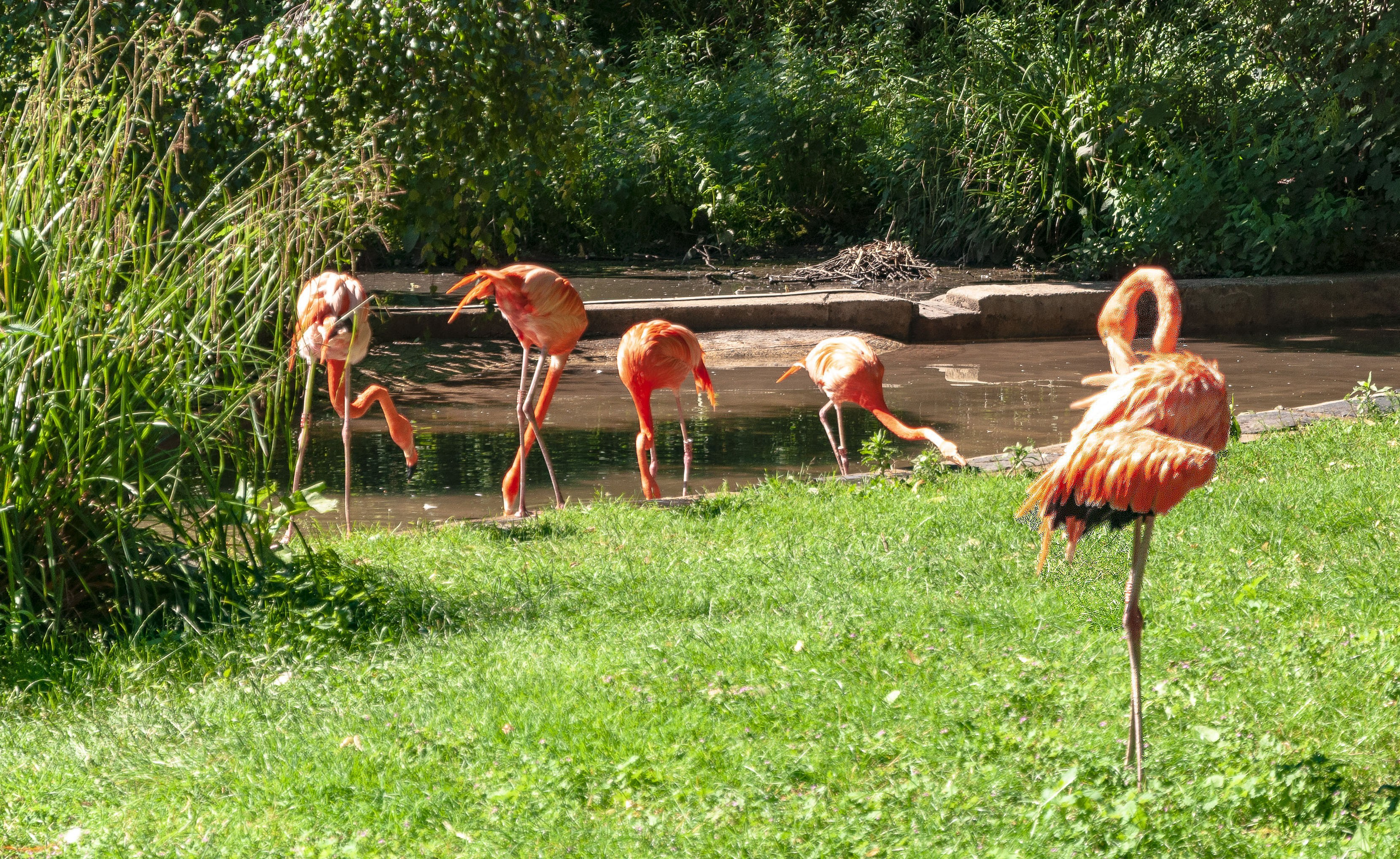
Flamants des Caraïbes.
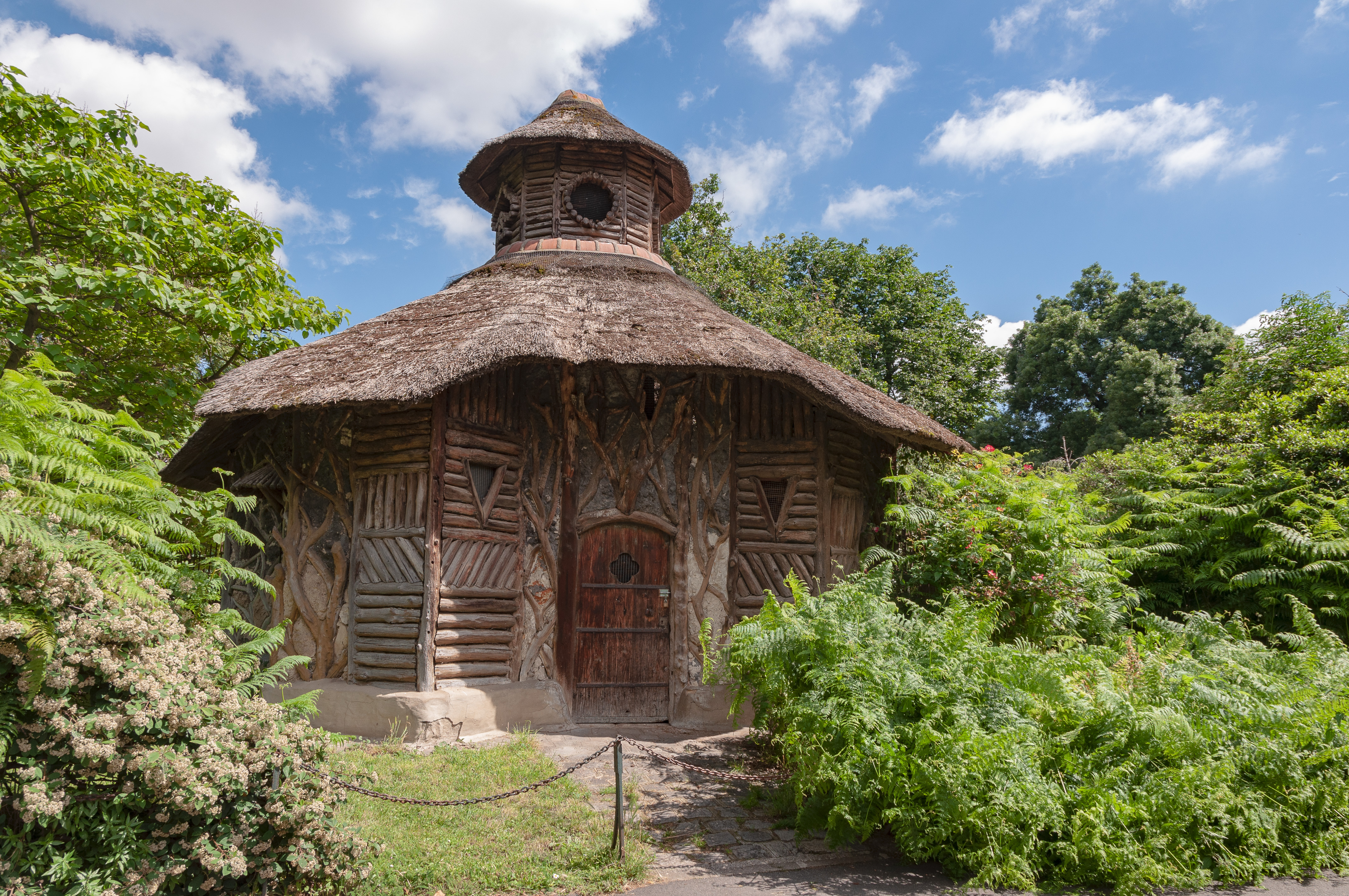
La « fabrique » des chevaux de Przewalski.
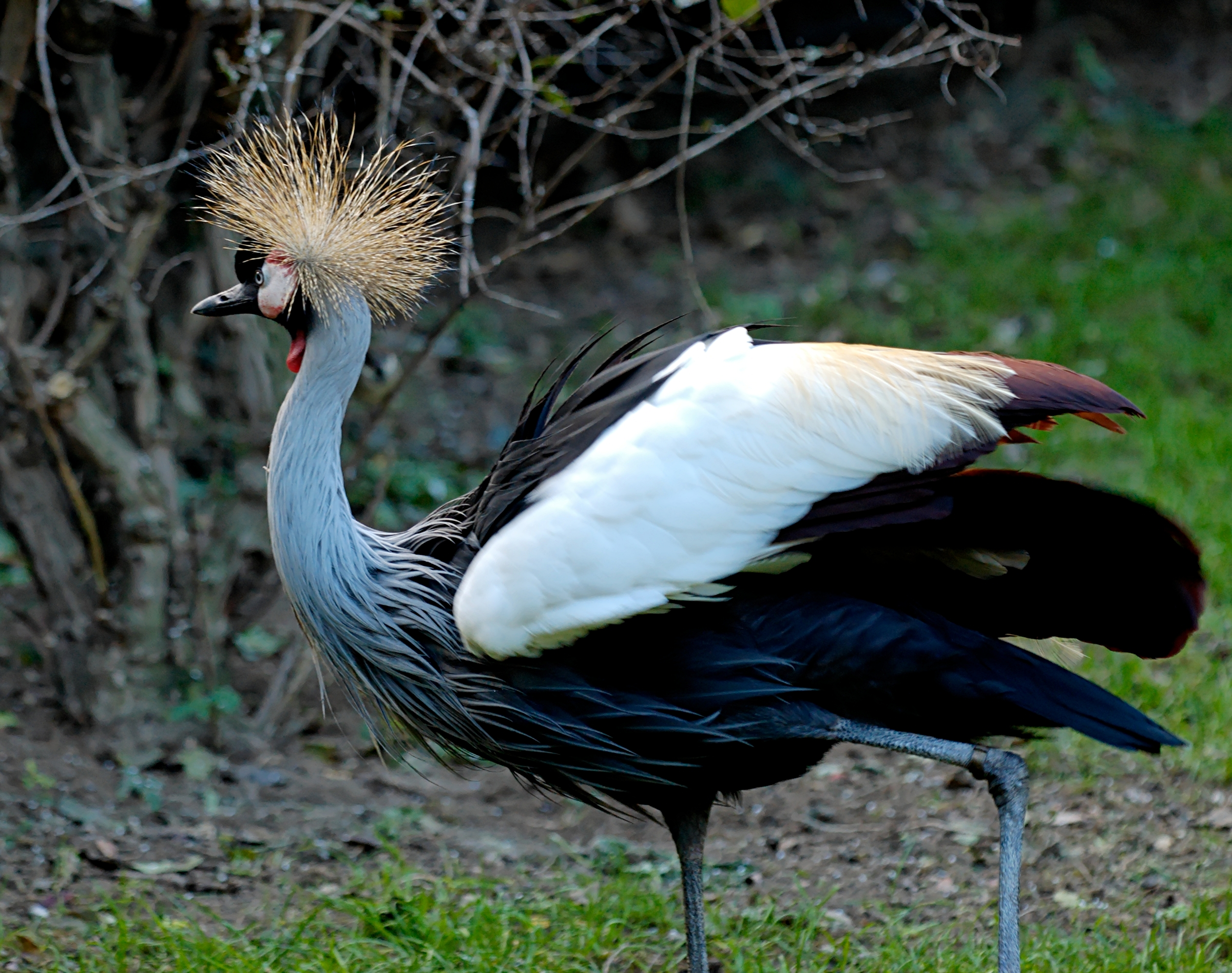
Une grue couronnée.

## Autres bâtiments et mobilier

### Bâtiments
Les bâtiments du Jardin des plantes (le tout classé monument historique le 24 mars 1993) appartiennent et sont liés à l'histoire du Muséum national d'histoire naturelle ; les plus anciens, à l'ouest de la rue Cuvier et à l'extrémité ouest de la rue Buffon, datent du début du XVIIIe siècle.

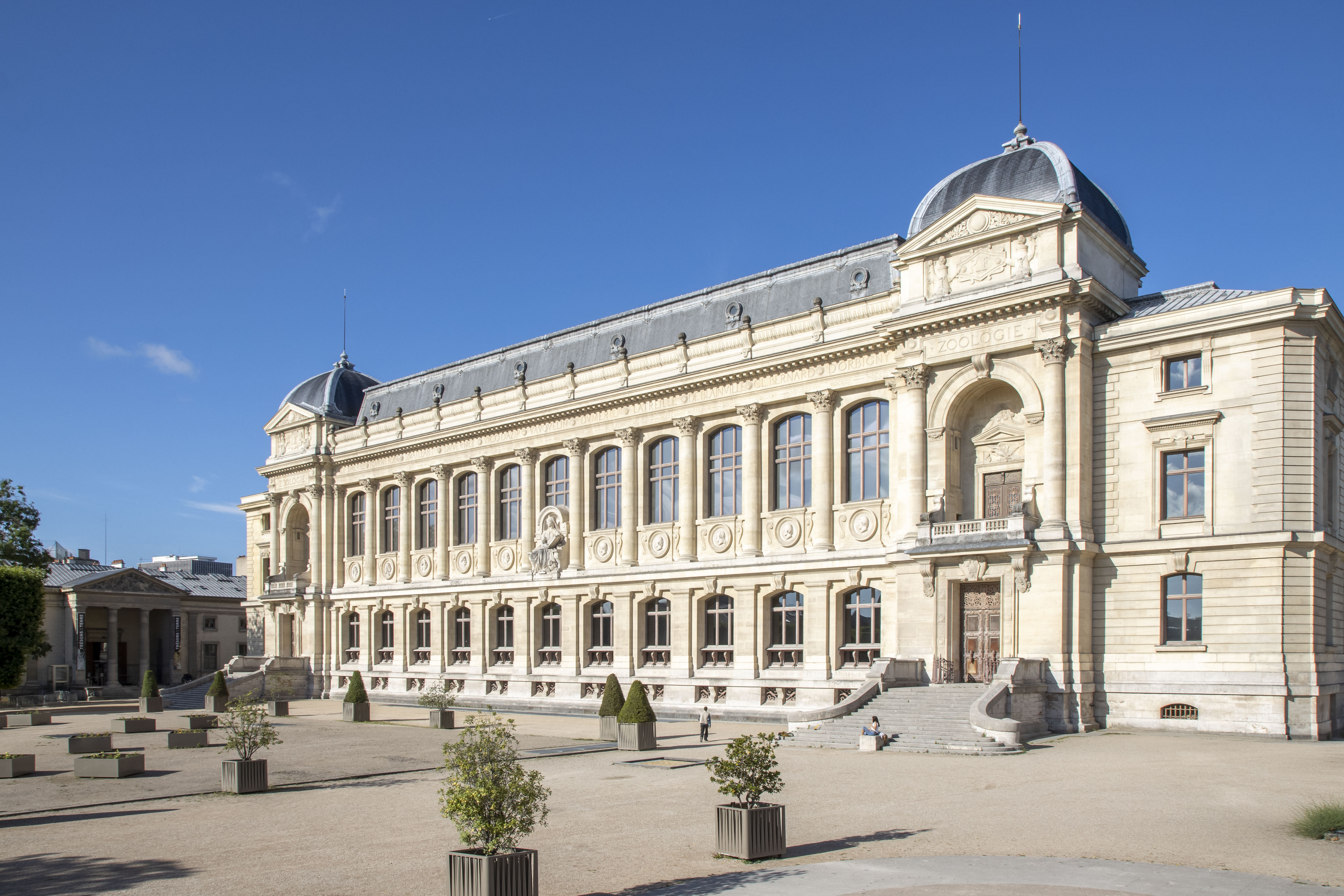
Grande galerie de l'Évolution (dont le nom était « galerie de Zoologie » entre 1889 et 1994).
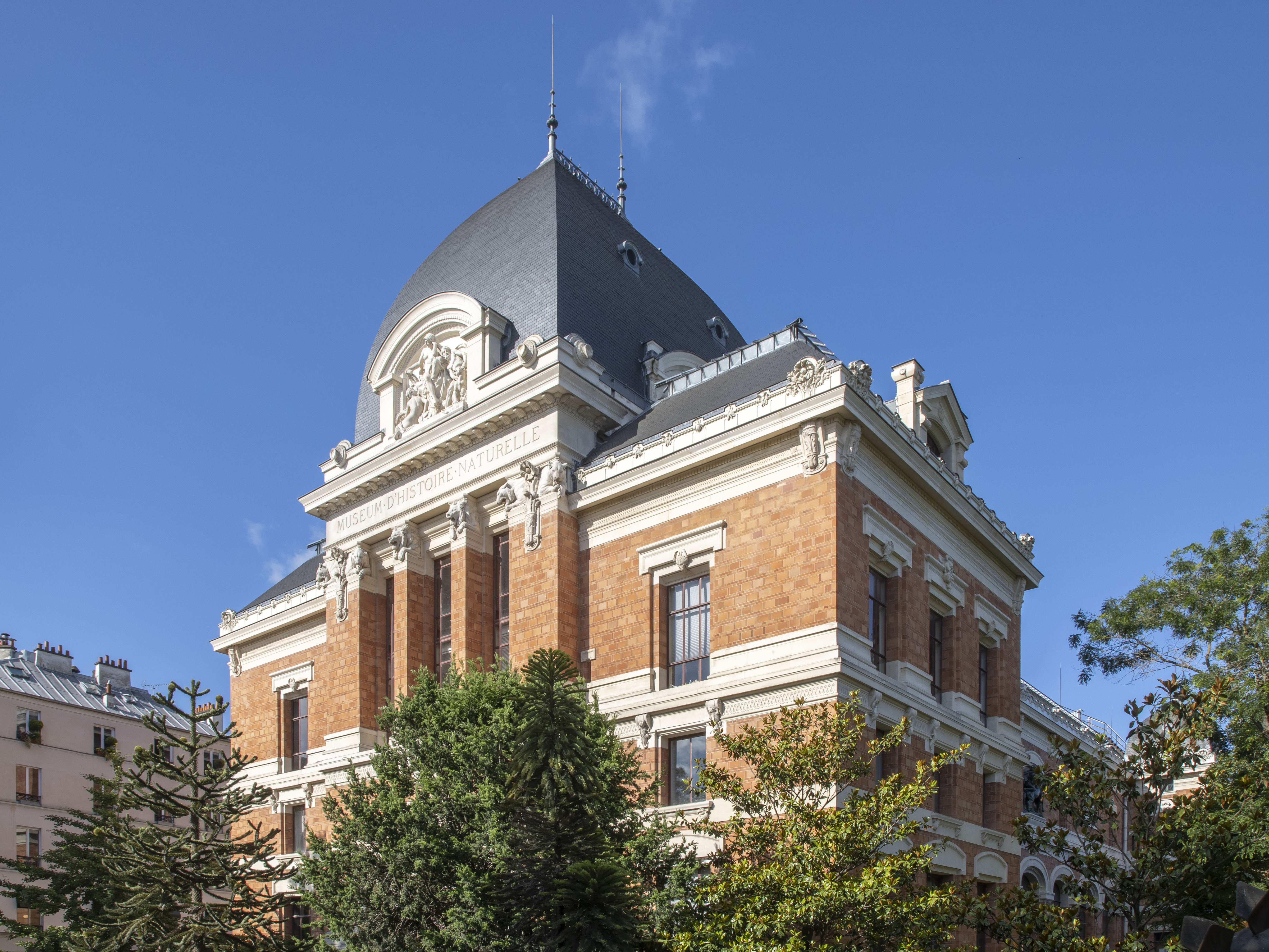
Galerie de Paléontologie et d'Anatomie comparée.
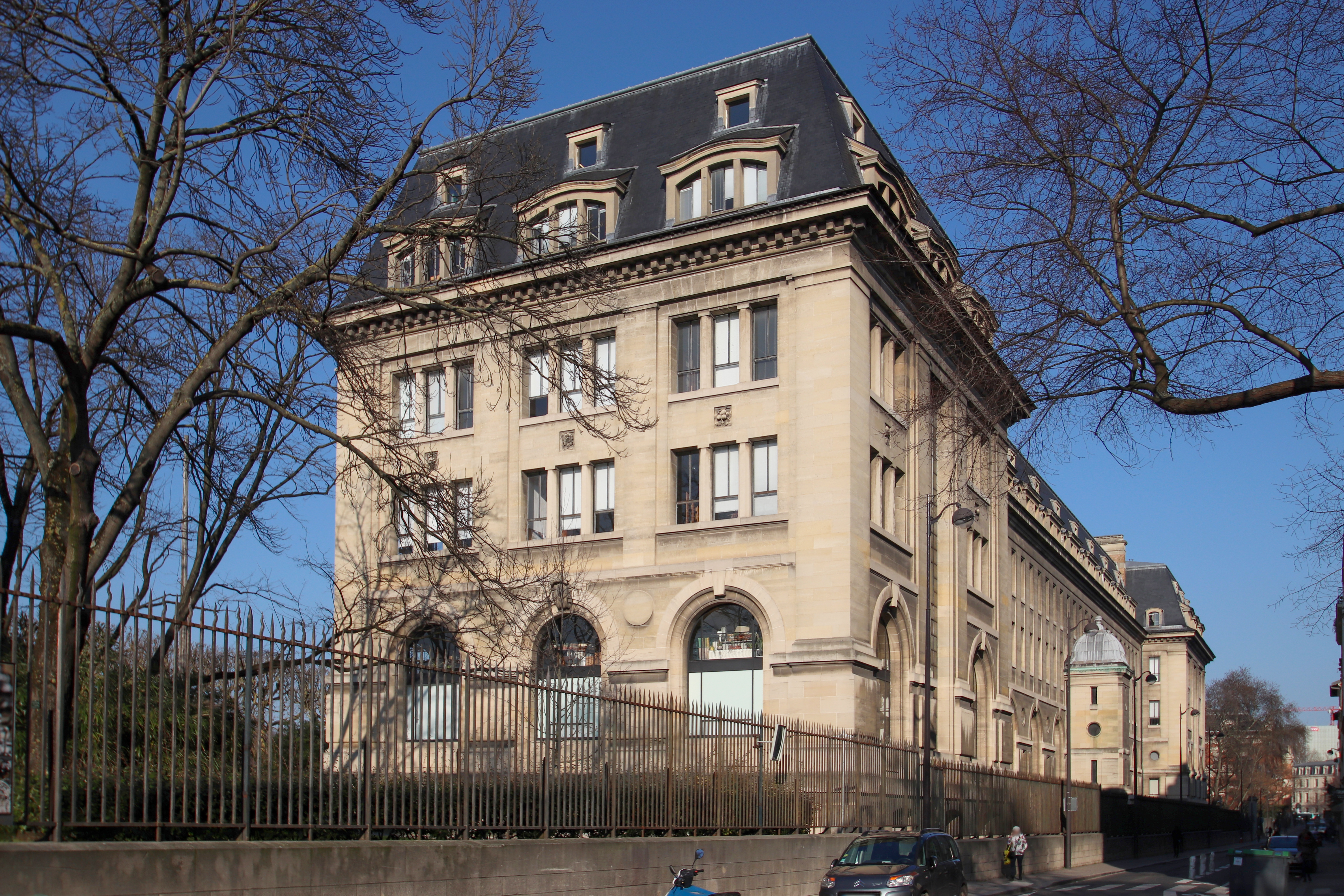
Galerie de Botanique.
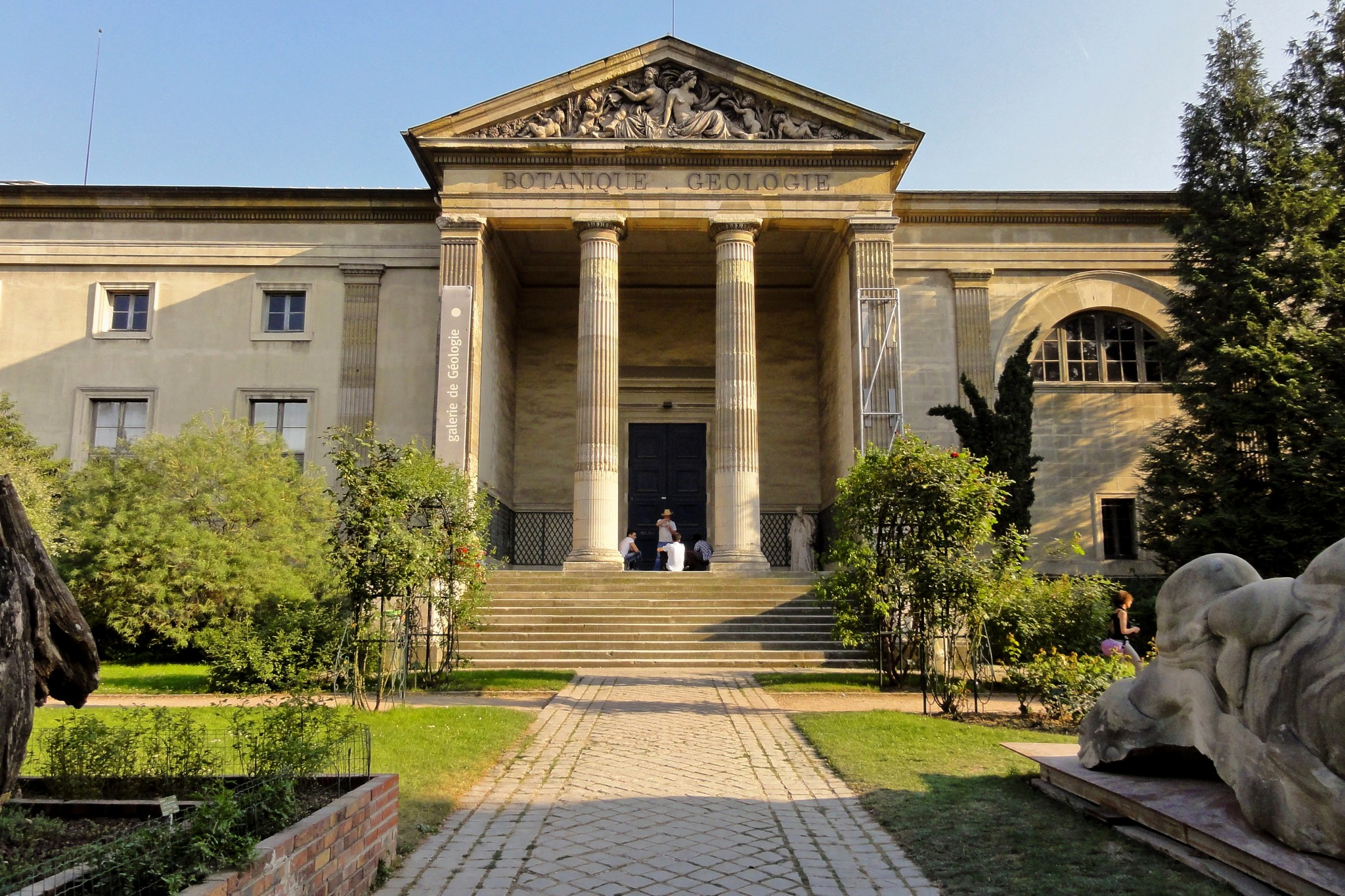
Galerie de Minéralogie et de Géologie.
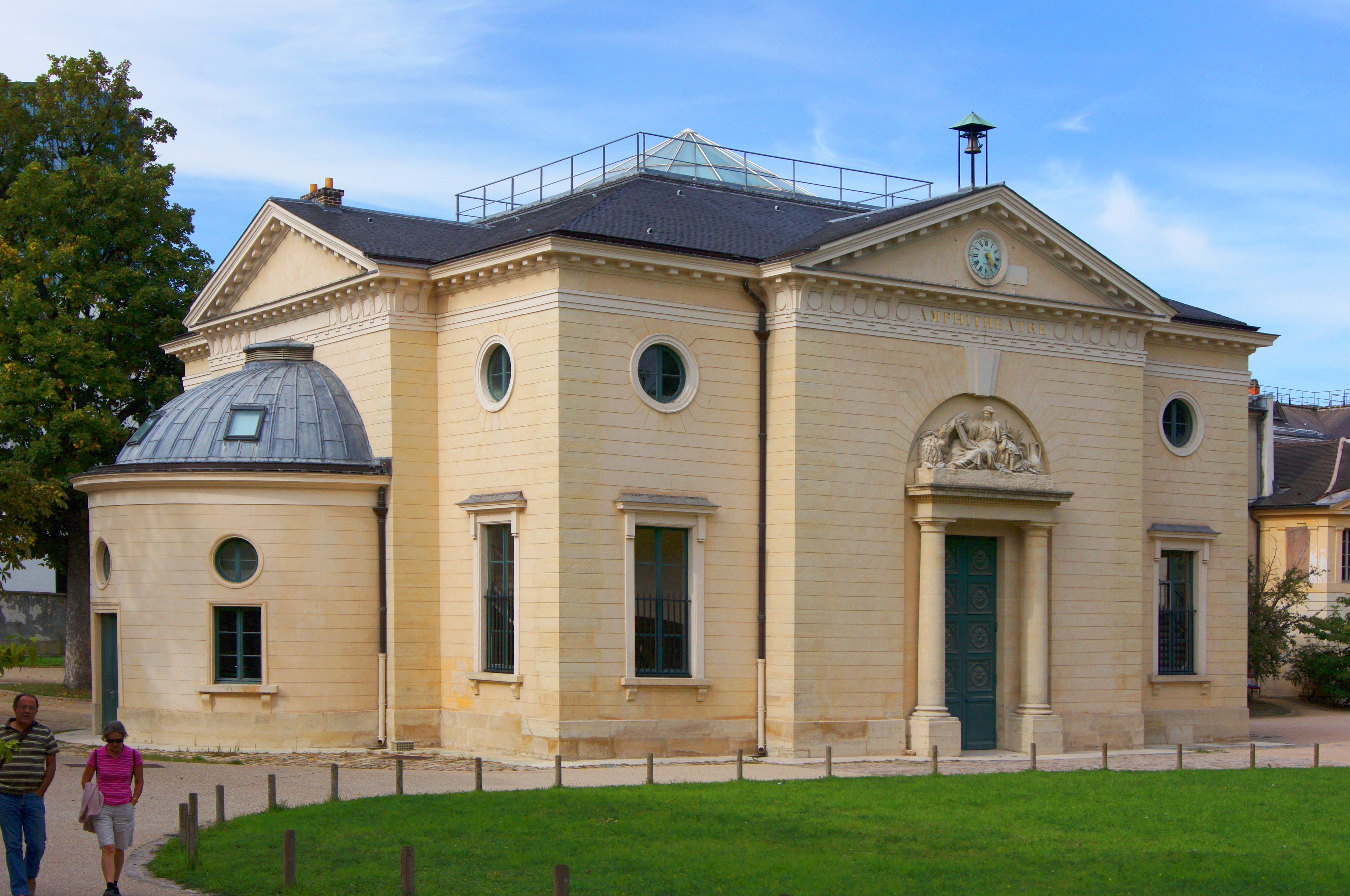
Amphithéâtre édifié par l'architecte Edme Verniquet (1727-1804)[e] : les trois hémicycles hémisphériques ont été ajoutés par Jacques Molinos[33].
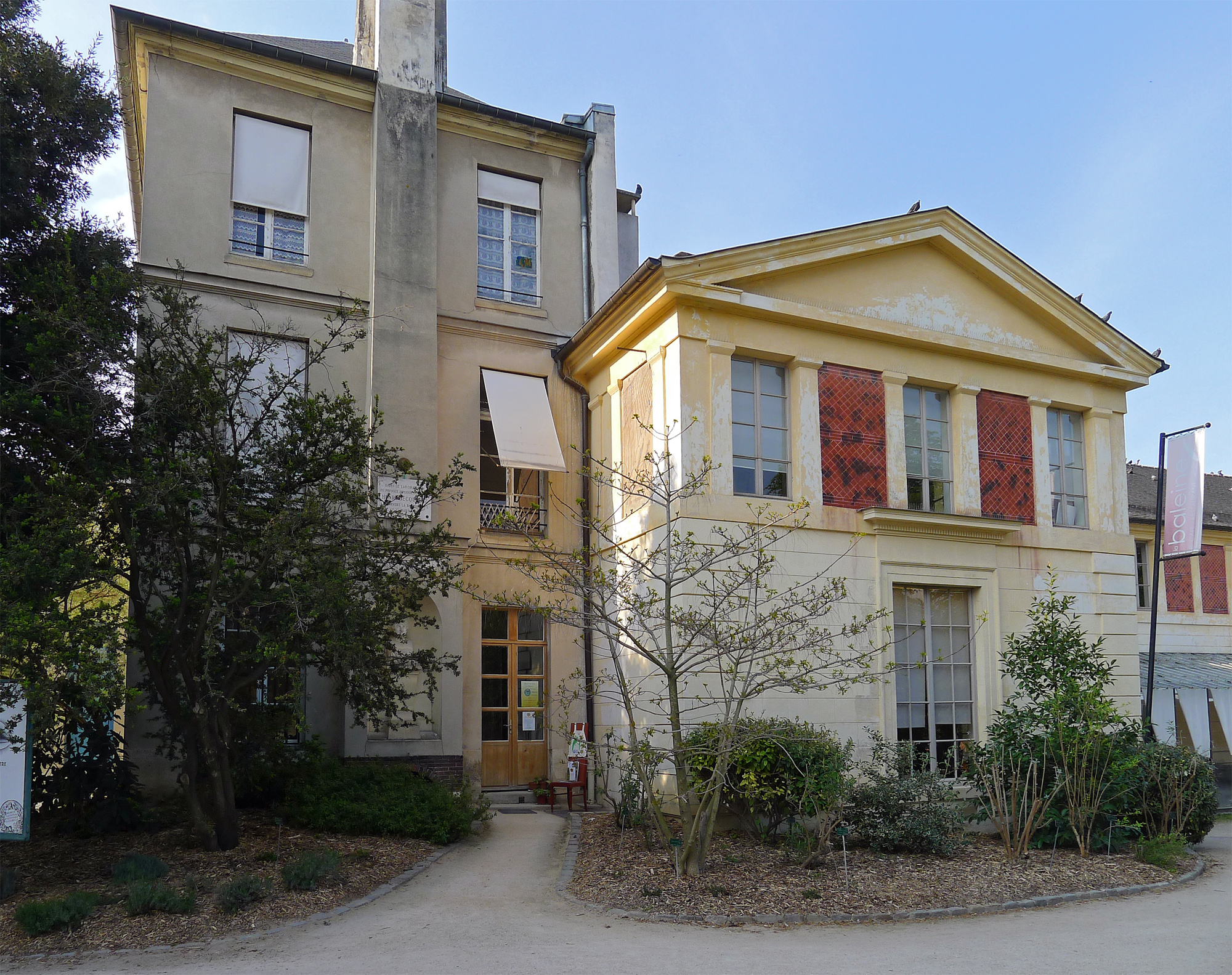
Maison de Cuvier (à gauche), actuel siège de la Société des Amis du Muséum.
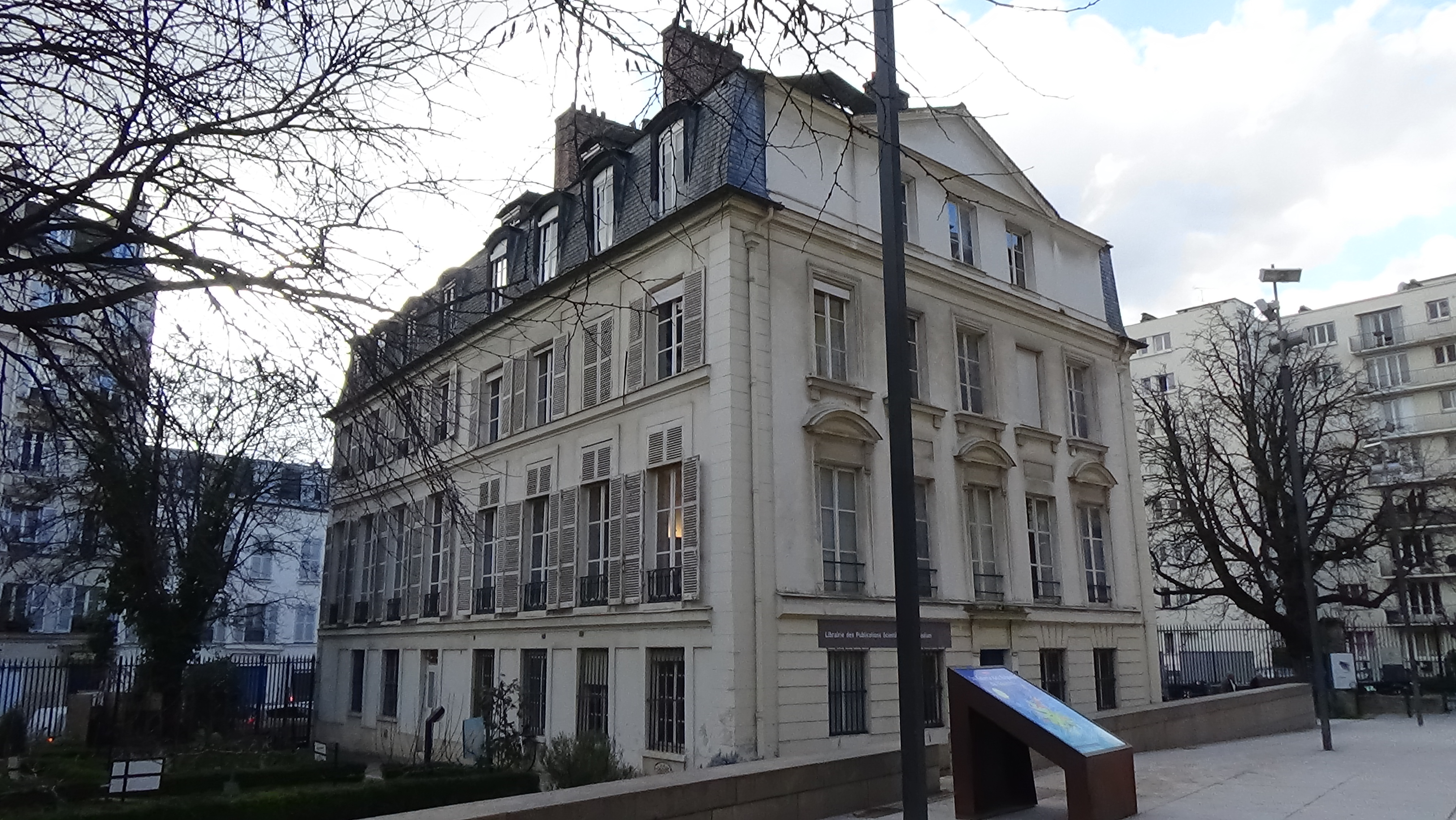
Maison où habitèrent et moururent Buffon (en 1788) et Lamarck (en 1829).
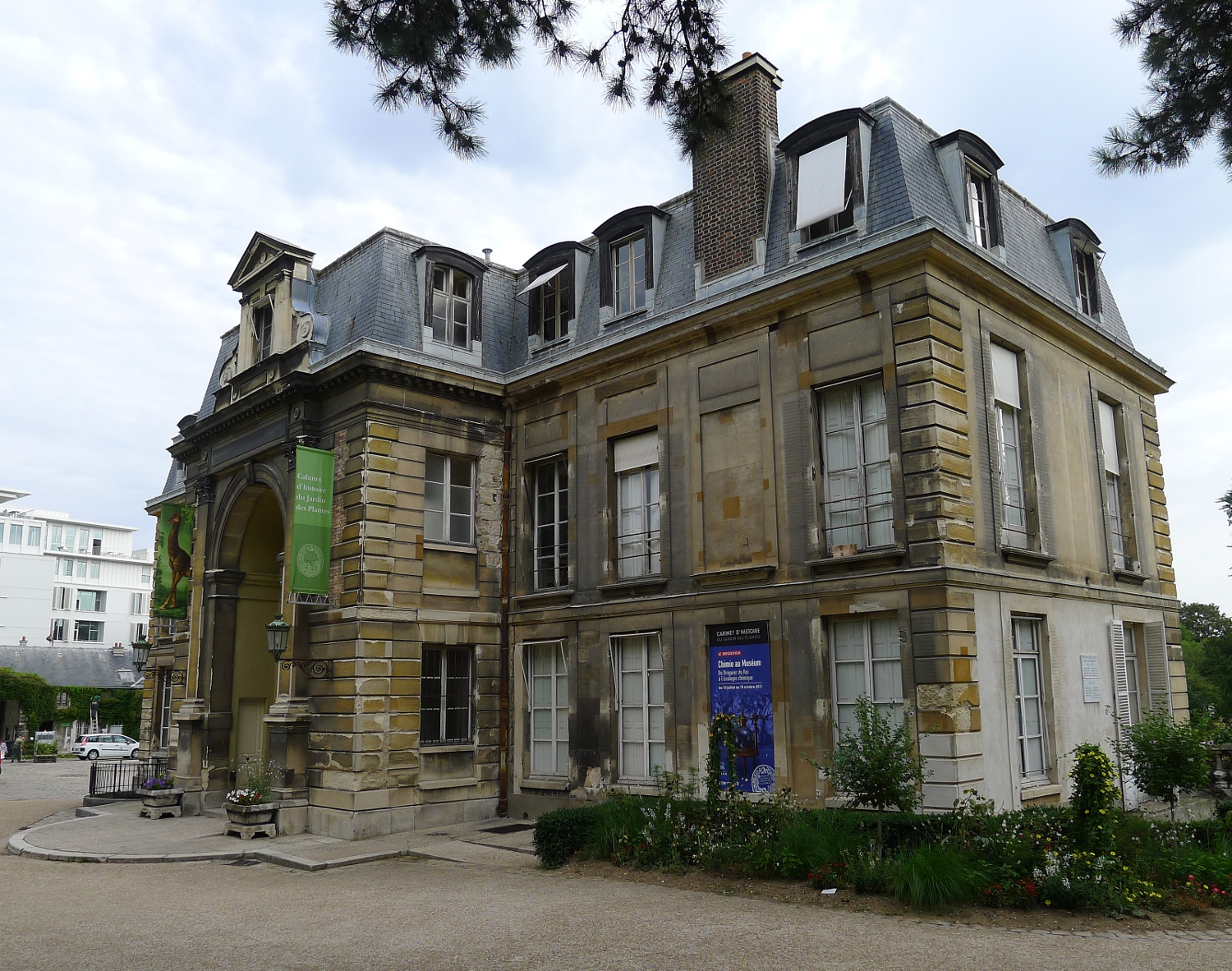
Hôtel de Magny, siège de la Direction du Muséum, qui durant neuf ans a abrité un cabinet d'histoire du Jardin des plantes (2008-2017).

### Belvédère du labyrinthe
La gloriette de Buffon est située au sommet du grand labyrinthe, monticule parcouru par un chemin en spirale dans l'ouest du Jardin, à proximité des rues Geoffroy-Saint-Hilaire et Cuvier. Il s'agit d'un édicule de fer et de bronze, au plan circulaire, mesurant environ 4 m de diamètre. Il date de la fin du XVIIIe siècle.

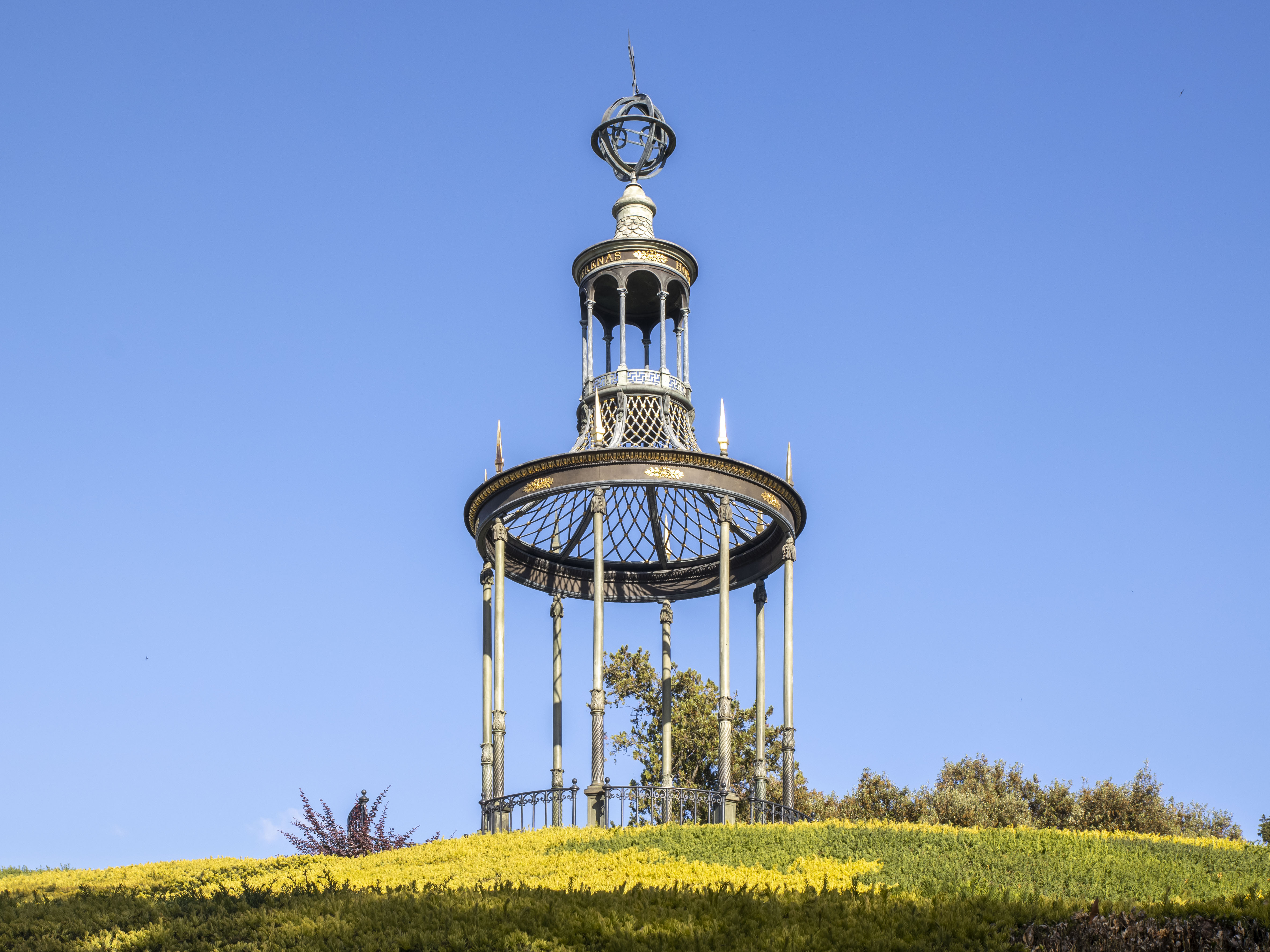
Gloriette de Buffon.
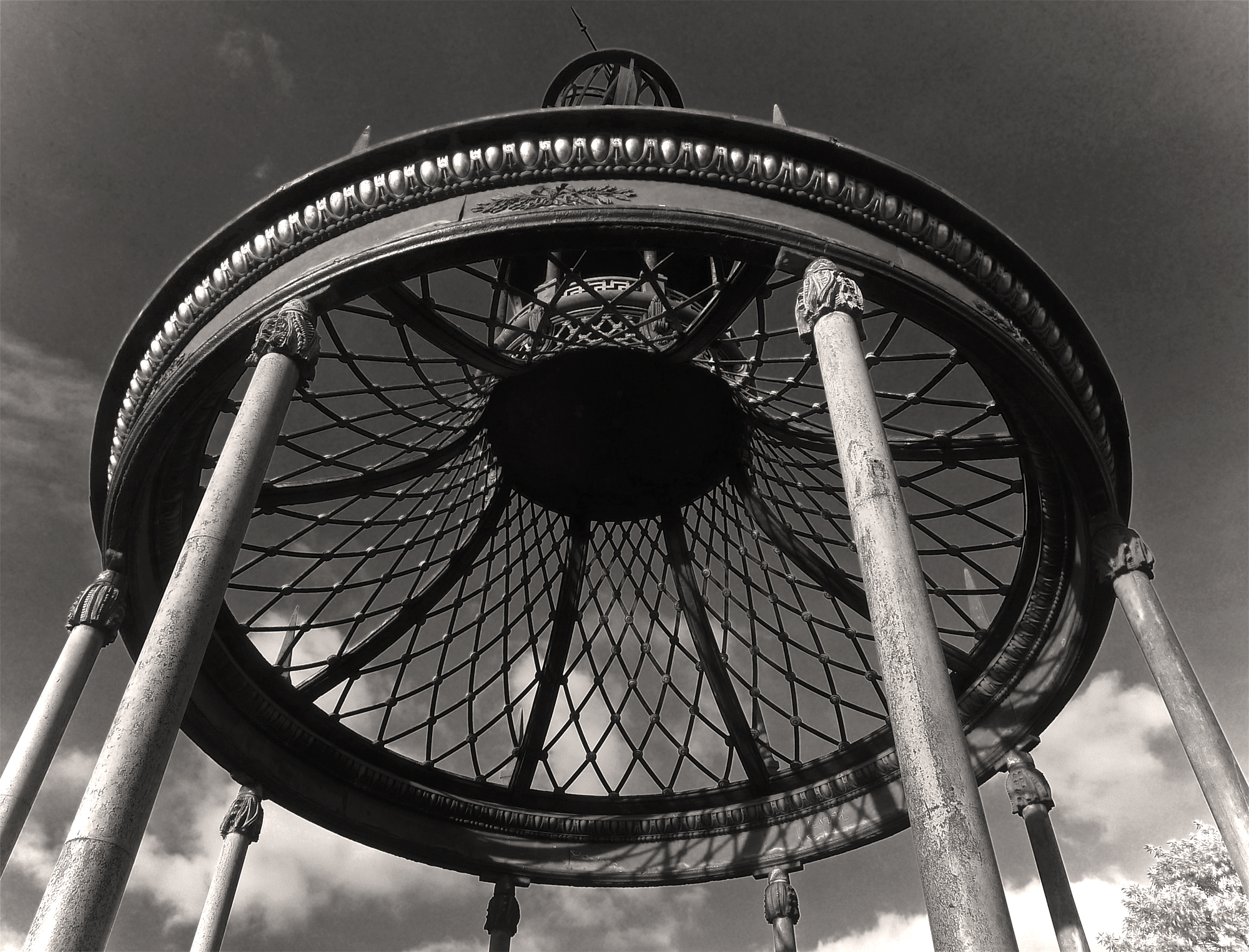
Vue détaillée.

### Fontaines et puits
Jusqu'en 1984, lorsque commença la construction de la zoothèque souterraine, un bassin aux nymphéas se trouvait sur l'esplanade Milne-Edwards, devant la grande galerie de l'Évolution (qui à cette époque s'appelait encore « galerie de Zoologie »). D'autres bassins abritant des mini-écosystèmes aquatiques se trouvent dans les serres, l'école de botanique, le jardin alpin, le jardin écologique et le clos Patouillet (au sud de la rue Buffon). Mais le plus grand bassin du Jardin, aux pieds de la gloriette de Buffon et du grand labyrinthe, est la fontaine aux Lions, ceux-ci sculptés par Alfred Jacquemart, dont le bassin servait autrefois de réservoir d'eau pour l'arrosage horticole estival et où, jusque dans les années 1950, coassaient des grenouilles. Le Jardin comprend également deux puits, l'un à l'entrée sud et l'autre dans le jardin alpin. Par ailleurs, plusieurs fontaines Wallace dispersées dans le Jardin permettent aux promeneurs de s'y désaltérer. Enfin, l'une des deux dernières fontaines Wallace en applique encore conservées à Paris se trouve encastrée dans le mur du Jardin des plantes, rue Geoffroy-Saint-Hilaire.

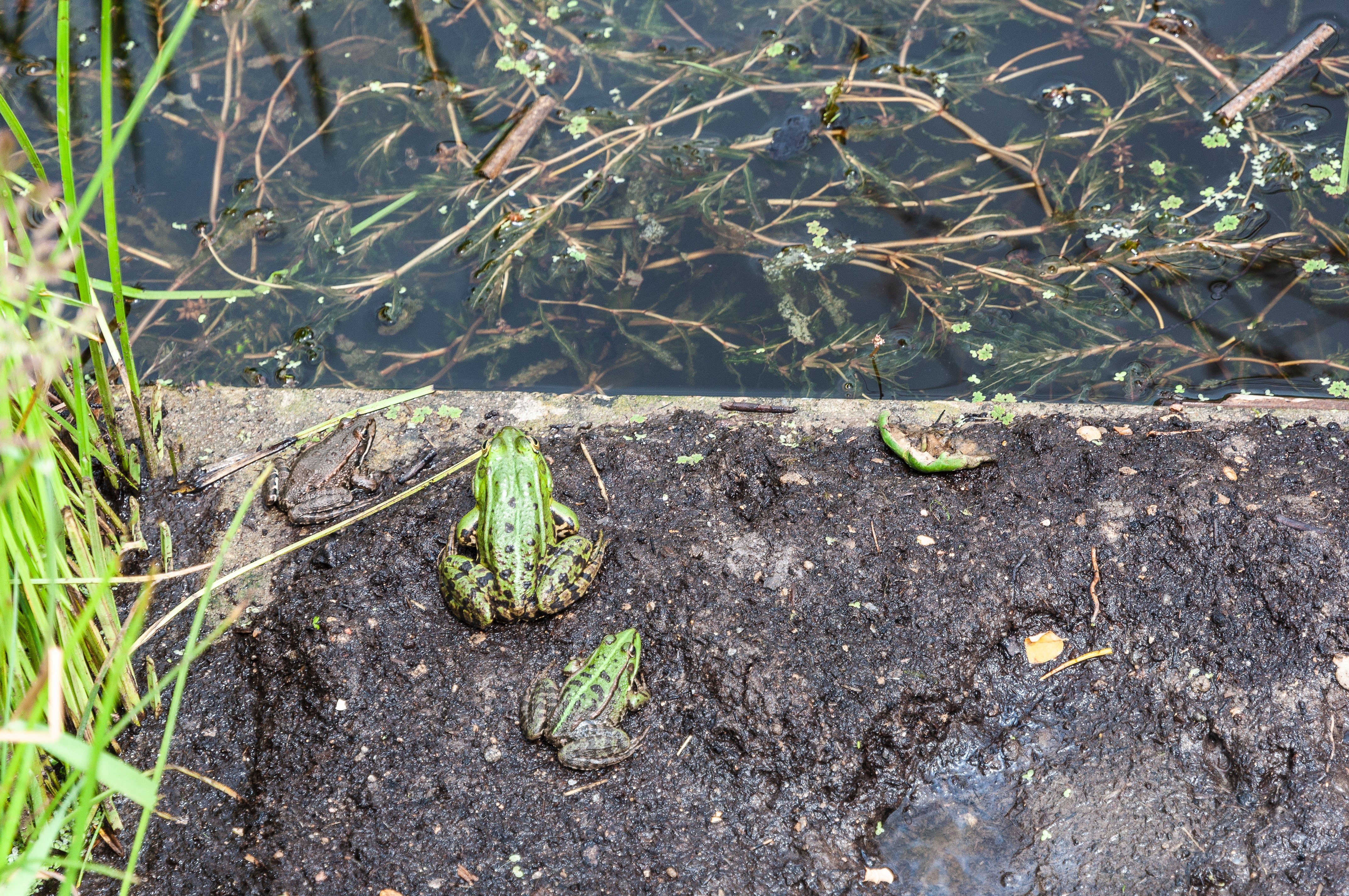
Grenouilles de l'École de botanique
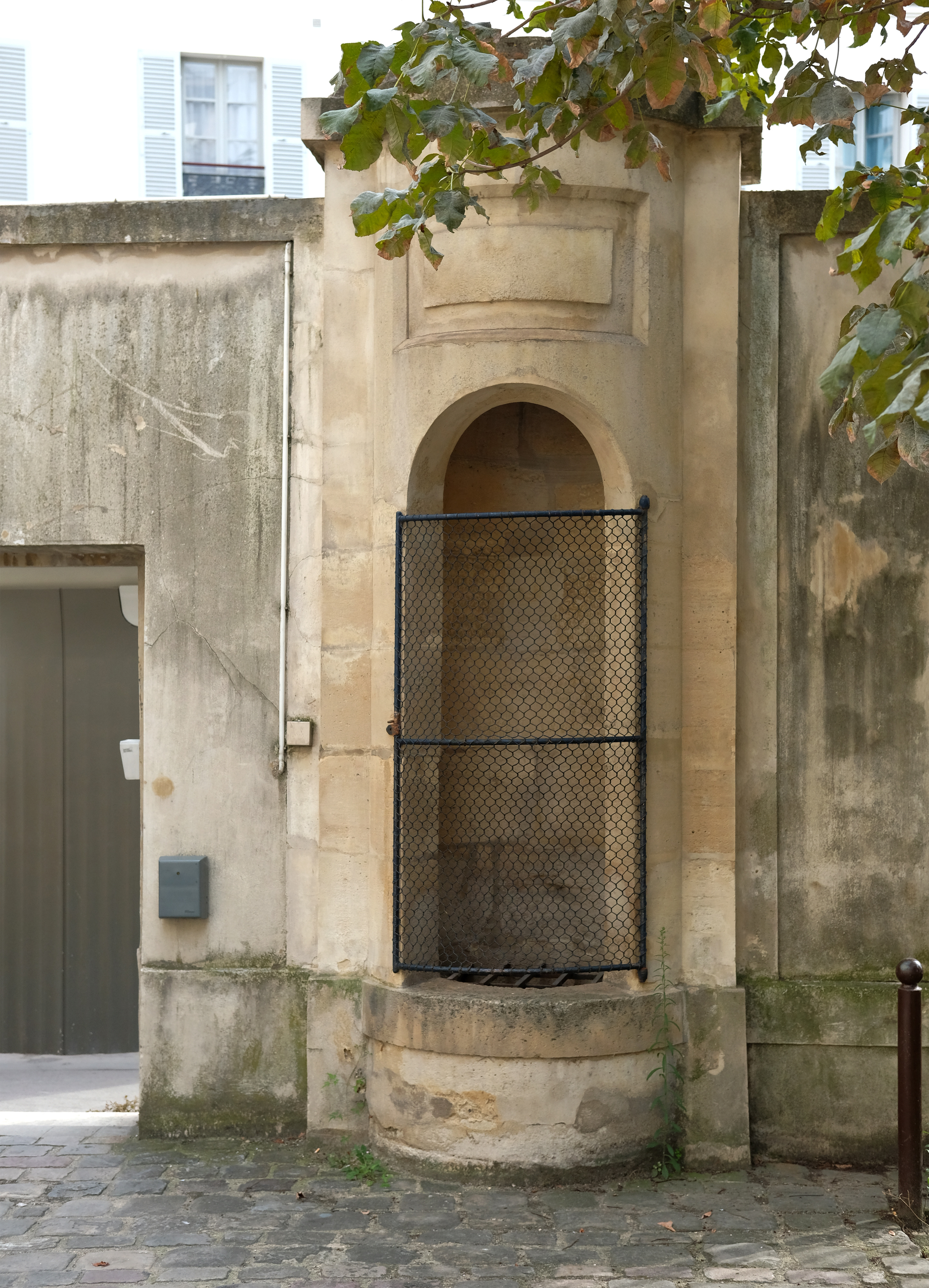
Puits de l'entrée sud.
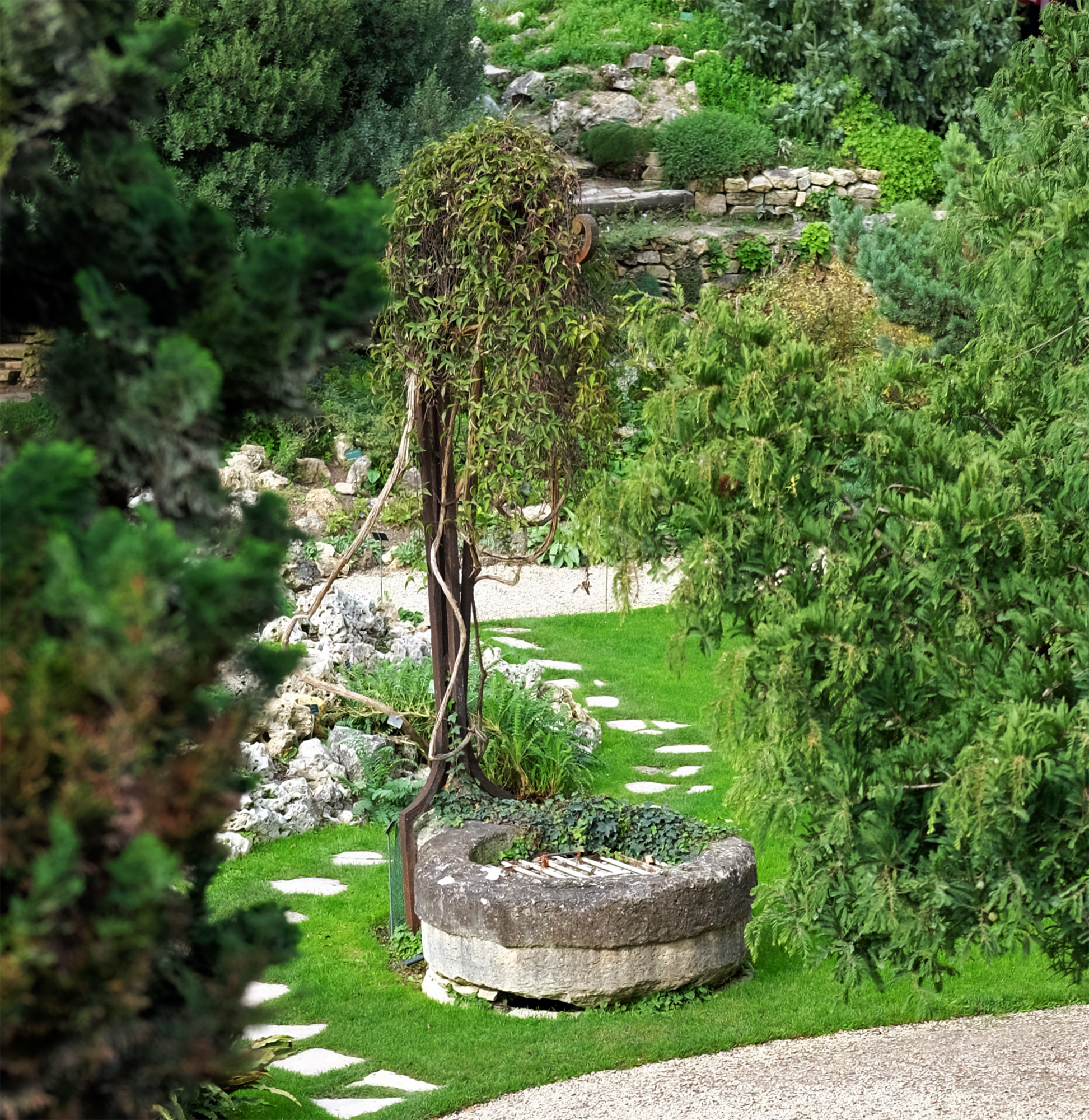
Puits du jardin alpin.
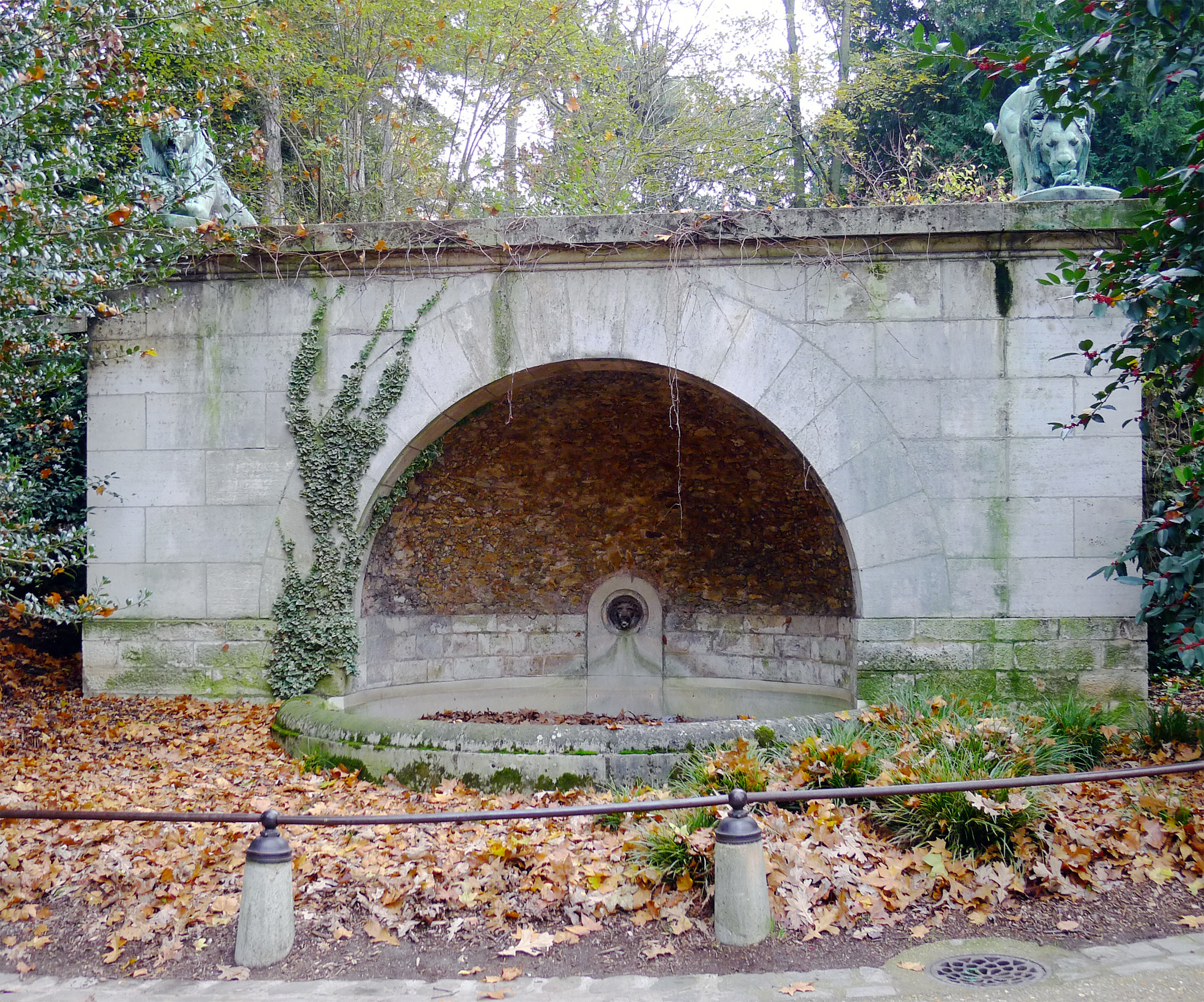
Fontaine aux Lions.
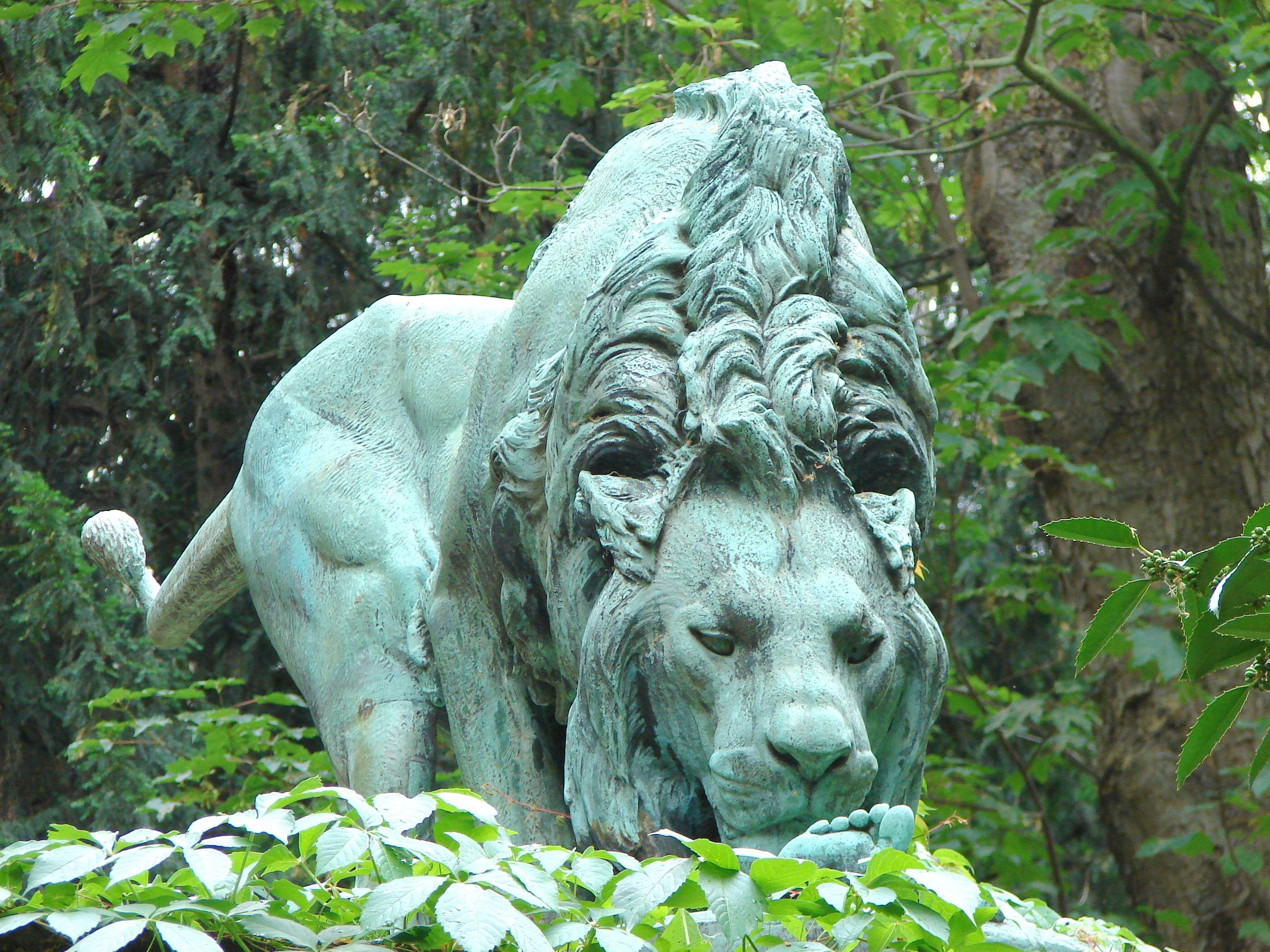
Vue détaillée d'un lion d'Alfred Jacquemart (1858)[39].
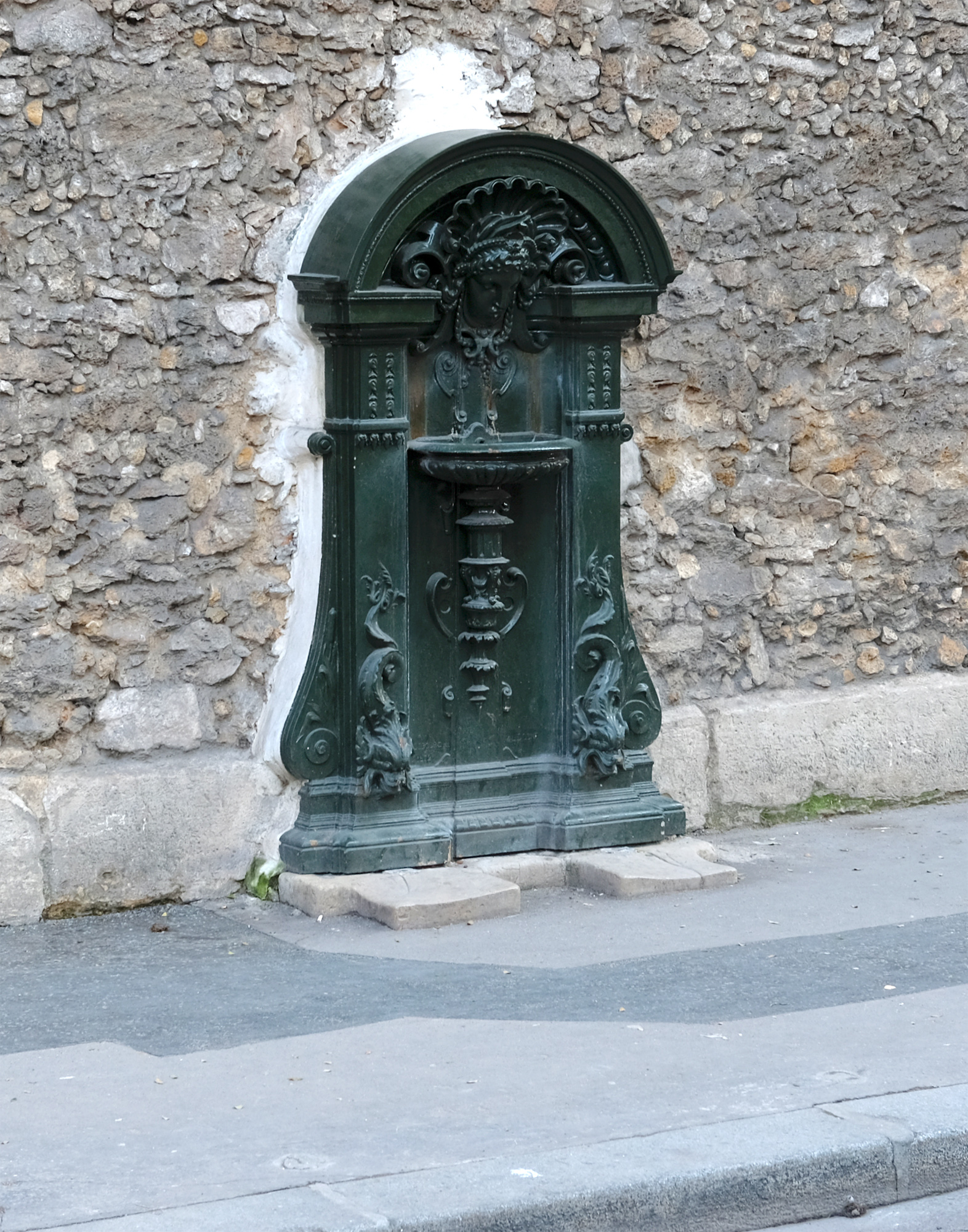
Fontaine Wallace en applique rue Geoffroy-Saint-Hilaire.

### Mobilier
Des statues, animalières ou non, ornent le Jardin et les galeries, avec notamment des œuvres de Charles-Arthur Bourgeois et d'Emmanuel Frémiet qui, même scientifiquement inexactes, fascinent toujours le public. Le point sur les statues, série de photos d'art noir-et-blanc de ces pièces, a été réalisée dans les années 1980 par André Gordon, du laboratoire d'Anatomie comparée. Une liste de ces statues est disponible sur le site du Jardin des plantes.

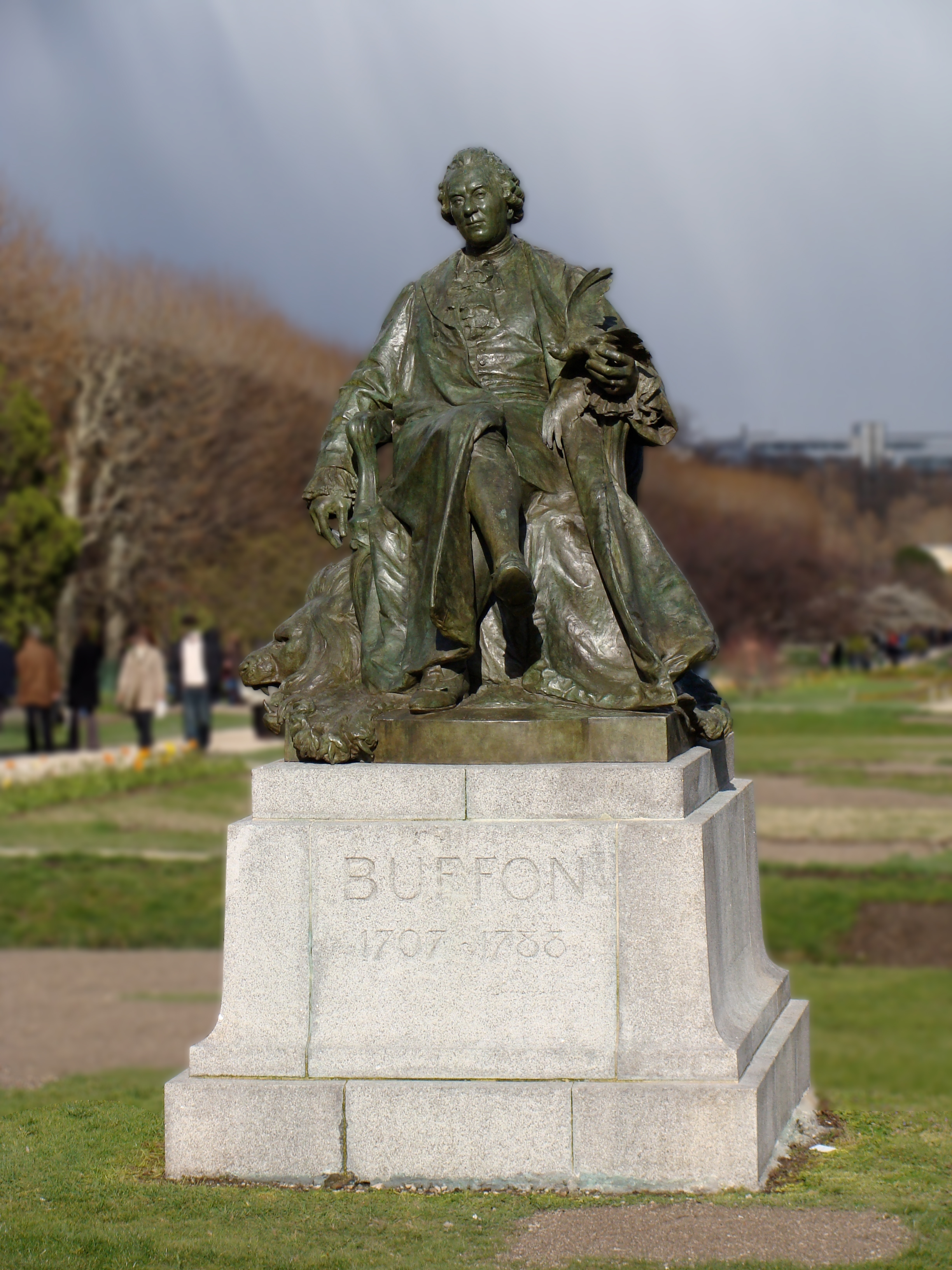
Jean Carlus, Monument à Buffon (1883).
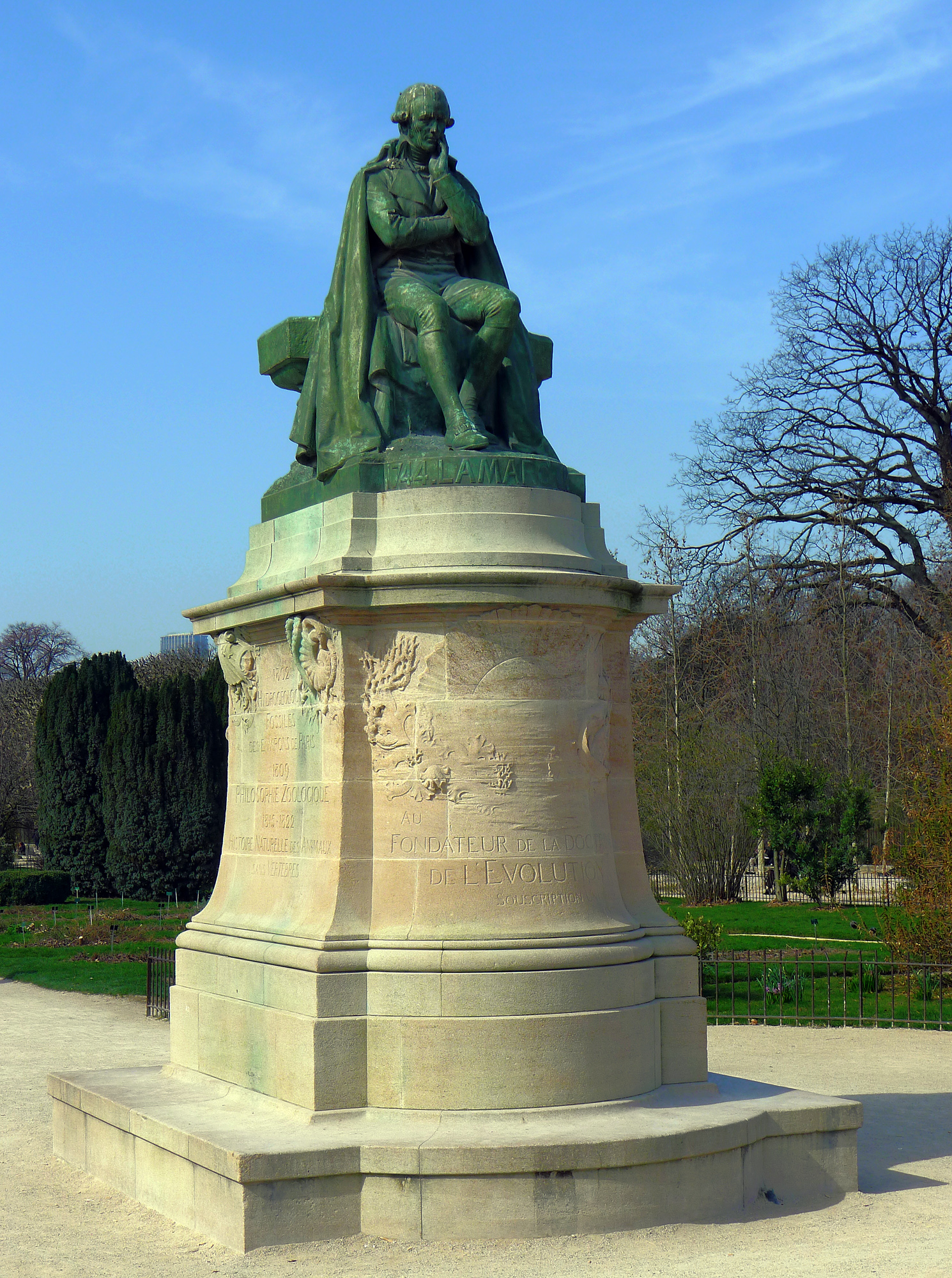
Léon Fagel, Monument à Jean-Baptiste de Lamarck (1909)[42].
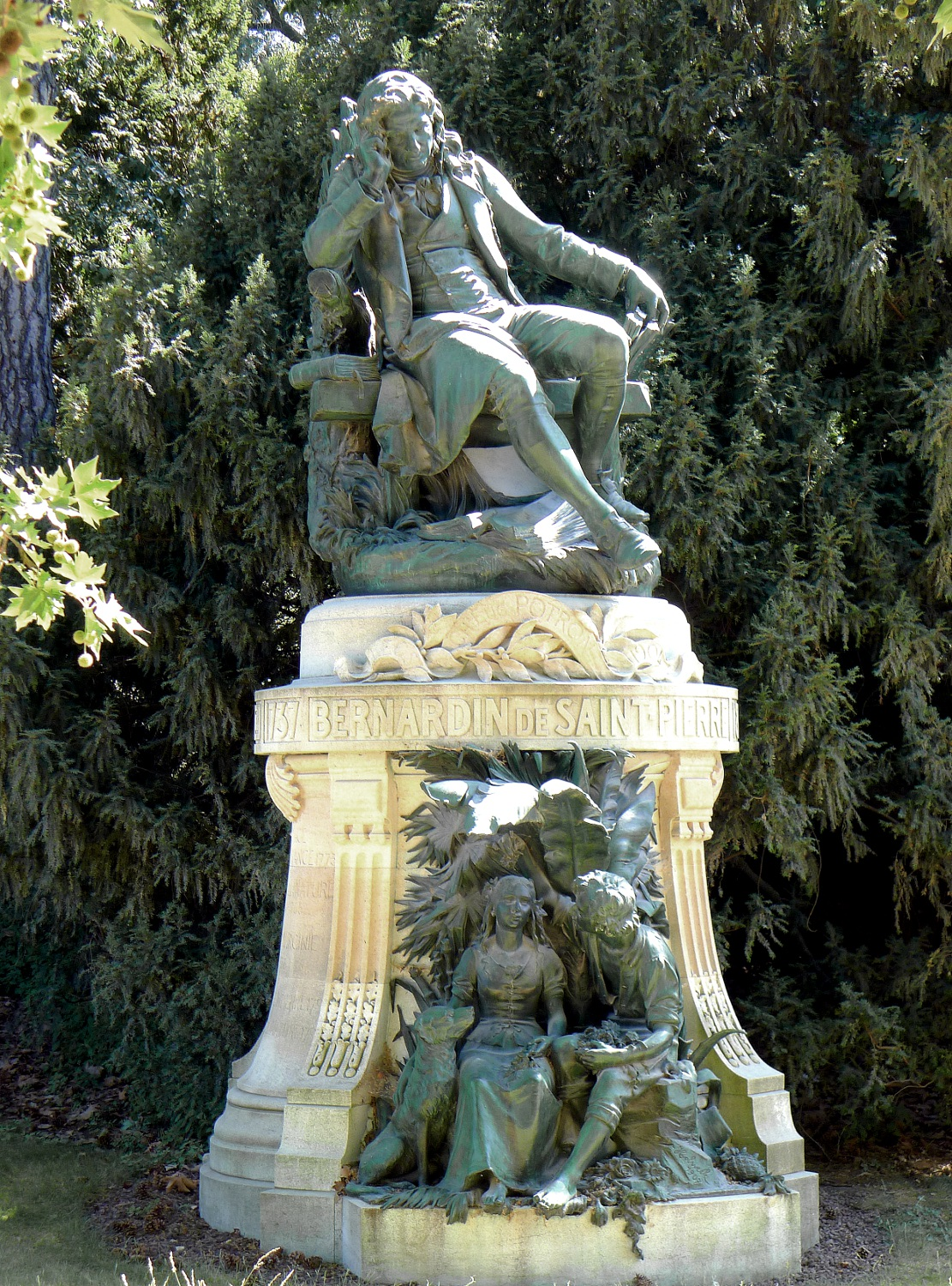
Louis Holweck, Monument à Bernardin de Saint-Pierre (1907)[43].
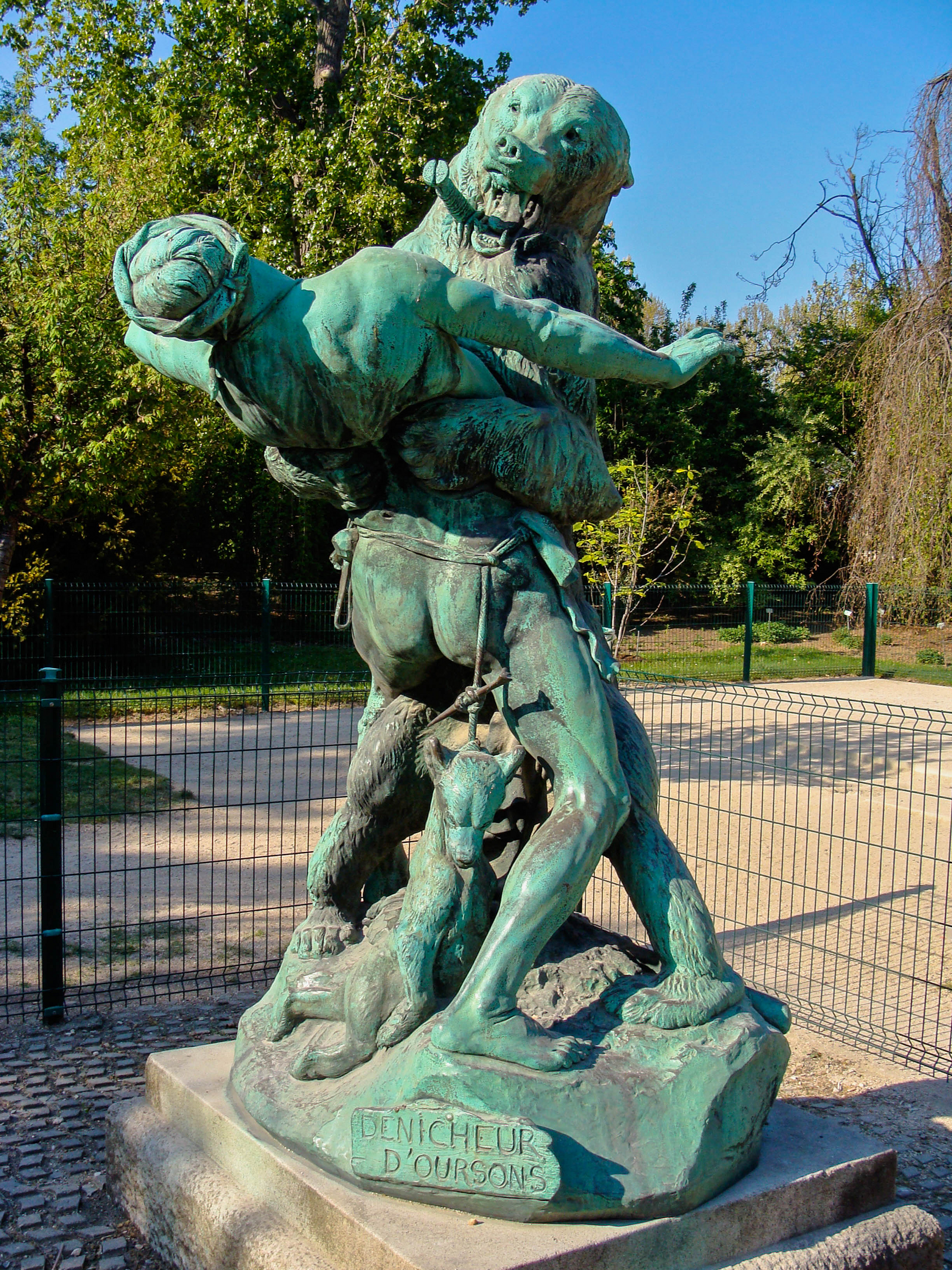
Emmanuel Frémiet, Le Dénicheur d'oursons (1884).
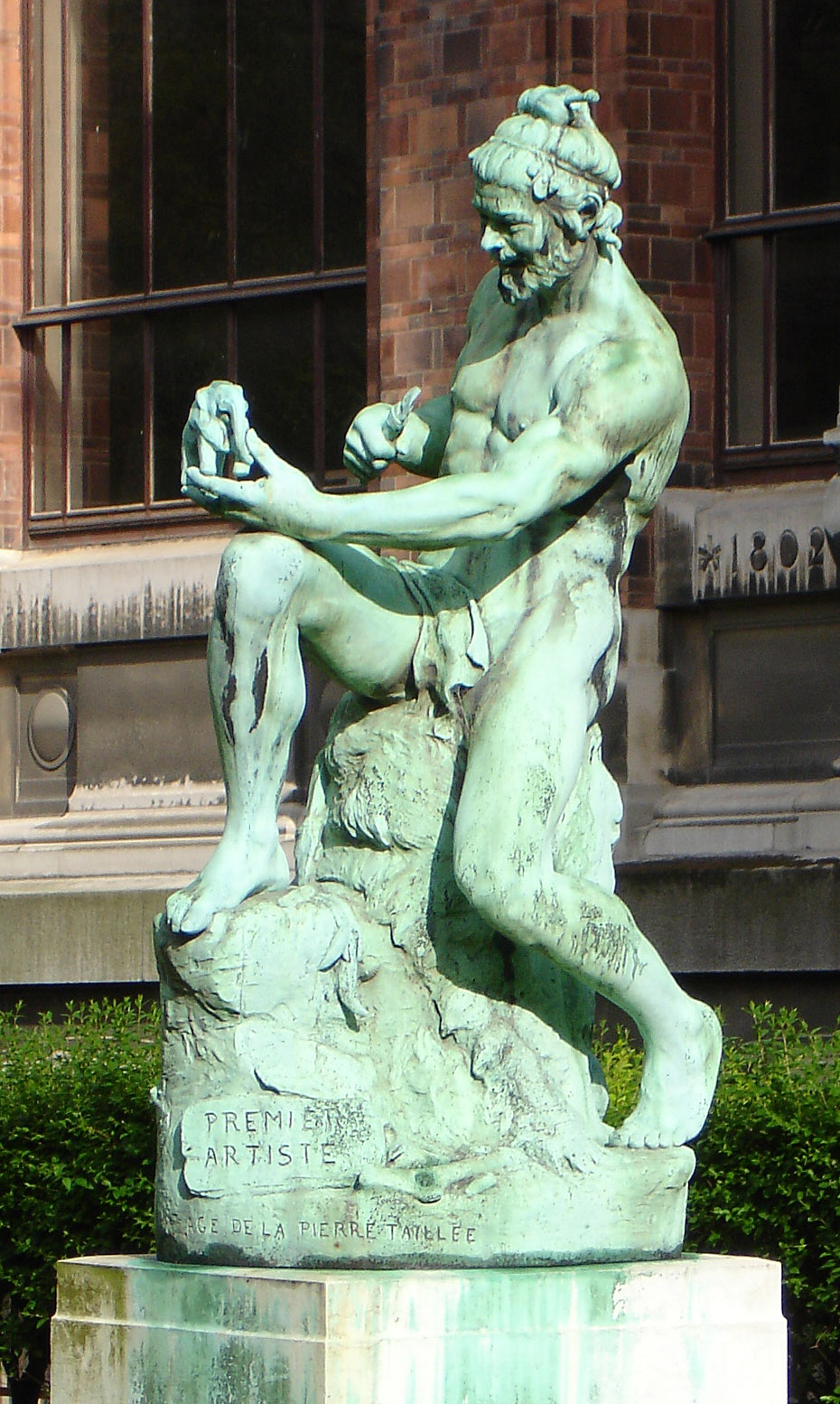
Paul Richer, le Premier Artiste (1890).
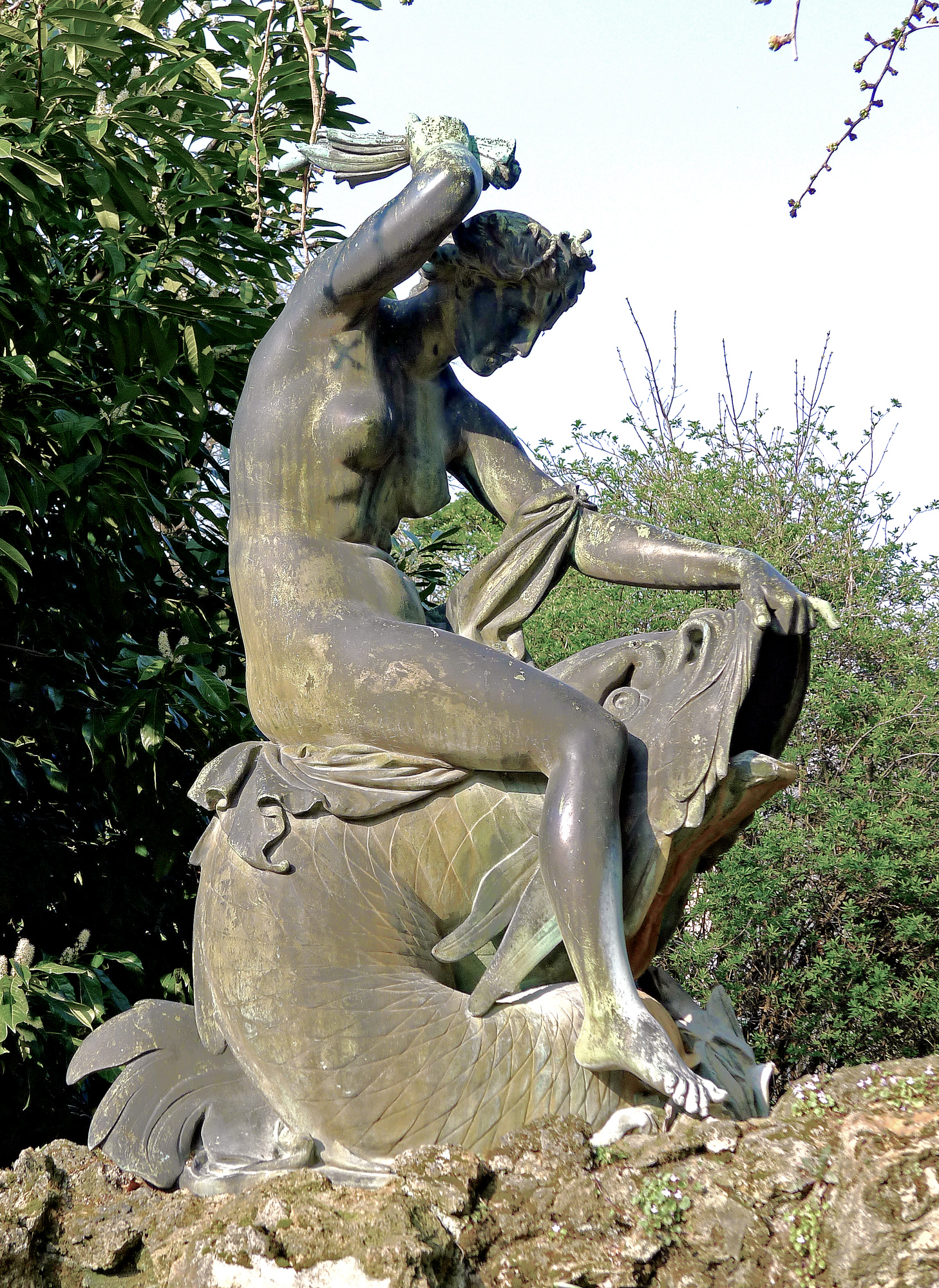
Joseph Félon, Nymphe chevauchant un poisson (1864)[g]
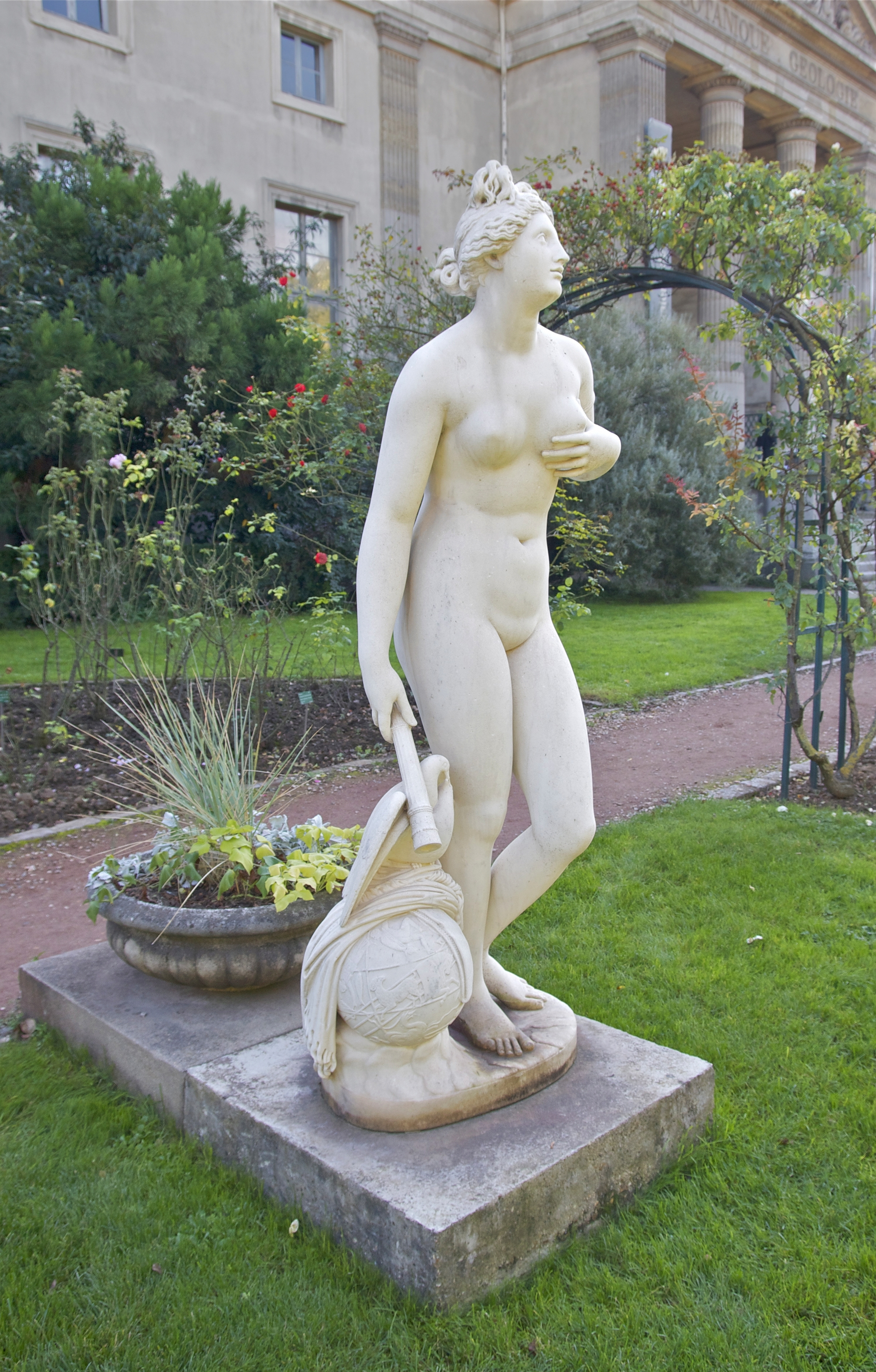
Charles Dupaty, Venus genitrix (1810).
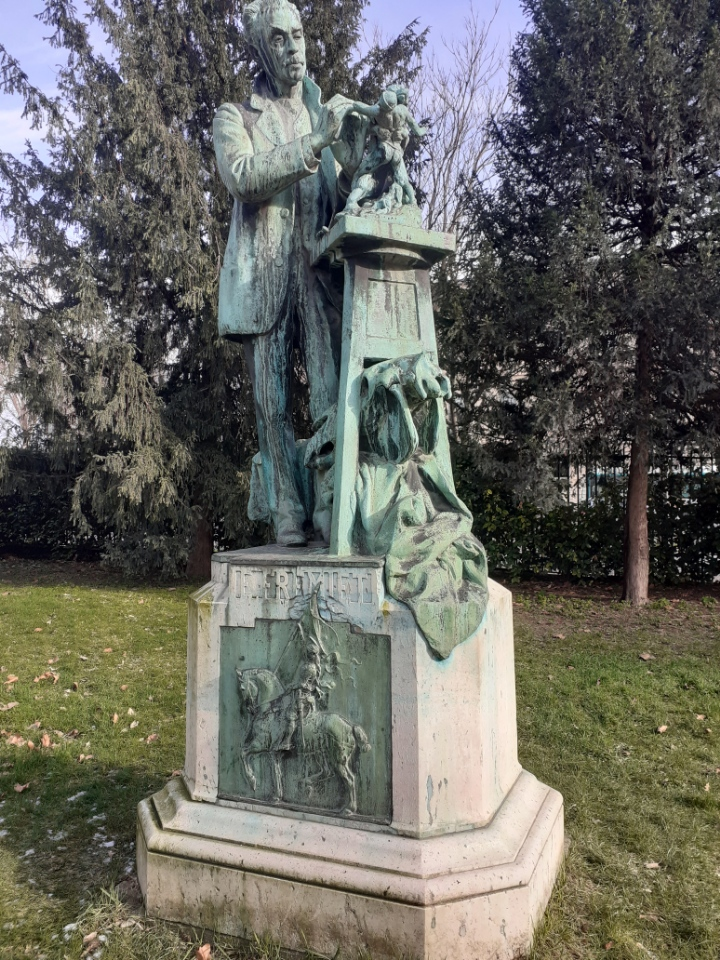
Henri-Léon Gréber - Monument à Emmanuel Frémiet sculptant le « Dénicheur d’oursons » (1924).

## Particularités

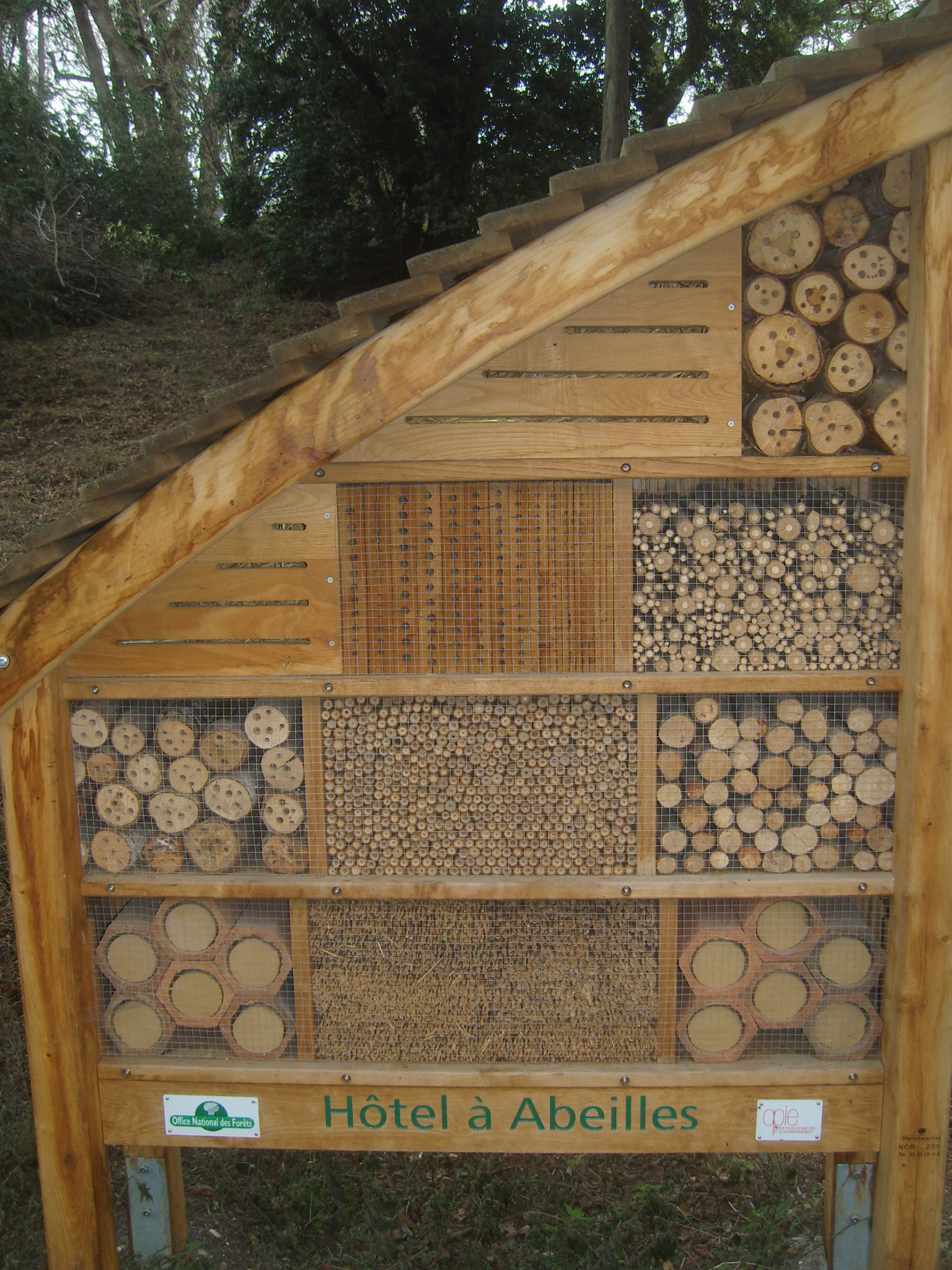
Un hôtel à abeilles du Jardin.

Dans le cadre de l'opération de mécénat « Parrainez un banc du jardin des plantes de Paris », et à l'occasion du renouvellement du mobilier urbain du Jardin entrepris en 2009, il est possible de faire un don au Muséum. En échange de ce don, une plaque de reconnaissance sera apposée sur le banc choisi, plaque sur laquelle seront gravés le nom du donateur et le message de son choix — soumis cependant à l'approbation du Muséum.
Le Muséum a installé en 2011 deux « hôtels à abeilles » en vue de préserver la biodiversité des insectes pollinisateurs, et notamment des abeilles sauvages.
Le Jardin des plantes abrite également des spécimens historiques, notamment des arbres âgés pour certains de plusieurs siècles. On trouve ainsi, parmi bien d'autres, les rejets du robinier de Robin planté initialement vers 1610, un chêne Quercus macrocarpa d'origine nord-américaine de 1811 et le platane planté vers 1785 au port naturel, jamais entravé par des coupes dans le vif (émondages) mais seulement débarrassé de ses rares branches mortes (élagages).
Au sous-sol de l'hôtel de Magny qui abrite la direction du Muséum national d'histoire naturelle, se trouve l'entrée des carrières souterraines du jardin des plantes, où l'on exploitait, notamment sous le « grand labyrinthe » coiffé par un « belvédère » ou « gloriette » métallique, du calcaire lutétien ayant servi, entre autres, à Edme Verniquet pour l'amphithéâtre voisin achevé en 1788 sur commande de Buffon, et à Armand Viré pour y installer son laboratoire de « zoologie cavernicole » entre 1896 et 1914 (sa paillasse et divers éléments s'y trouvent encore).

Arbres historiques et remarquables
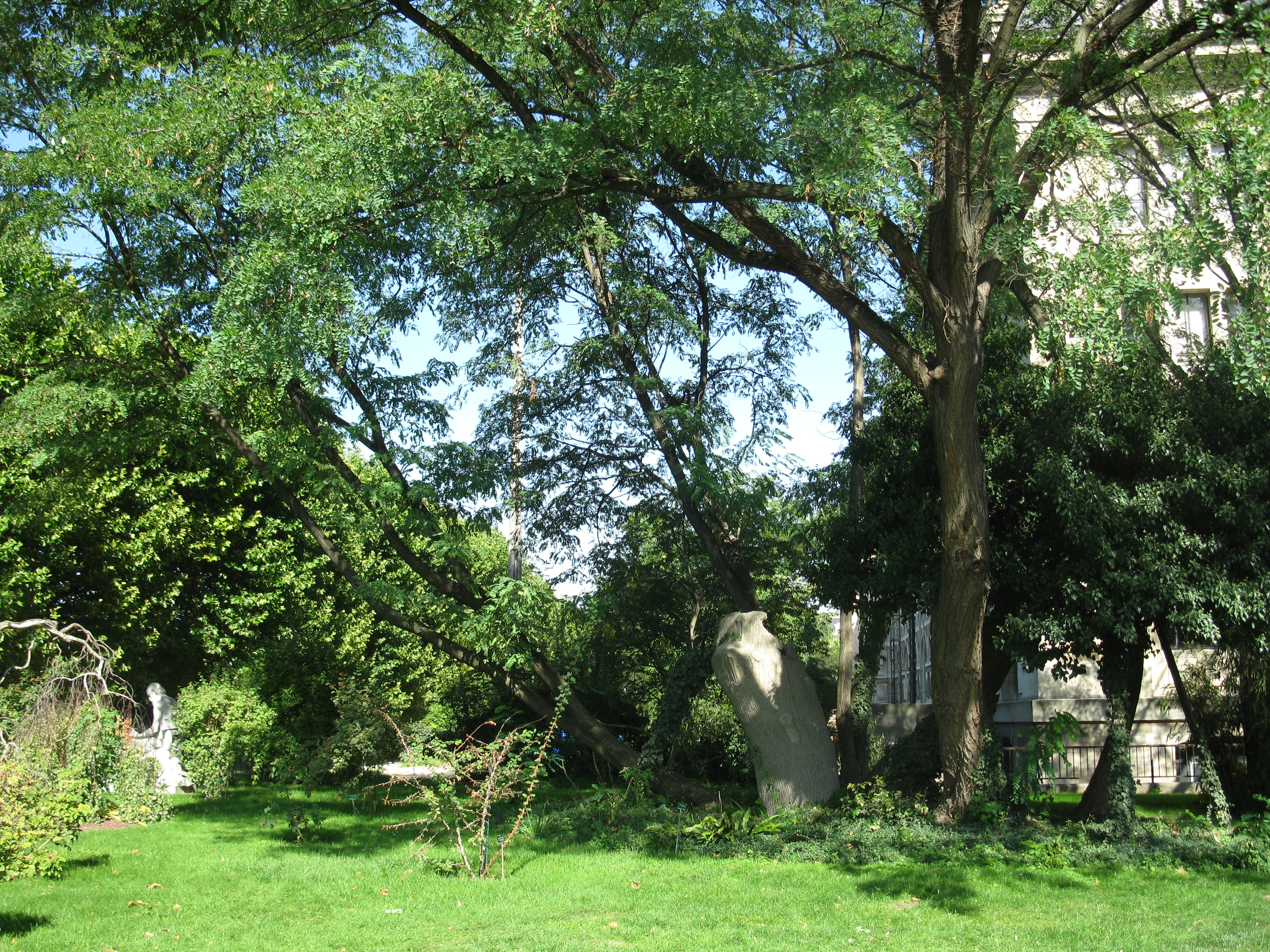
Rejets du robinier de Robin de 1610.
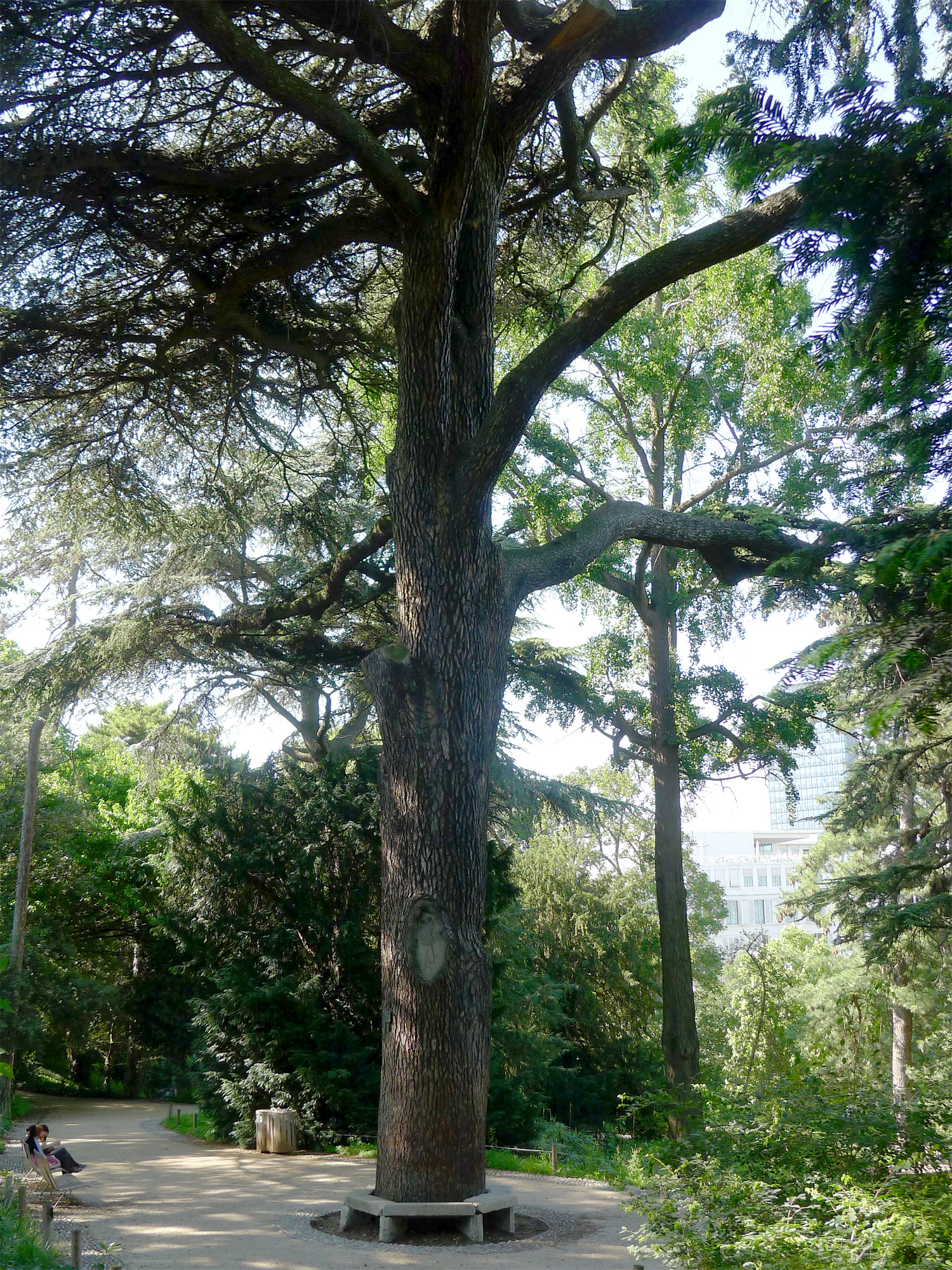
Cedrus libani dit Cèdre de Jussieu, planté vers 1735[49].
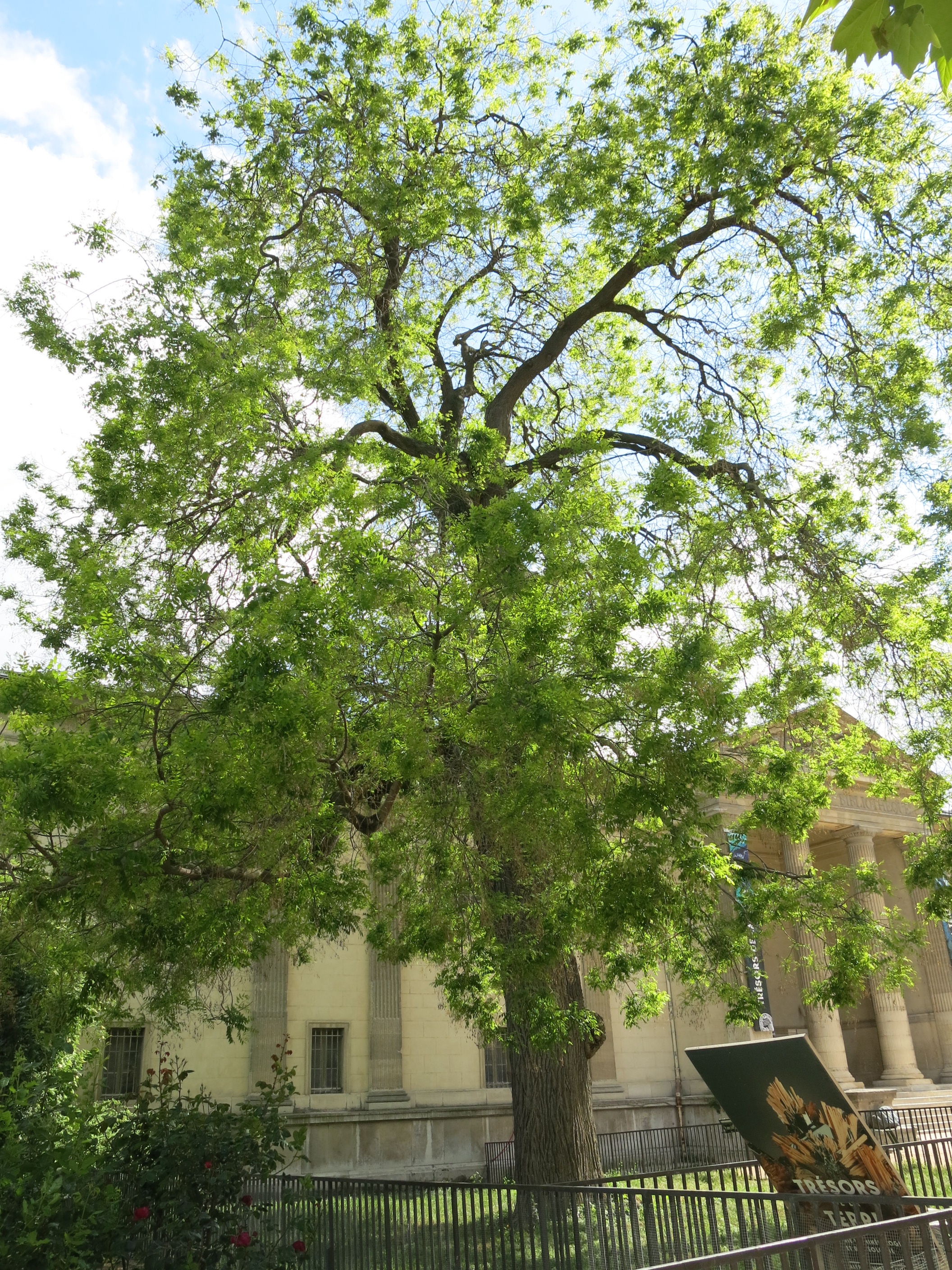
Sophora du Japon devant la galerie de Minéralogie et de Géologie, planté par 1747 par Bernard de Jussieu
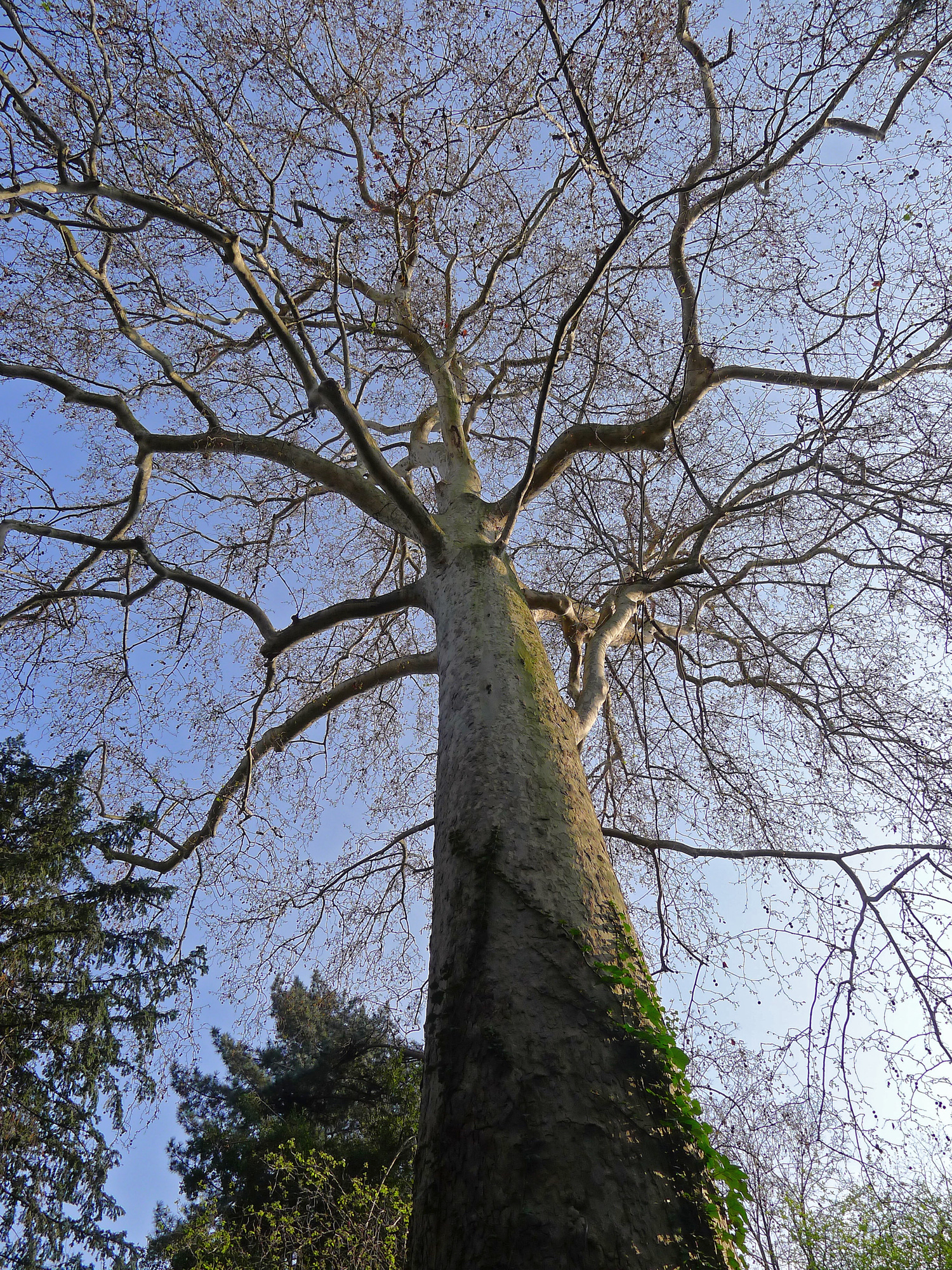
Platane planté vers 1785.
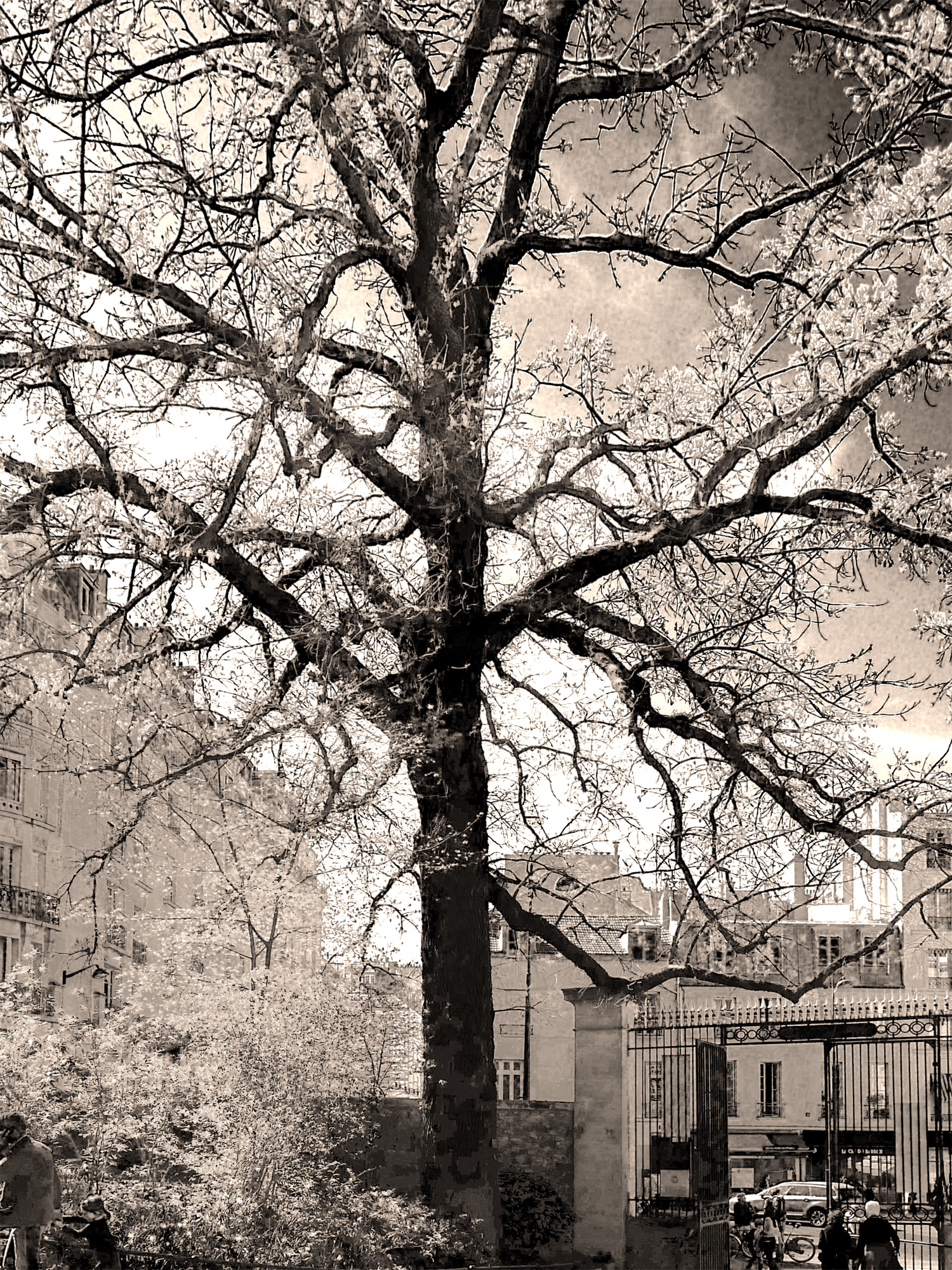
Quercus macrocarpa de 1811.
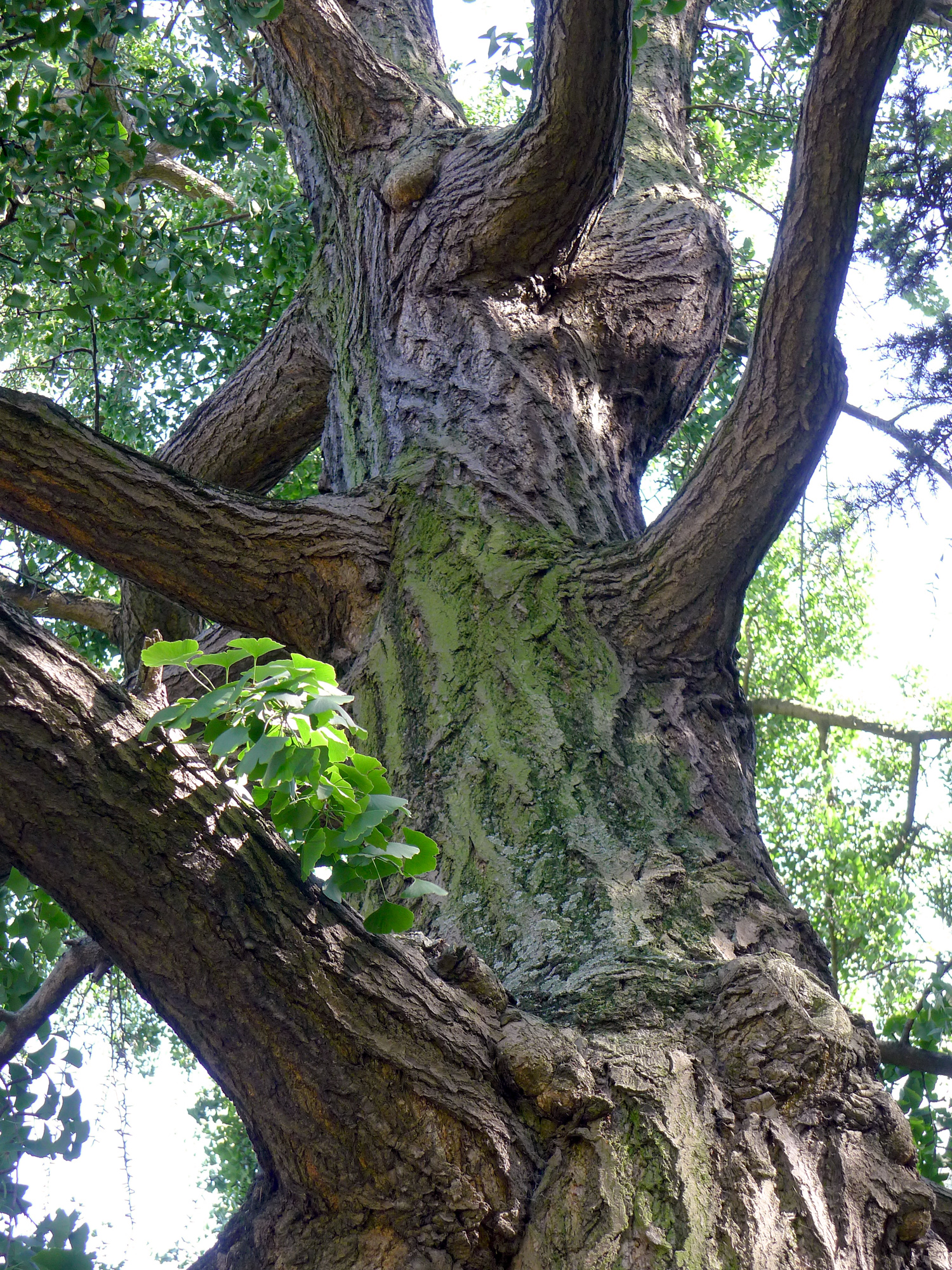
Ginkgo biloba de 1811.

Carrières souterraines du jardin des plantes
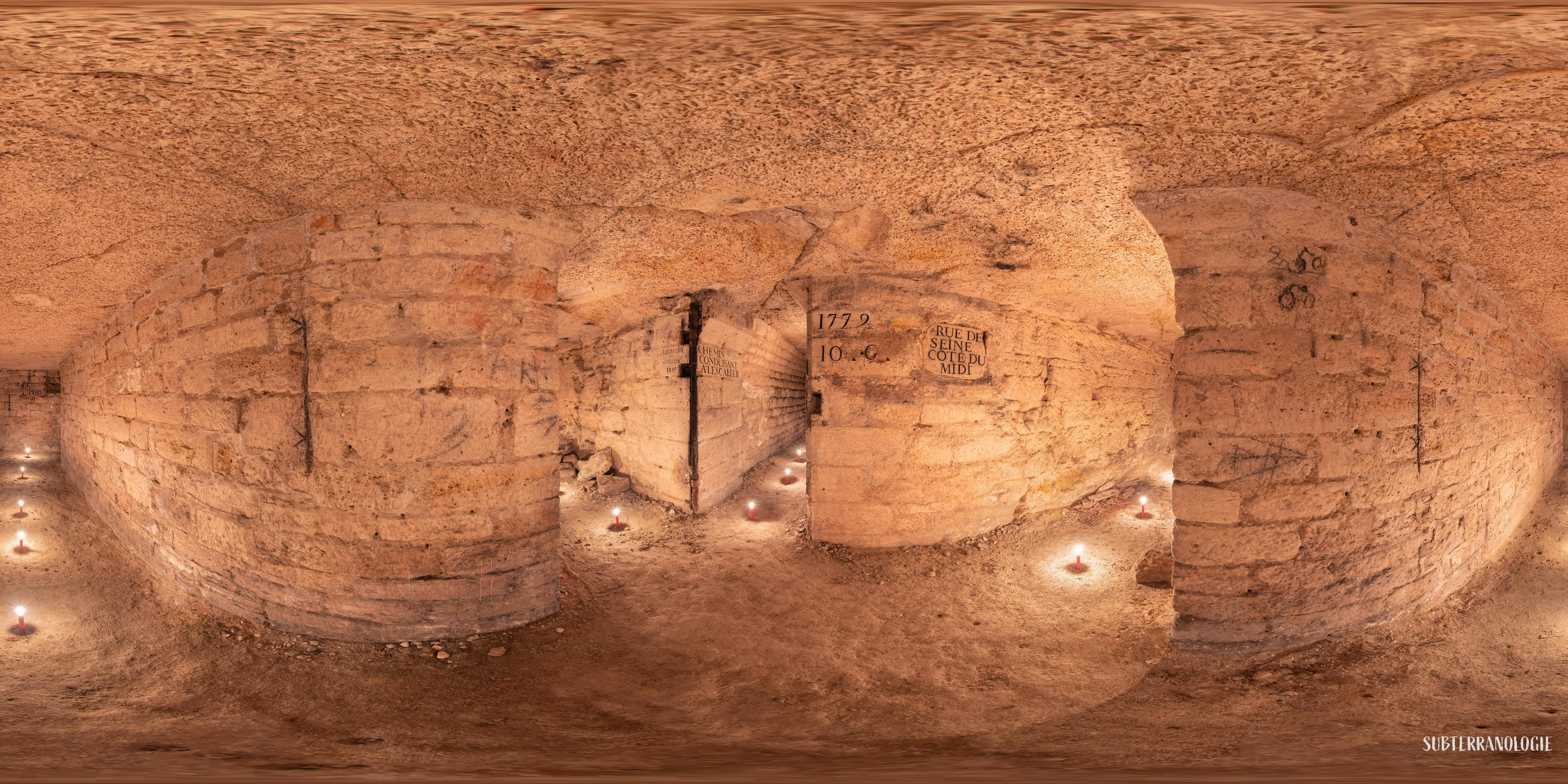
Vue à 360° de l’intérieur de la carrière située sous le jardin des Plantes.
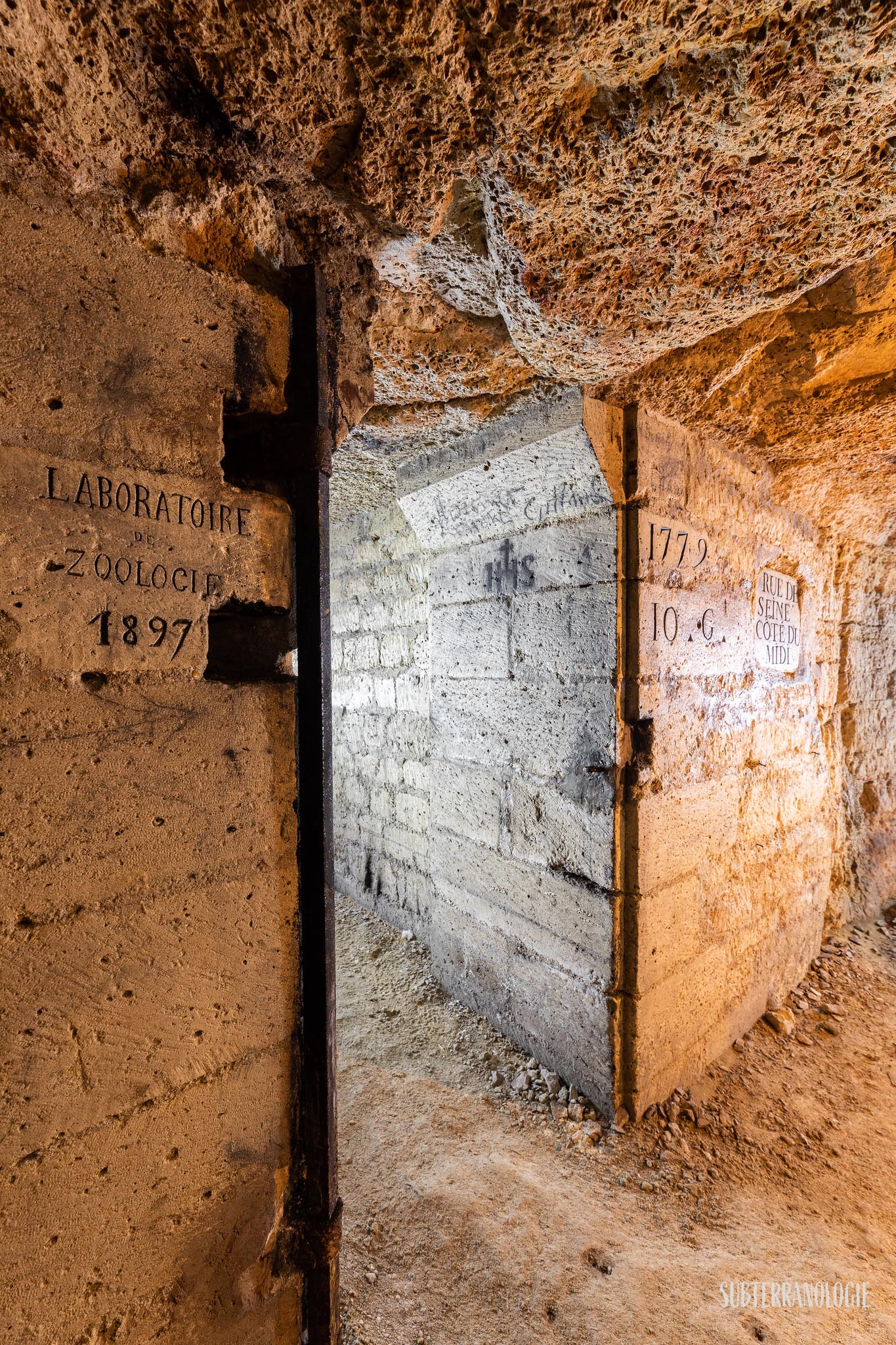
Laboratoire souterrain d'Armand Viré.

## Le Jardin des plantes dans la culture
Le Jardin des plantes est évoqué dans diverses œuvres culturelles.
- Un « jardin d'utopie »[17] imaginé par Gabriel Thouin au XIXe siècle devait en quadrupler la superficie (voir image « D », plus haut) ; si ce plan avait été agréé par le roi, les halles aux vins (actuel campus Jussieu) et plusieurs parcelles au sud n'auraient jamais été construites.
- Restif de La Bretonne évoque dans Les Nuits de Paris le libertinage[i] qui avait lieu à la fin du XVIIIe siècle du côté du labyrinthe après la fermeture du Jardin : « Je ne décrirai pas leurs amusements ; ils avaient raison de tenir les portes fermées », commente-t-il[34].
- Alfred de Musset compose en 1852 un poème intitulé Une promenade au Jardin des plantes[53].
- Victor Hugo évoque le rôle instructif du Jardin dans le Poème du Jardin des plantes (dans L'Art d'être grand-père[54]).
- Honoré de Balzac évoque aussi ce rôle dans son roman La Peau de chagrin[55].
- Pour Jules Michelet dans La Mer, le Jardin des plantes est un « palais de féerie[56] ».
- Dans les Vingt Mille Lieues sous les mers de Jules Verne, le personnage de Pierre Aronnax est un professeur du Muséum de Paris ayant « un petit logement au Jardin des plantes ».
- Le tableau La Charmeuse de serpents d'Henri Rousseau est inspiré des serres du Muséum.
- Le poète autrichien Rainer Maria Rilke a écrit un poème sur les félins de la ménagerie, intitulé La Panthère.
- Francis Blanche illustre le premier mouvement « Introduction et Marche royale du lion » du Le Carnaval des animaux de Camille Saint-Saëns, par les paroles : « Au Jardin des plantes, ainsi nommé d'ailleurs à cause des animaux qu'on y a rassemblés, une étrange ardeur semble régner… »[57].
- Dans Le Livre de San Michele (1929), le docteur suédois Axel Munthe met en mots ses longs face-à-face avec le gorille de la Ménagerie et la communication émotionnelle non verbale qui s'établissait parfois entre eux.
- Le Jardin des plantes fut un lieu d'études ornithologiques pour le peintre animalier Roger Reboussin.
- Charles Trenet relate[58] que le Jardin des plantes a contribué à inspirer les textes de deux chansons : Jardin extraordinaire et Un petit oiseau, un petit poisson s'aimaient d'amour tendre (aussi interprétée par Juliette Gréco) de Jean-Max Rivière, parti d'articles de presse qui avaient ému les visiteurs dans les années 1930 : une mésange nourrissait les poissons rouges du bassin aux nymphéas (aujourd'hui disparu, il se trouvait à la place de l'actuelle zoothèque), sans que les profanes puissent s'expliquer ce comportement, que les éthologues décrivent comme un report sur les poissons, à la suite de la perte de sa nichée, de l'instinct nourricier de la mésange, déclenché par la similitude entre les lèvres des poissons et les becs larges ouverts des mésangeaux au nid[59].
- Lorsque, à la fin des années 1920, le romancier Arnould Galopin crée un de ses personnages de roman, le « Pr Paturel du Jardin des plantes », spécialiste des papillons à la distraction légendaire servant de contrepoint pittoresque à une érudition phénoménale, il prend ces traits de caractère à l'entomologiste René Jeannel et au mycologue Narcisse Patouillard qui, probablement, lui inspirent aussi le nom du personnage.
- Le mycologue réel Roger Heim, humaniste, explorateur et scientifique chevronné[60], cultivait une passion pour les champignons à carpophore et n'hésitait pas à tester sur lui-même les effets de certains d'entre eux, dont des espèces hallucinogènes : alors qu'Heim est directeur du Muséum[61], André Franquin et Henri Gillain créent, pour la bande dessinée Spirou et Fantasio, le personnage du mycologue Pacôme de Champignac qui présente les mêmes traits de caractère que Heim et qui, dans l'album Le Voyageur du Mésozoïque, parvient à réchauffer et à faire éclore un œuf de dinosaure conservé intact dans le froid polaire.
- Dans la bande dessinée Les Aventures extraordinaires d'Adèle Blanc-Sec de Jacques Tardi (1980), un œuf de « ptérodactyle » éclot dans la galerie de Paléontologie et l'animal s'envole ; cette œuvre représente largement le Jardin des plantes et même nommément certains spécialistes du Muséum comme le taxidermiste Franz Jullien tenant une salamandre géante de Chine[j].
- Le paléontologue réel Léonard Ginsburg est le modèle du personnage de Léonard Guinsberg dans le roman de science-fiction La Guerre des cerveaux de Bernard Lenteric où le Jardin est également évoqué[63].
- Philippe de Broca réalisa un téléfilm titré Le Jardin des plantes dont l'action se déroule au jardin pendant la Seconde Guerre mondiale (1994).
- Le Jardin a inspiré le titre du roman de Claude Simon, Le Jardin des plantes (1997).
- Véronique Roy évoque longuement le Jardin et ses mystères dans son roman Muséum (2006).
- Guillaume Lecointre, dans ses nouvelles Muséum 2080[64], imagine plusieurs futurs possibles pour le jardin : dans l'un il laisse place à un parc de loisirs privé à l'américaine où les collections ne sont plus que ludiques, dans un autre on découvre de curieuses reliques de Buffon, dans un troisième un contact avec des formes de vie extraterrestres permet de cloner Georges Cuvier dans l'avenir, à partir de l'une de ses dents, et ainsi de suite.
- Elvire de Brissac relate l'histoire du jardin en plusieurs biographies « de Buffon à Linné et de Darwin à l'ADN » dans son livre Le Jardin des Plantes, de l'horrible danger de la promenade[65], qui évoque l'évolution des connaissances et des idées.
- Le Jardin, notamment la Ménagerie, a servi de cadre pour le tournage de scènes des films Les Bonnes Femmes de Claude Chabrol (1960) ; La Jetée de Chris Marker (1962, où l'on voit notamment l'ancien agencement de la galerie de Zoologie avant sa fermeture) ; N'oublie pas que tu vas mourir de Xavier Beauvois (1995), Les Chansons d'amour de Christophe Honoré (2007, scène du « parc de la Pépinière ») et Les Aventures extraordinaires d'Adèle Blanc-Sec de Luc Besson (2010, inspiré par la bande dessinée de Tardi ; tel qu'il est grimé dans le film, l'acteur Philippe Nahon qui y joue le professeur Ménard, ressemble au professeur réel Louis Mangin qui travailla au Muséum de 1904 à 1935).

## Éléments représentatifs du Jardin des plantes

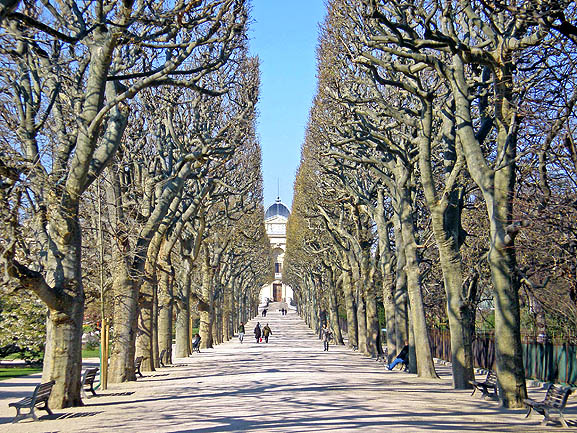
Allée Alfred Lacroix-Edmond Perrier, bordée de platanes, vers la grande galerie de l'Évolution.
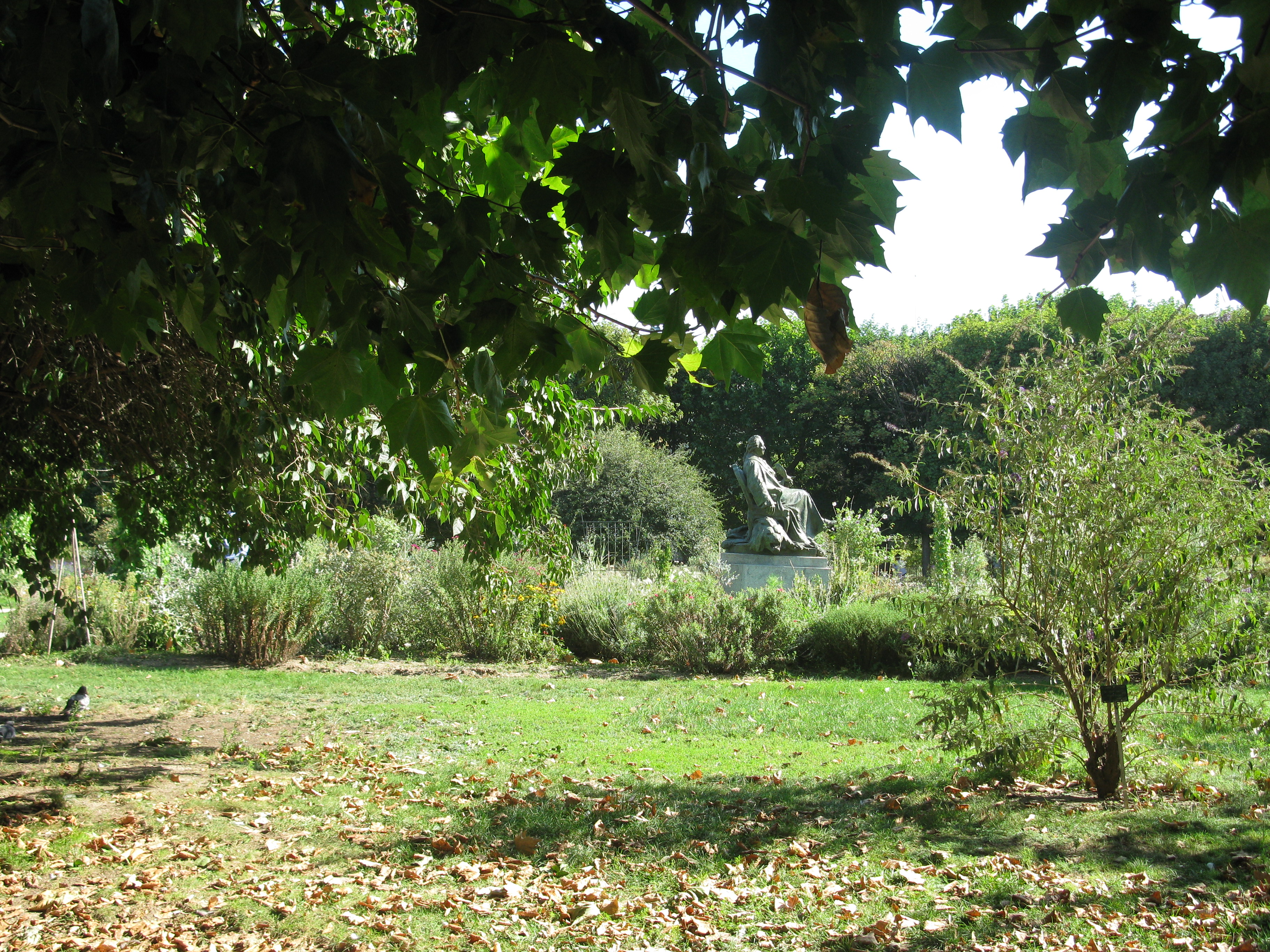
Le carré Decaisne, avec le Monument à Buffon de profil.
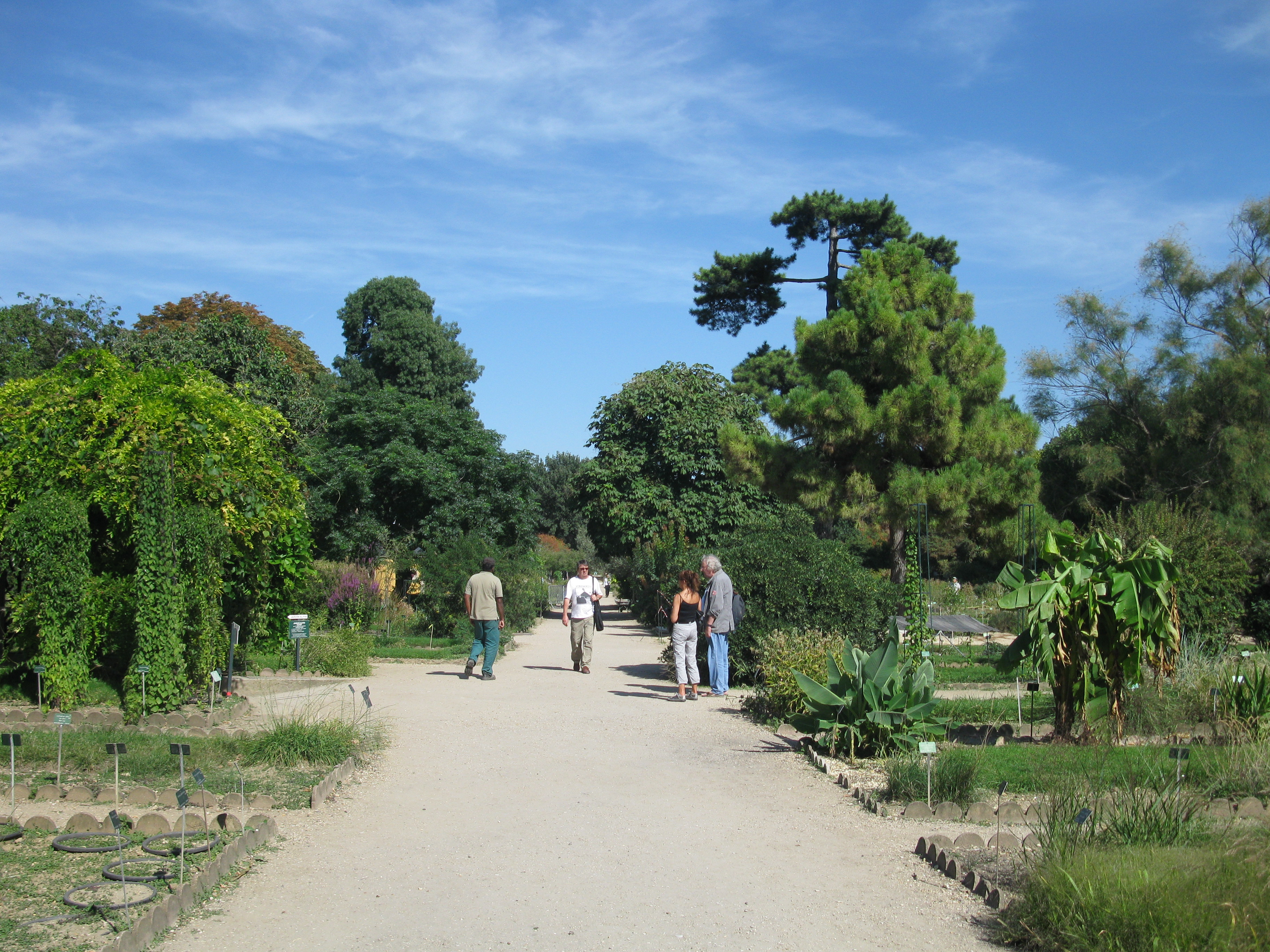
L'école de botanique en été, vue depuis la serre tropicale.
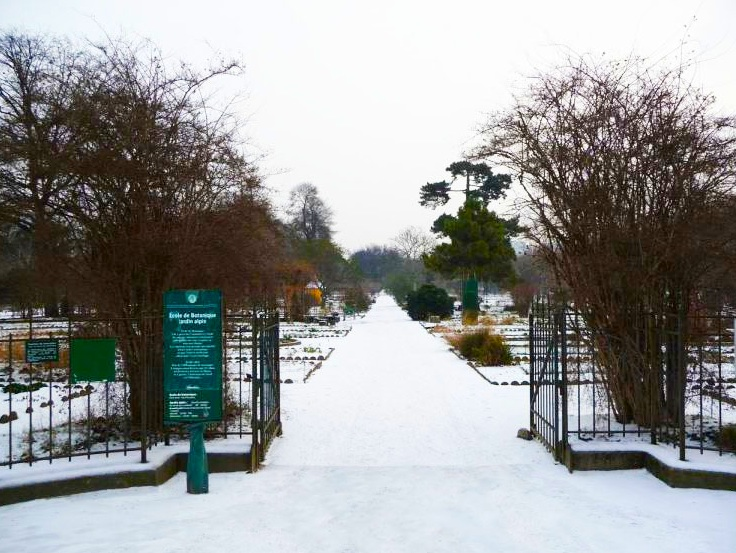
L'école de botanique en hiver.
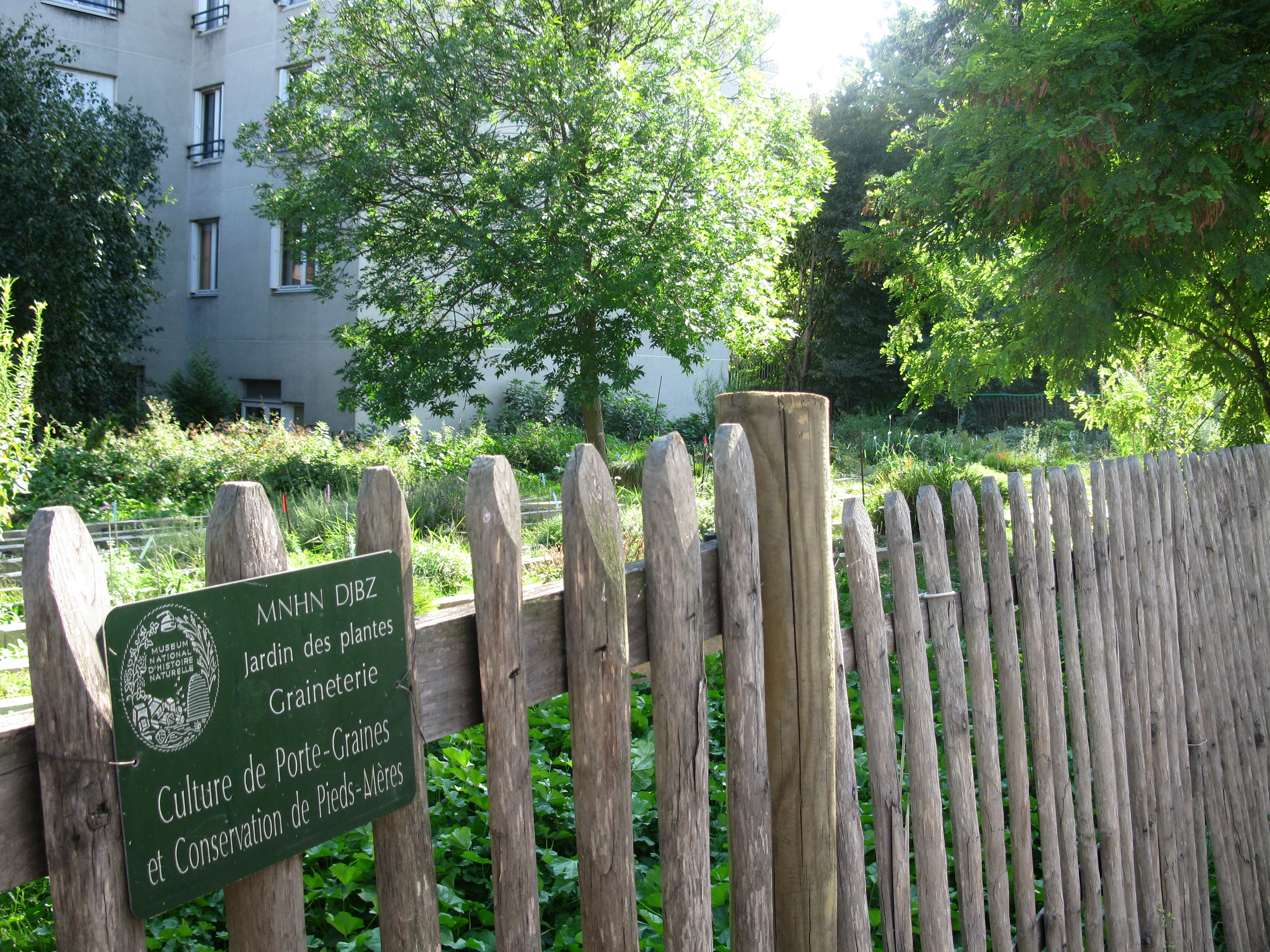
Une réserve de biodiversité du Jardin des plantes : culture de porte-graines et conservation de pieds-mères dans le clos Patouillet, ancienne propriété de Buffon.
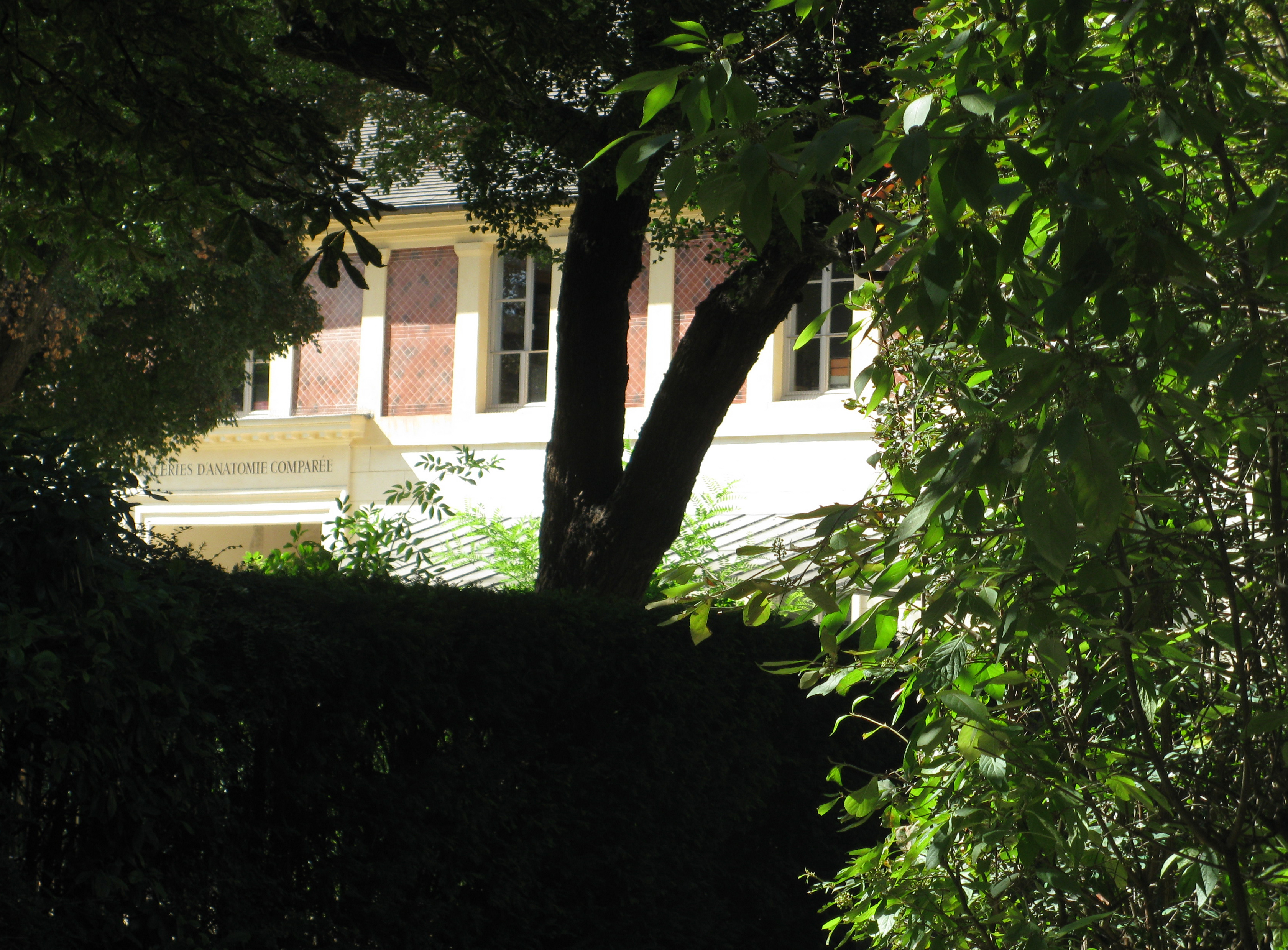
L'ancienne galerie d'anatomie comparée de Cuvier (ultérieurement appelée « bâtiment de la baleine »), ouverte au public de 1806 à 1886 côté rue Cuvier.
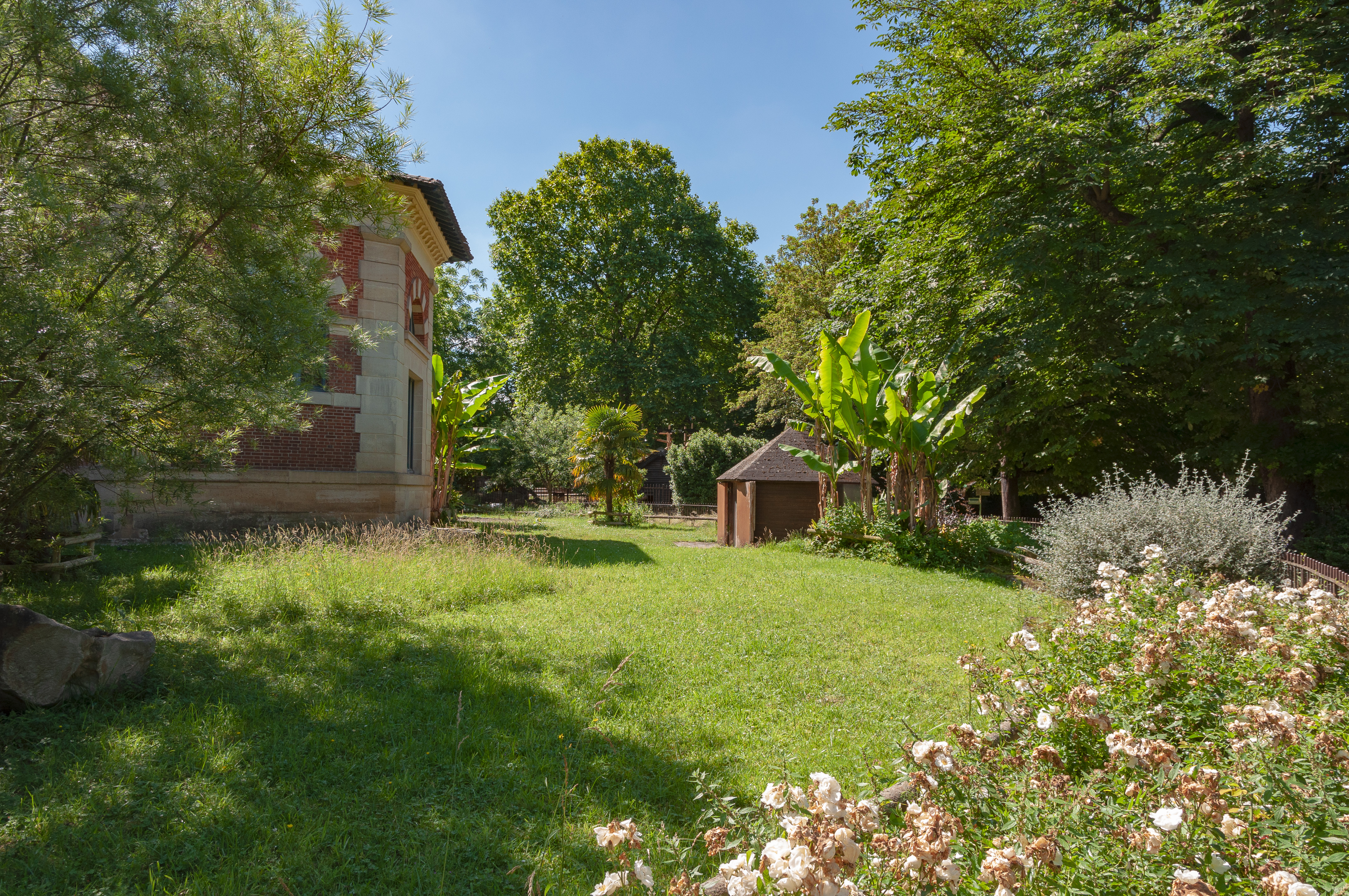
La rotonde de la Ménagerie.